# Muzeul de Icoane pe Sticlă „Pr. Zosim Oancea”

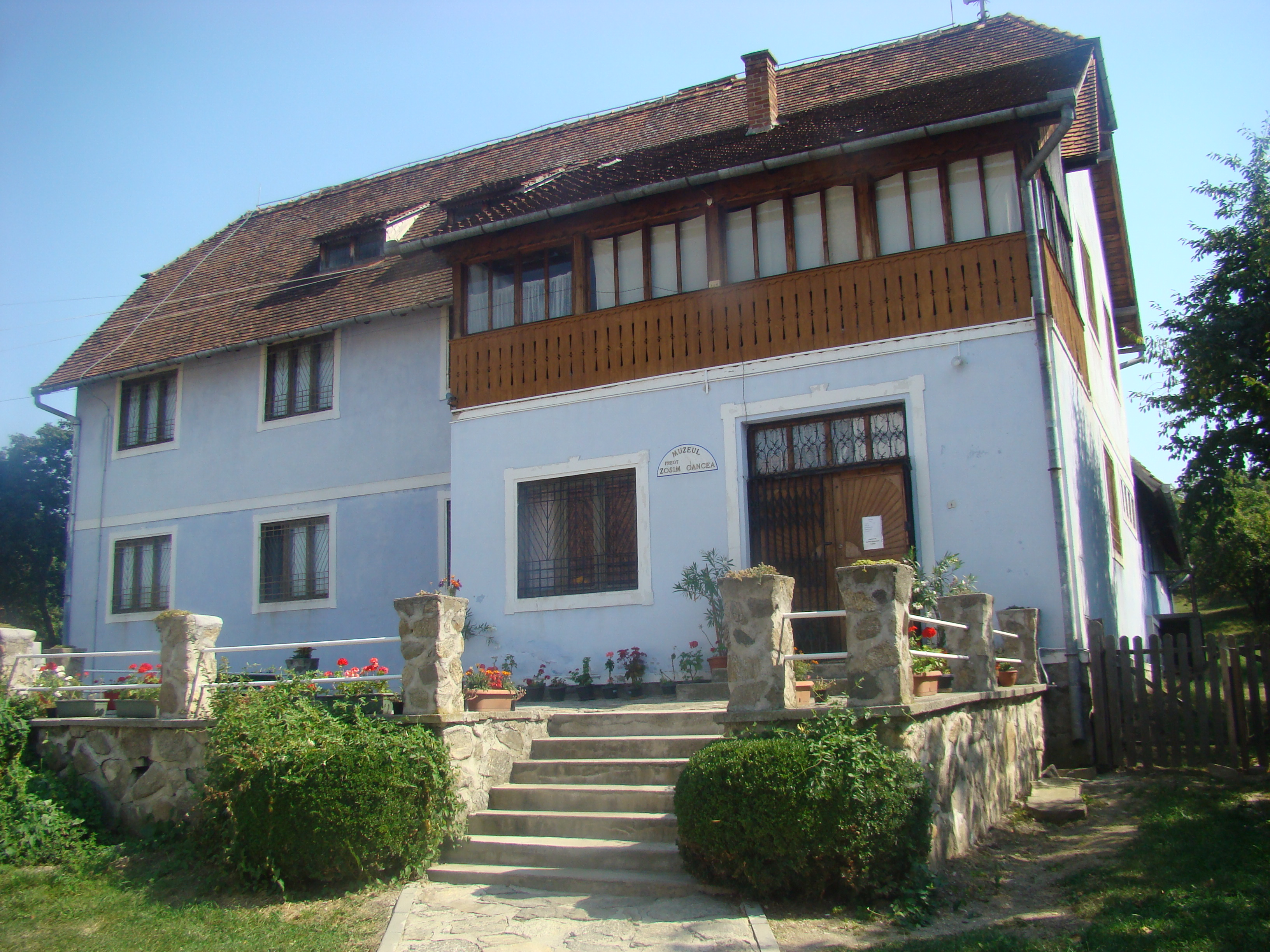
Muzeul de icoane pe sticlă Preot Zosim Oancea din Sibiel, foto: august 2011

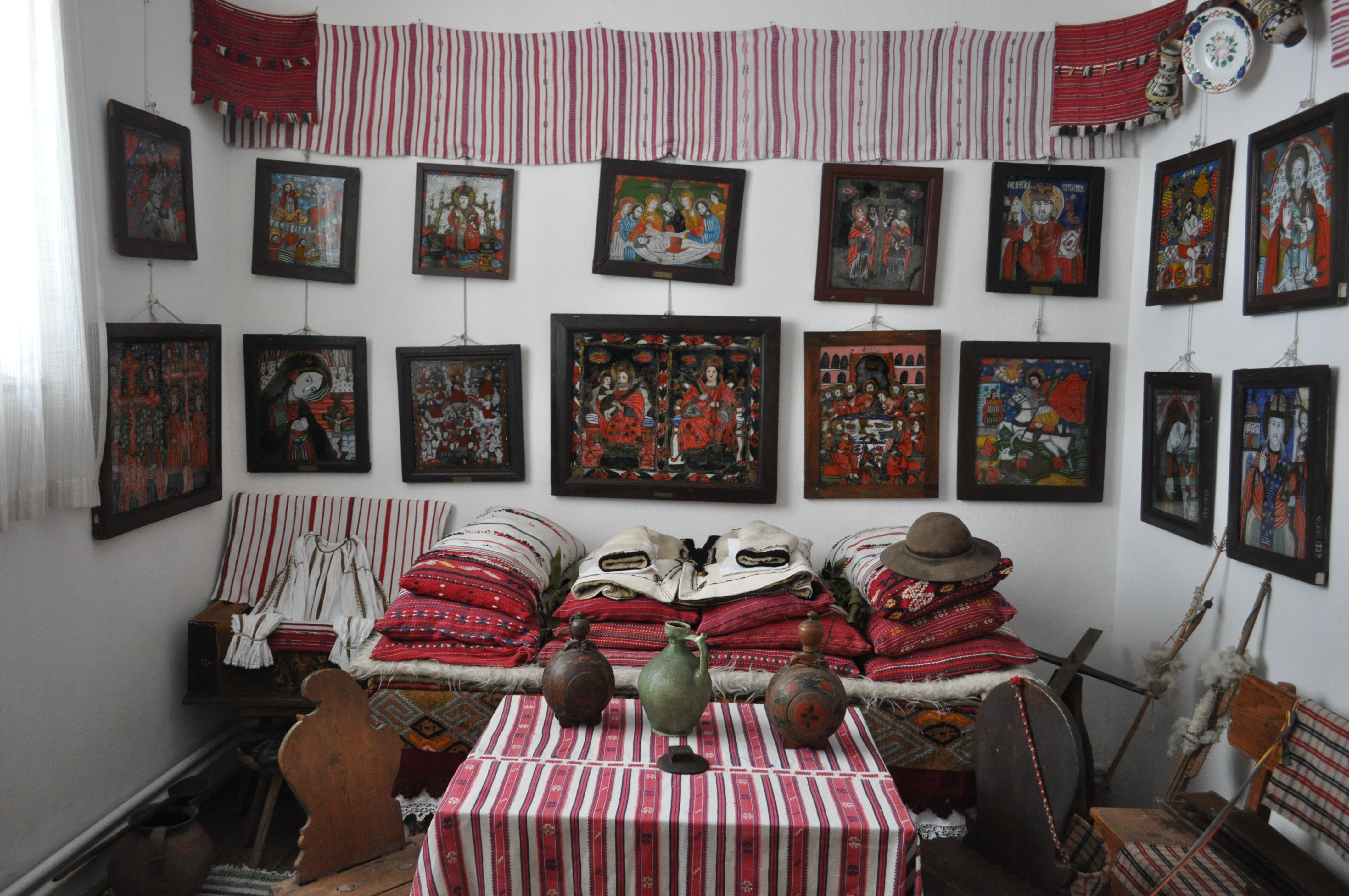
Muzeul de icoane pe sticlă Preot Zosim Oancea din Sibiel, foto: august 2011

Muzeul de icoane pe sticlă Pr. Zosim Oancea găzduiește cea mai mare expoziție de icoane pe sticlă din Transilvania. 
Muzeul cuprinde două clădiri, la câțiva metri una de alta, între Biserică și cimitir, la intrarea în sat. Cea mai mare parte a colecției de icoane și de obiecte vechi se găsește pe cele două niveluri care constituie „Muzeu Nou“, recent ridicat și cu o capacitate superioară, în timp ce edificiul vechi – mai mic dar reprezentând primul sediu istoric al Muzeului – adăpostește secțiuni suplimentare ale colecției. 

## Istoric
Crearea muzeului se datoreazǎ preotului Zosim Oancea, susținut pe plan material de locuitorii din Sibiel și de alți donatori. Ajuns la Sibiel ca preot al satului în ianuarie 1964 (după cincisprezece ani de temnițǎ și de muncǎ silnicǎ), pǎrintele Oancea a avut ideea de a crea un muzeu de icoane pe sticlǎ dupǎ ce, în 1965, a restaurat vechea bisericǎ a satului, ridicată în 1765. Urmǎrind sǎ îmbogǎțeascǎ patrimoniul pentru a înlesni includerea satului într-un itinerar cultural de larg interes, în 1969 pǎrintele Oancea a îndemnat locuitorii Sibielului sǎ doneze icoanele pe sticlǎ adǎpostite în casele lor  pentru a le aduna într-un muzeu de interes public. Astfel s-a constituit prima colecție de icoane (între 150 și 200), gǎzduitǎ în primul sediu al muzeului, o veche magazie situatǎ în spatele bisericii și reconstruitǎ complet între 1970 și 1971. Mǎrirea progresivǎ a colecției și creșterea numǎrului de vizitatori din țară și din strǎinǎtate au determinat, grație unor donații internaționale (în primul rând din partea Consiliului Ecumenic al Bisericilor din Geneva), realizarea celei de-a doua clǎdiri, începutǎ în 1976 și încheiatǎ în 1983, astǎzi principalul sediu al muzeului.
Cu un ritm actual de aproximativ 15 mii de vizitatori pe an, muzeul s-a bucurat de-a lungul istoriei sale de vizitele unor oaspeți de seamă, precum episcopul anglican Robert Runcie, profesorii Oscar Cullmann, Jürgen Moltmann, Olivier Clément, Dumitru Stăniloae, scriitoarele Ana Blandiana și  Ioana Postelnicu etc.

## Colecția Muzeului

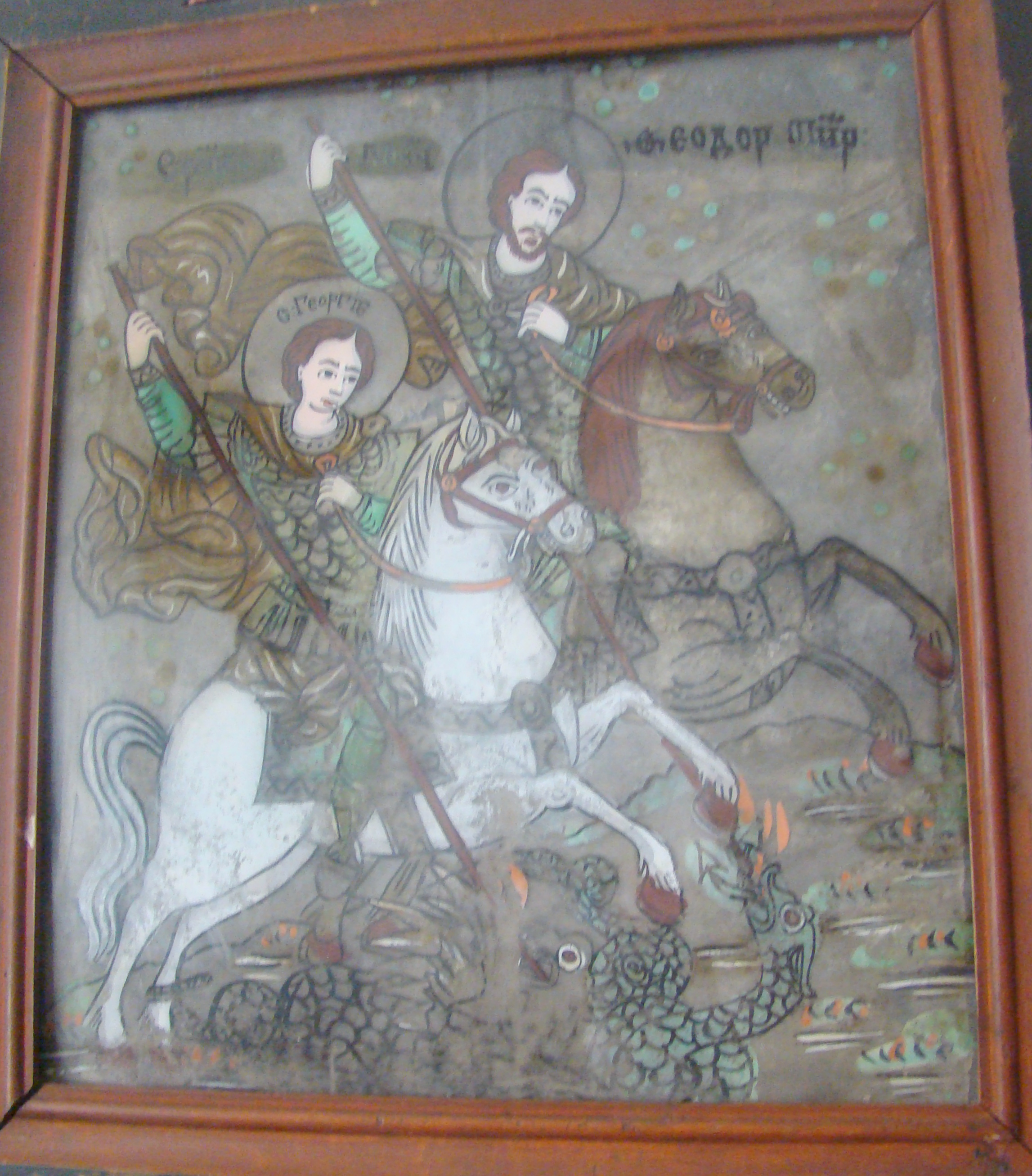
„Sfântul Gheorghe” (Valea Sebeșului-Alba Iulia)

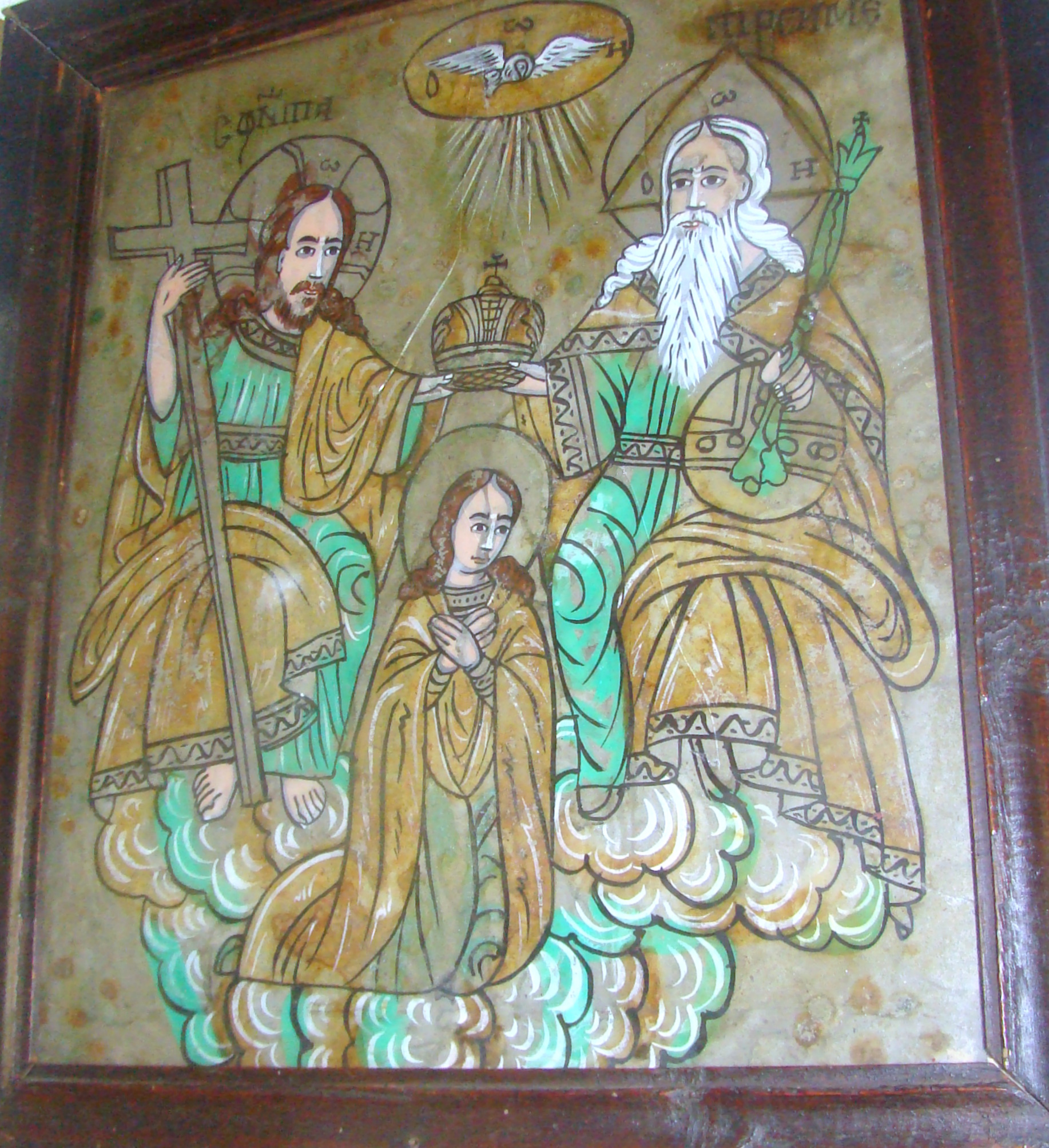
„Sfânta Troiță” (Valea Sebeșului-Alba Iulia)

Pictura icoanelor pe sticlǎ s-a rǎspândit în diverse zone ale Transilvaniei – Nicula și zonele din jur (Transilvania de Nord), Valea Mureșului, zona Făgărașului, zona Brașovului, Valea Sebeșului-Alba Iulia, Mǎrginimea Sibiului – caracterizându-se în fiecare din acestea prin motive stilistice specifice. Aceste zone sunt cu toate bine reprezentate în Muzeul Pr. Zosim Oancea unde, printre cele aproximativ 600 de icoane care-i alcǎtuiesc colecția, se gǎsesc unele provenind chiar din zona Bucovinei și a Banatului, pe lângǎ altele probabil de origine austriacǎ. 

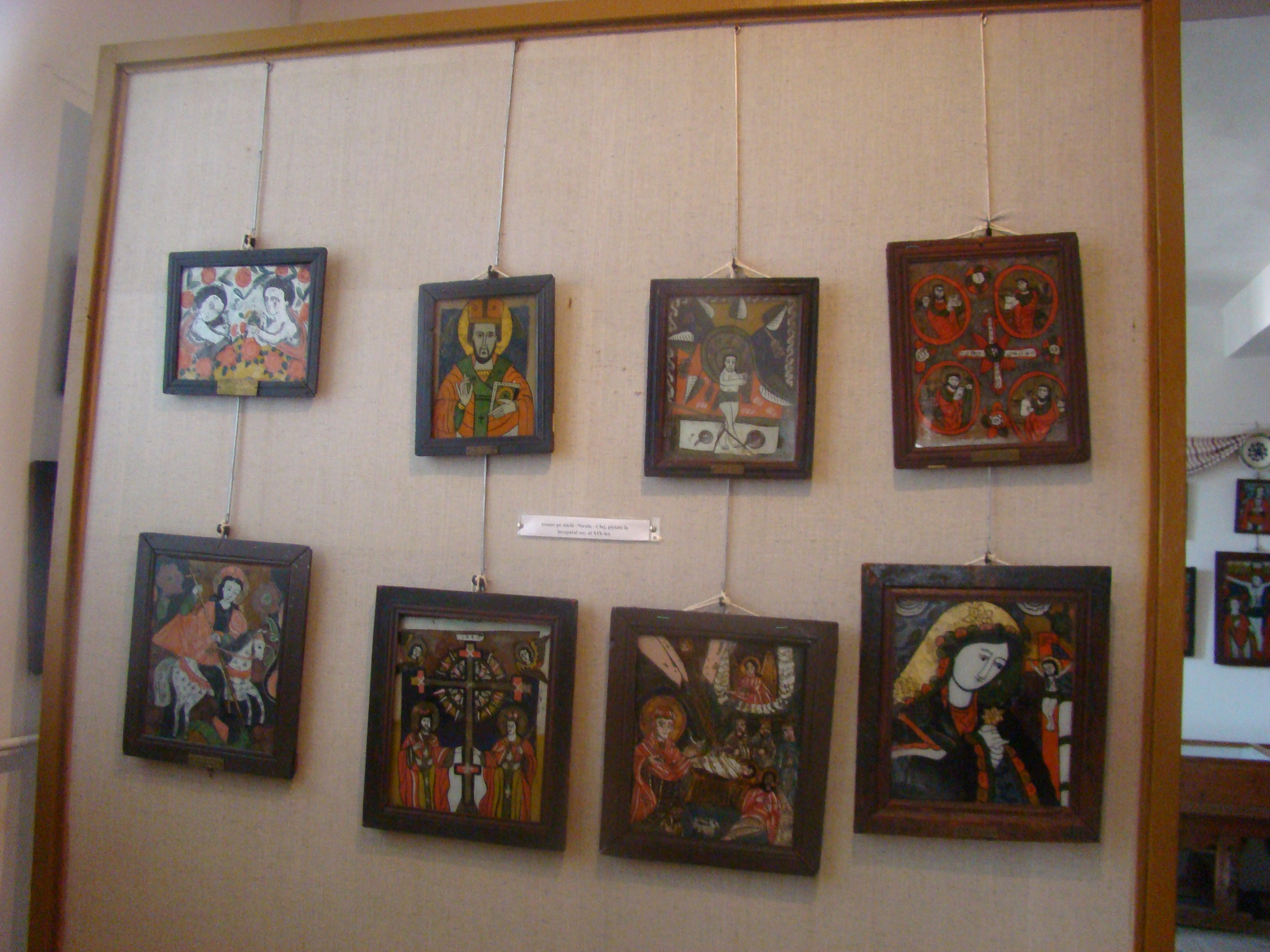
Icoane de la Nicula (sec.XIX)

Nicula și Transilvania de Nord: Icoanele din Nicula și din împrejurimile sale, în special cele mai vechi, se recunosc imediat, mai ales după formatul lor mic (cca 20×30 cm), prin strălucirea deosebită a sticlei și culoarea întinsă în tonuri pure (albul, negrul, ocrul, maroul închis, roșul-cărămiziu, verdele-măsliniu, albastrul-gri, auriul). În prim plan este subiectul reprezentat, lipsit de ambientarea arhitectonică sau de peisaj și cu motivele decorative pe marginea compoziției – mai frecvent o bordură pe trei laturi care reproduce o funie, simbol al celor două naturi ale lui Hristos și al eternității. Caracteristică pentru această zonă este icoana „Mesei de Rai”, înfățișând o masă în formă de romb la care se așază de obicei Maria, Iisus și doi Sfinți.

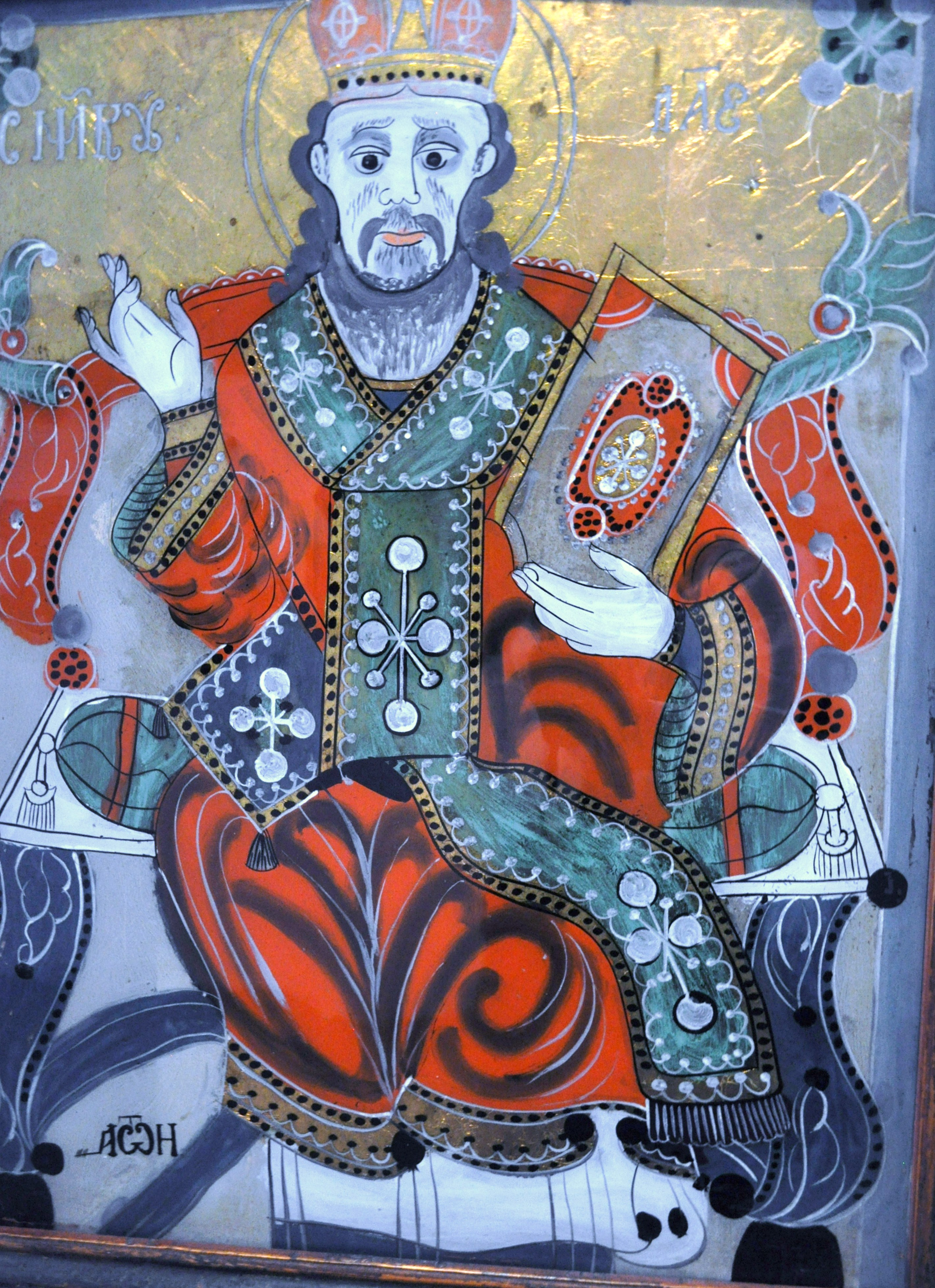
„Sfântul Nicolae” (Valea Mureșului)

Valea Mureșului: Icoanele pictate pe Valea Mureșului se caracterizează printr-o îmbinare unică între influența tradiției bizantine, tipică icoanelor pe lemn și motivele inspirate de obiceiurile locale. Printre cele prezente în colecția din Sibiel se remarcă „Fecioara cu Pruncul” și „Sfântul Nicolae”, ambele de Sandu Popa: fondul aurit și o oarecare monumentalitate în reprezentarea personajelor amintesc, împreună cu folosirea caracterelor chirilice, de stilul icoanelor clasice pe lemn.
Zona Făgărașului

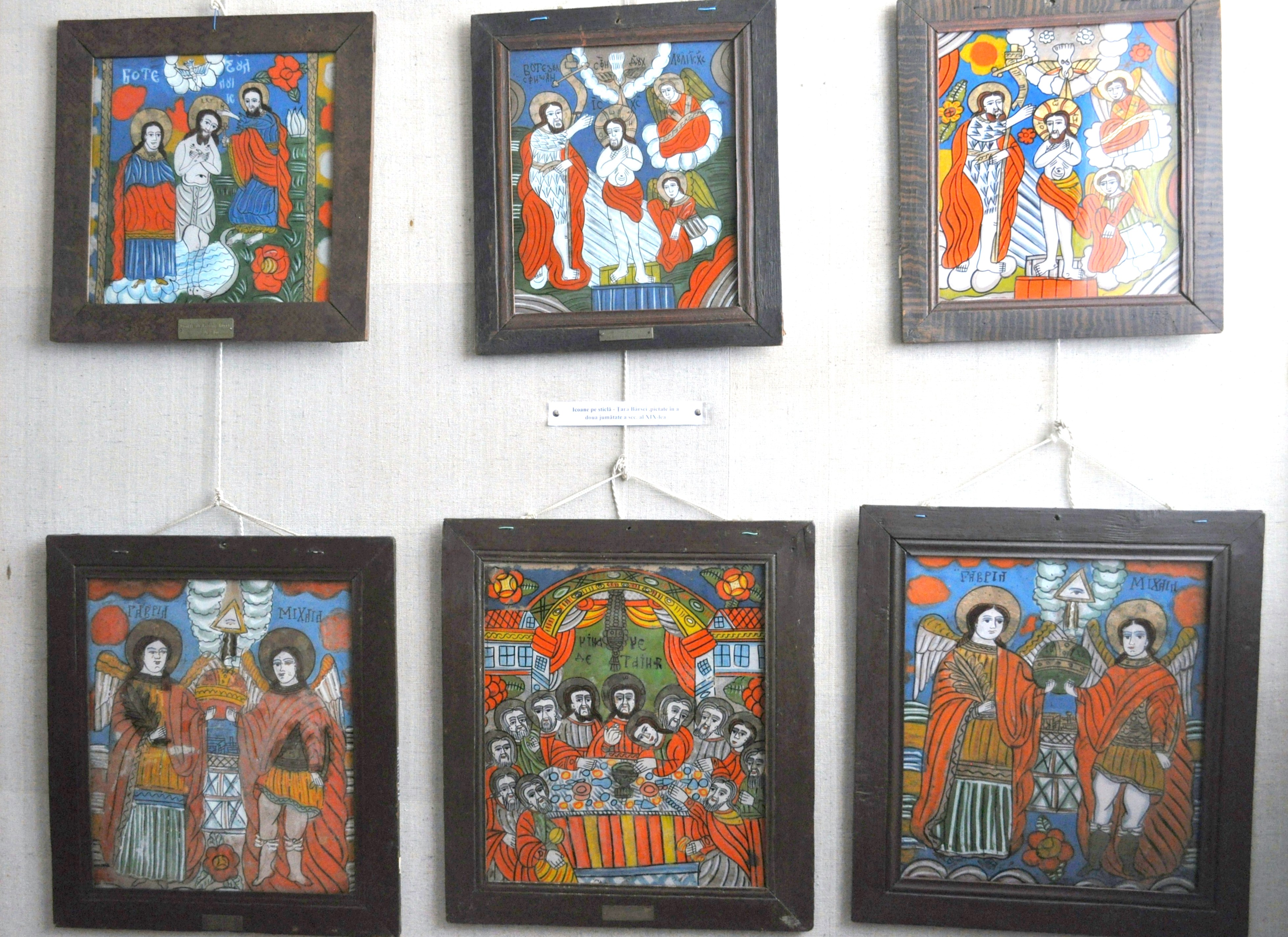
Icoane din Țara Bârsei (sec.XIX)

În zona Făgărașului și pe Valea Mijlocie a Oltului, pictura de icoane pe sticlă atinge culmile sale artistice, susținută fiind de un mare interes pentru folclor și pentru arta populară. Originari din această regiune sunt doi importanți autori de icoane pe sticlă, Savu Moga și Matei Țâmforea, și renumite familii de pictori precum Moldovan, Grecu și Tămaș. Personalitatea artistică cea mai conturată este cea a lui Savu Moga (1816-1899): icoana „Buna-Vestire”, păstrată în Muzeul din Sibiel, reflectă în mod excelent calitatea și stilul picturii sale, care folosește în mod variat și cunoscător nuanțe și amestecuri de culori, cu extraordinare efecte de rafinament. Elev al lui Moga, dar dotat cu o personalitate artistică independentă, Matei Țâmforea (1836-1906) este a doua mare figură de pictor de icoane din zona Făgărașului. Creația sa se caracterizeazǎ prin simț de observație, atenție la detalii, gust narativ, ca de exemplu în icoanele cu Sfântul Ilie și istoria evanghelică a Sărmanului Lazăr și a bogatului nemilostiv adăpostite în muzeul din Sibiel. O temă mult răspânditǎ în aceastǎ zonǎ este cea a Judecății de Apoi și din aceastǎ regiune provine una din cele mai importante femei-iconar: Ana Tămaș cǎsǎtoritǎ Deji, Muzeul Pr. Zosim Oancea adǎpostind câteva din operele sale.
Zona Brașovului: În zona vechiului sat Șchei, mai apoi devenit un cartier al orașului Brașov (Șcheii Brașovului), pictura de icoane pe sticlă a dobândit imediat caracteristici stilistice specifice, atingând apogeul producției în a doua jumătate a secolului al XIX-lea. Icoanele colecției din Sibiel îi exemplificǎ bine trǎsǎturile, caracterizate prin forțǎ cromatică (predominǎ culorile tari, de pildǎ roșu, portocaliu, albastru, alb) și prin marile dimensiuni ale figurilor. Subiectul Maicii Domnului cu Pruncul este larg răspândit și în zona Brașovului, icoană caracterizată aici de elemente tipice tradiției și folclorului local: un colier din monede de aur (salbă) sau cercelul tipic pentru femeile din zonă.
Valea Sebeșului-Alba Iulia: Culori mai sobre și compoziții puțin mai statice caracterizează icoanele din Valea Sebeșului, ale cărei centre mai semnificative sunt Laz și Lancrăm. Influența tradiției bizantine a icoanelor pe lemn a fost aici mai puternică, larg răspândită în această zonă fiind utilizarea foiței de argint sau de aur. Însă procesul de oxidare îi degradează efectul cromatic unitar, acesta fiind dominat în final de verdele acid.

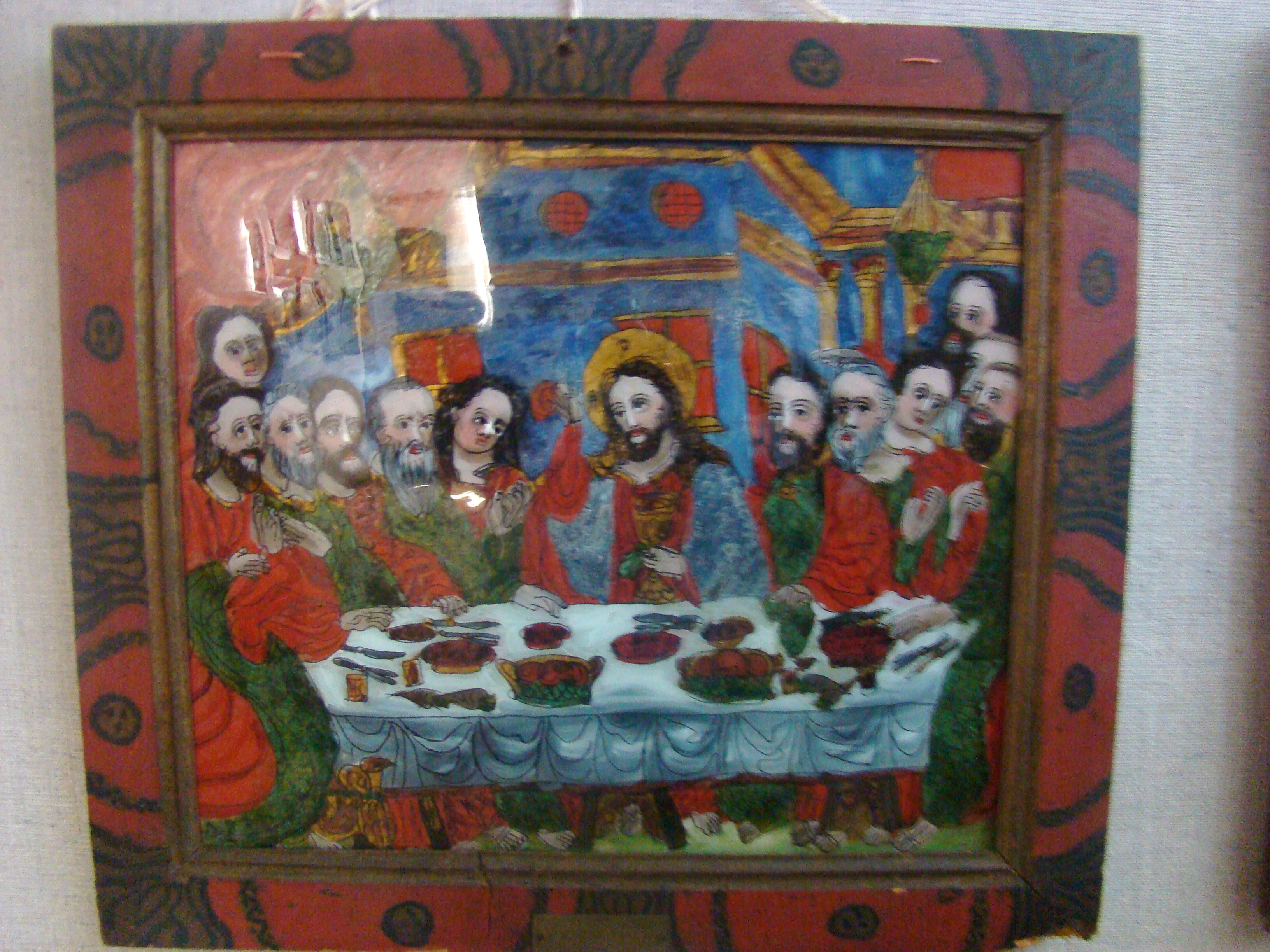
„Cina cea de Taină” (Mărginimea Sibiului)

Mărginimea Sibiului: Săliște, Vale și Poiana – sate din jurul Sibiului, au dat importanți pictori de icoane. Printre cei mai pricepuți se numǎrǎ Ion Morar (1815-1890): lucrarea sa „Cina cea de Taină” conservată la Sibiel reflectă o puternică influență barocă. Fiicele sale Emilia (1861-1931) și Elisabeta (1866-1939) i-au continuat activitatea, dar fără a-i egala calitatea. În aceastǎ zonǎ este rǎspânditǎ și icoana așa-numită „Prăznicar”, structurată în jurul unei reprezentări centrale a unui eveniment fundamental din viața lui Iisus Hristos (mai ales Învierea). 

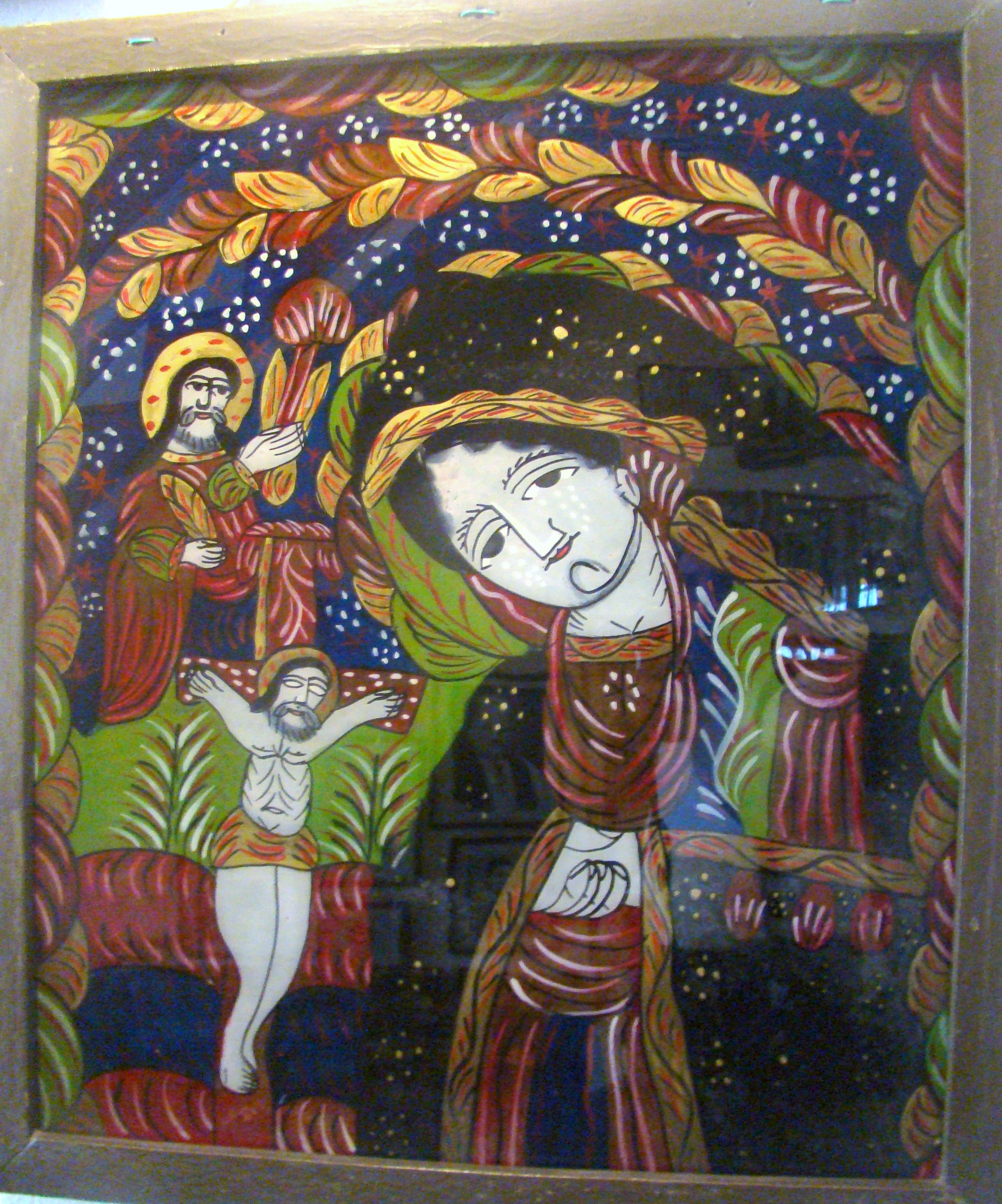
„Maica Domnului îndurerată”

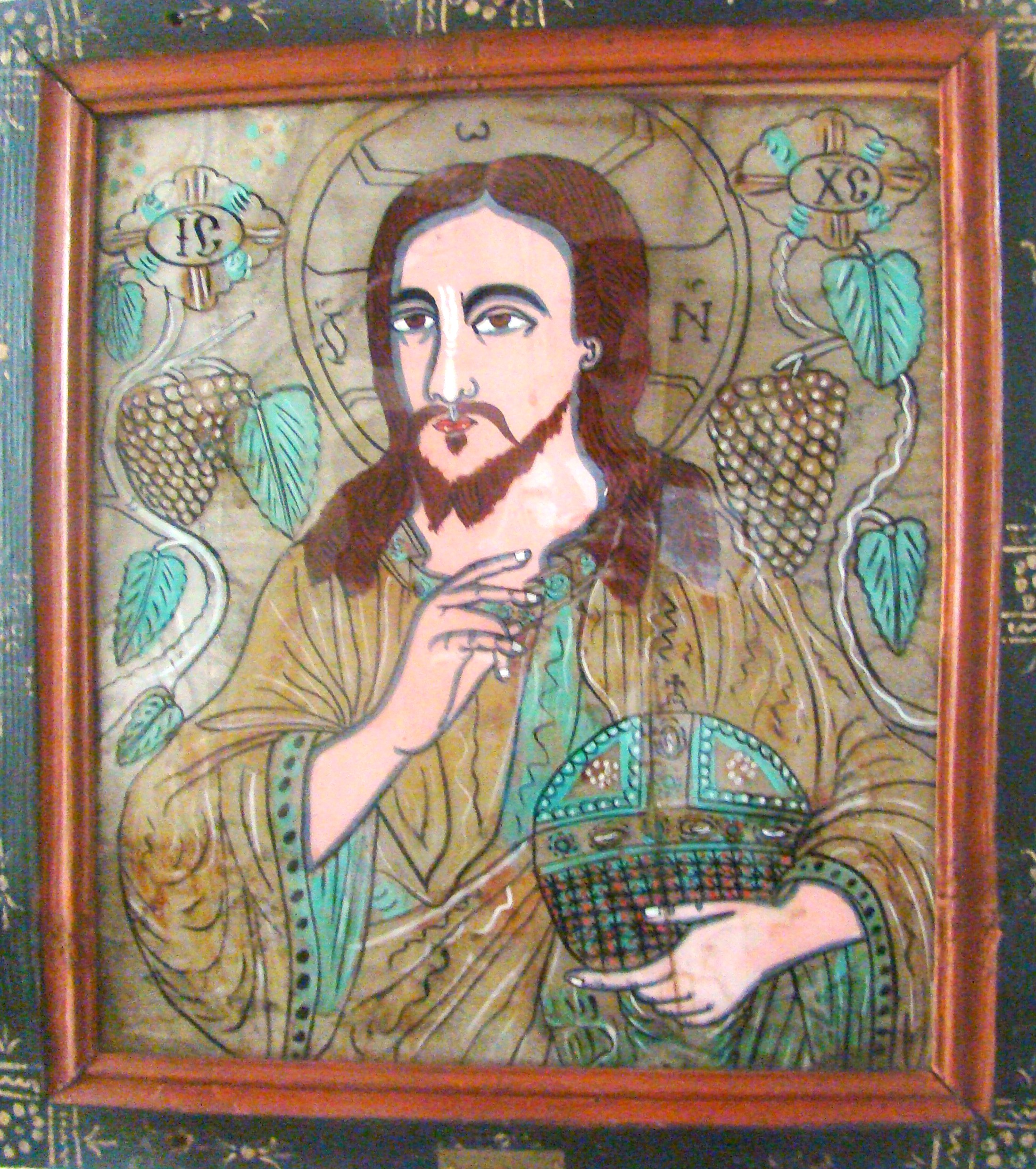
„Iisus Hristos”

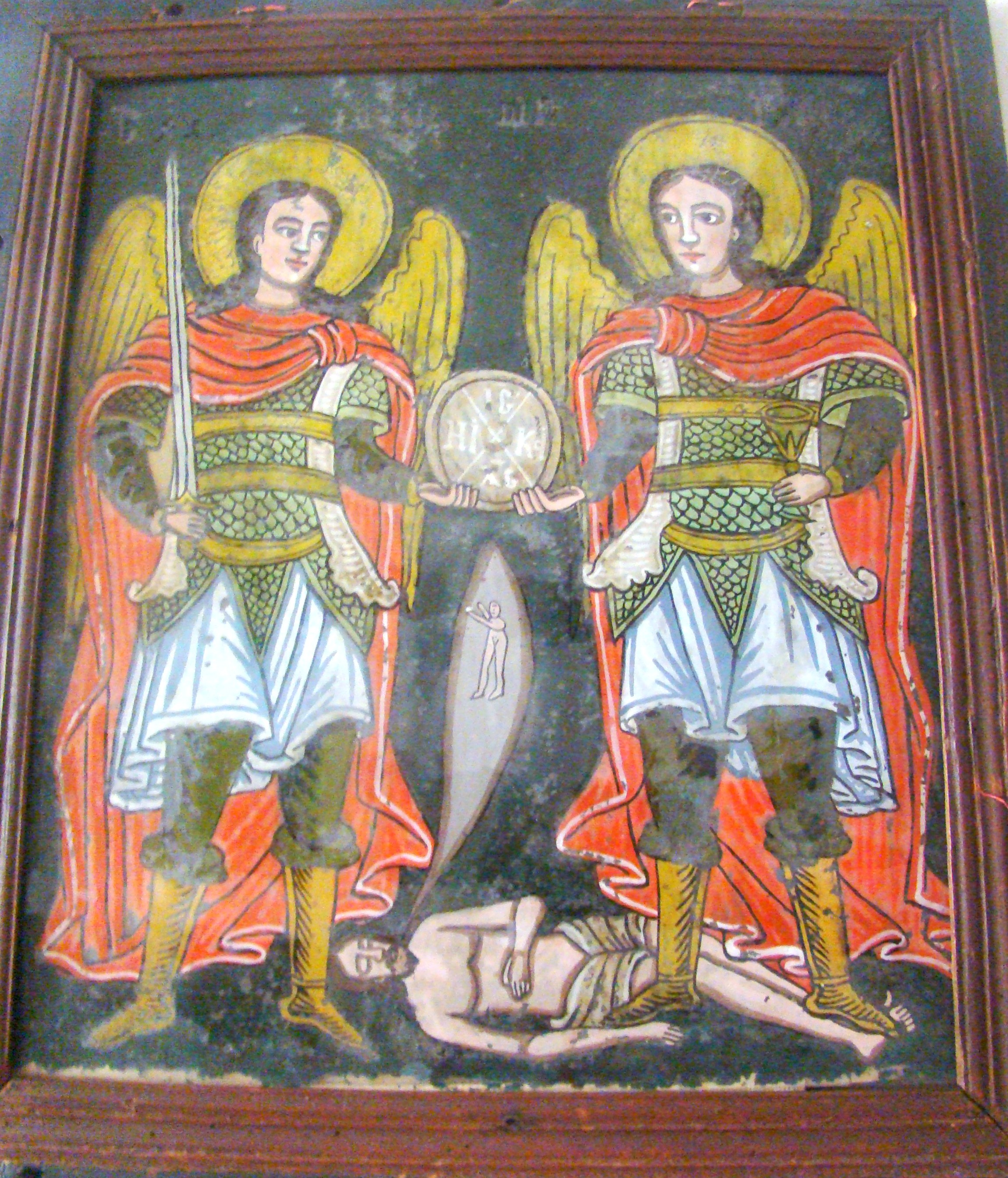
„Sfinții Arhangheli”

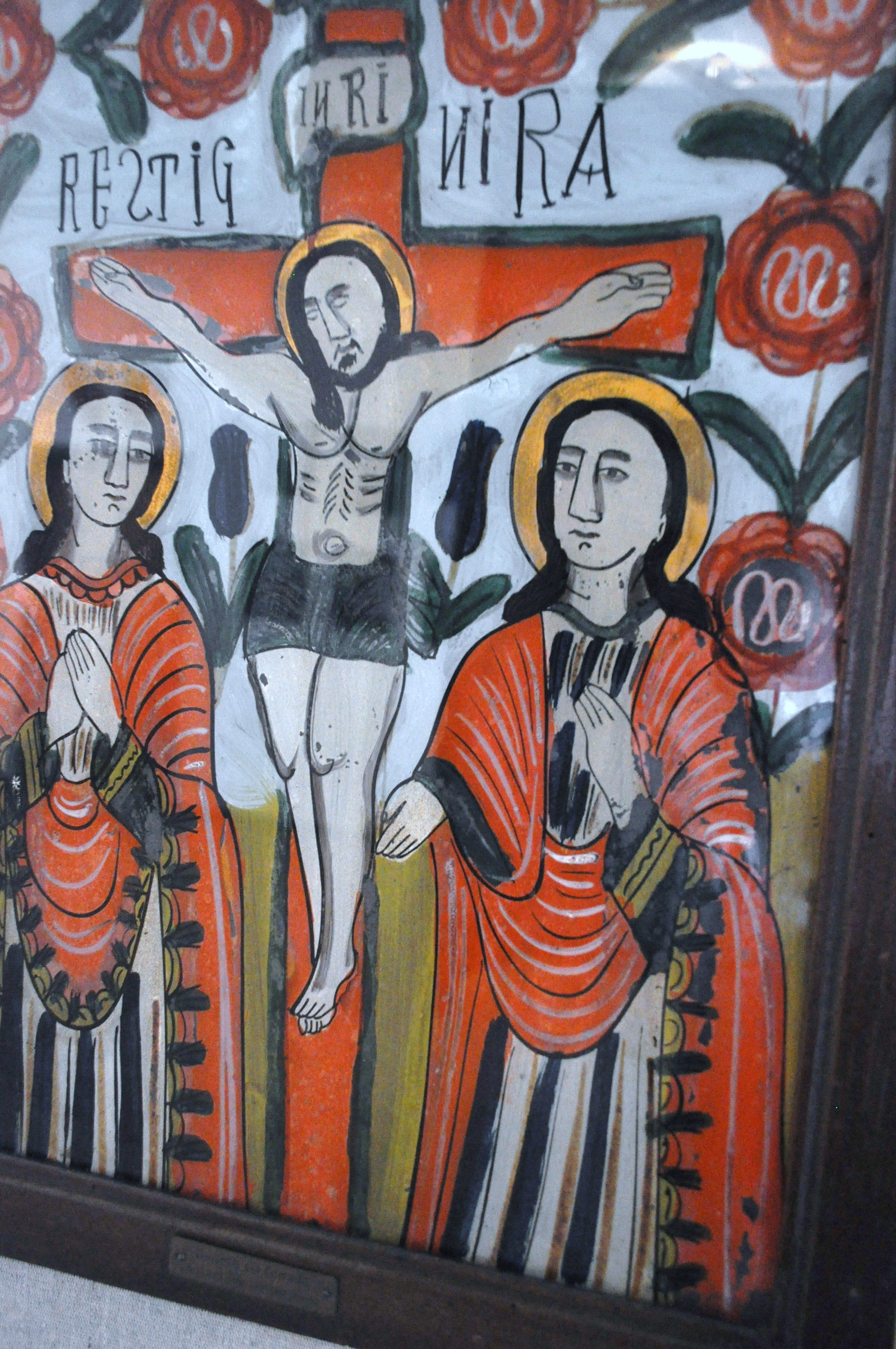
Răstignire

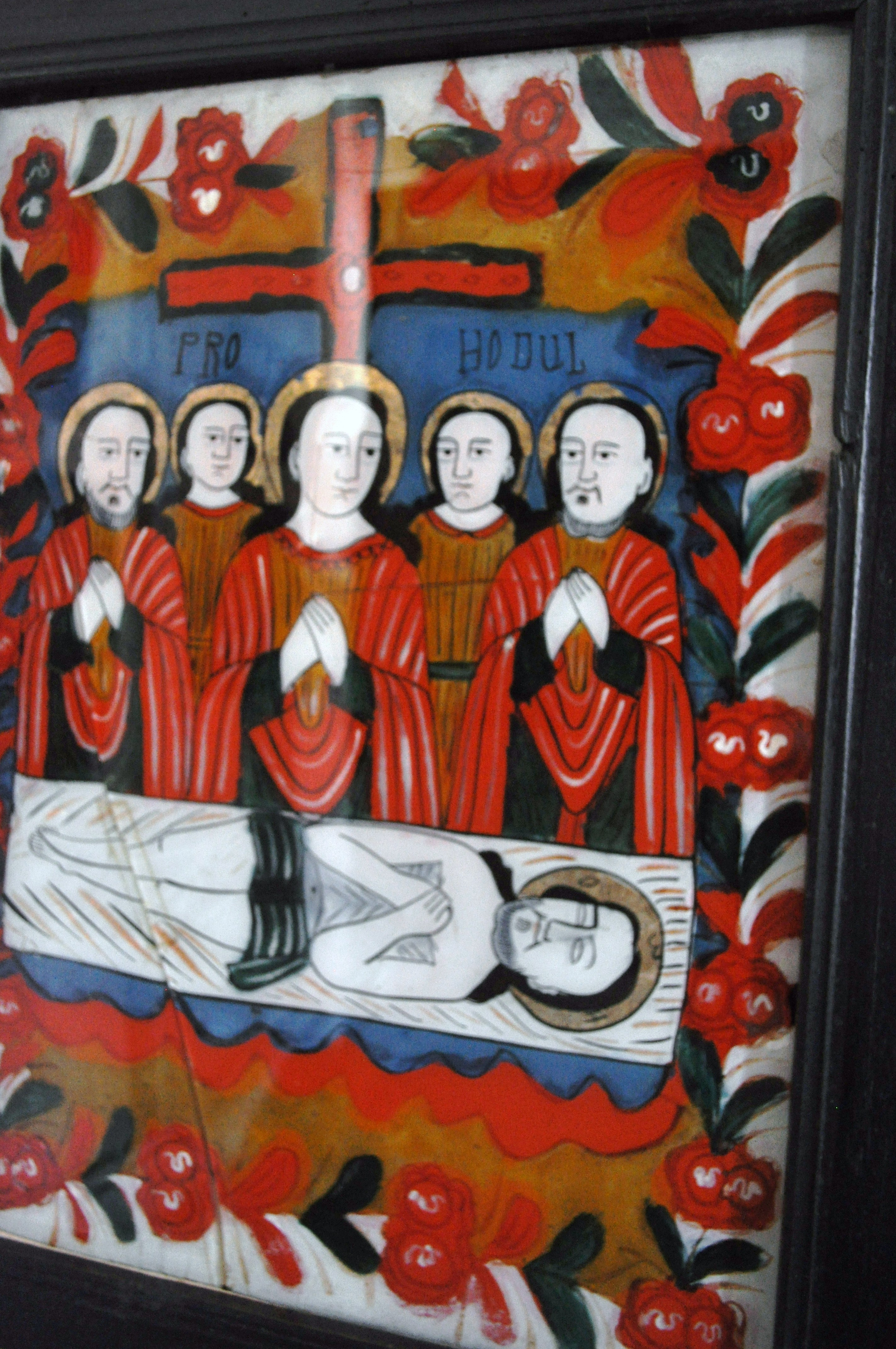
Prohodul Domnului

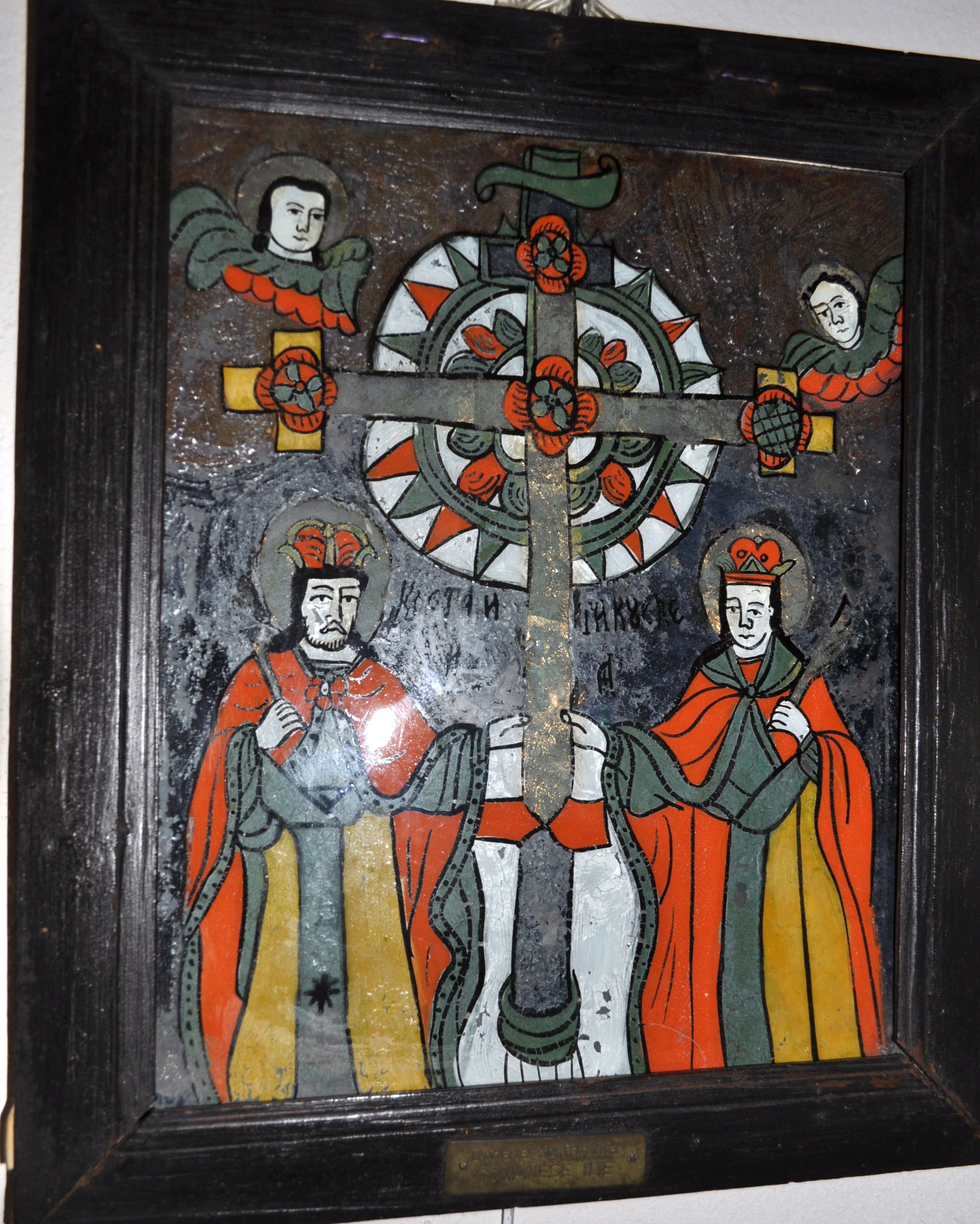
Sfinții Împărați Constantin și Elena

## Galerie de imagini

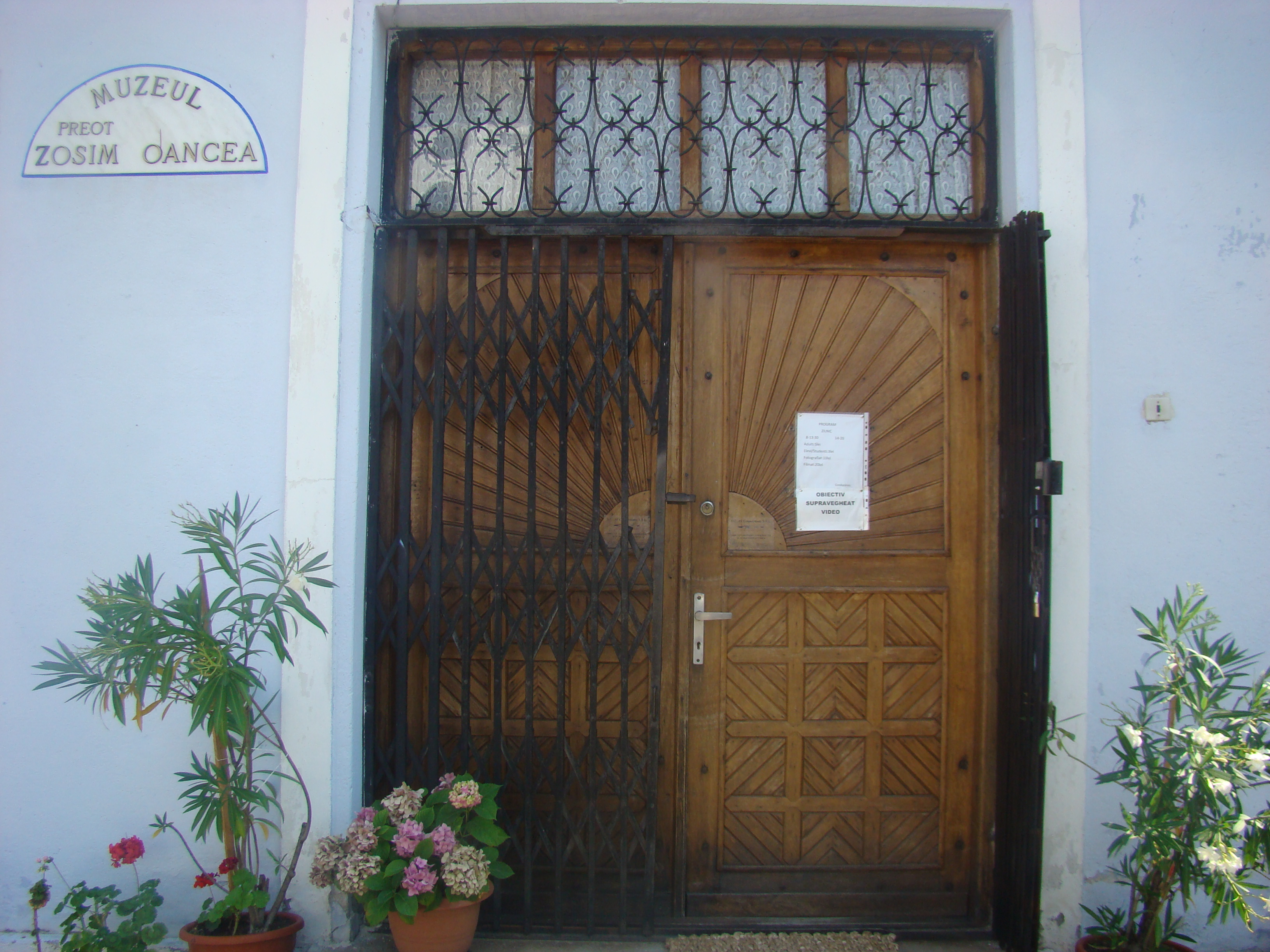
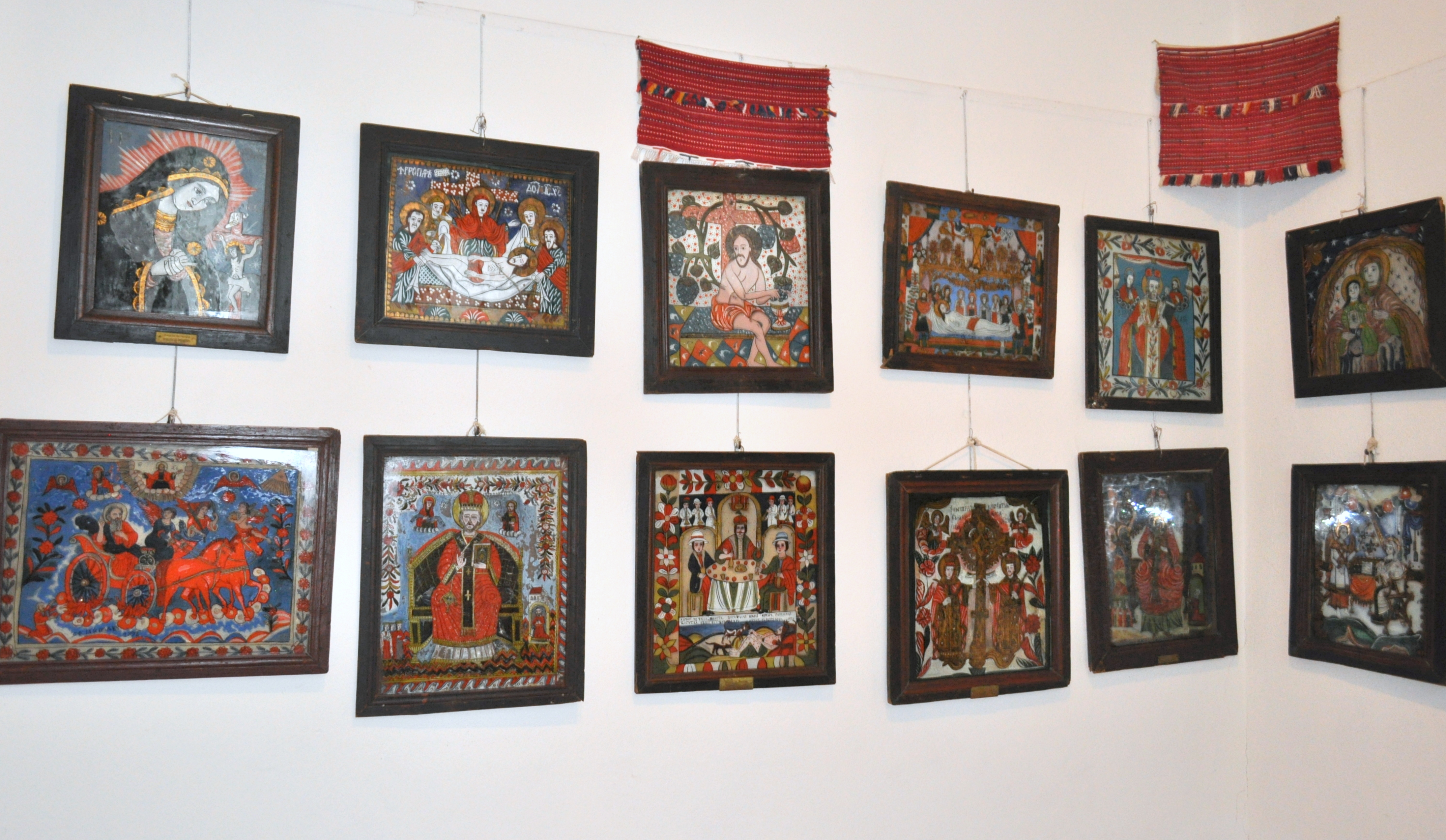
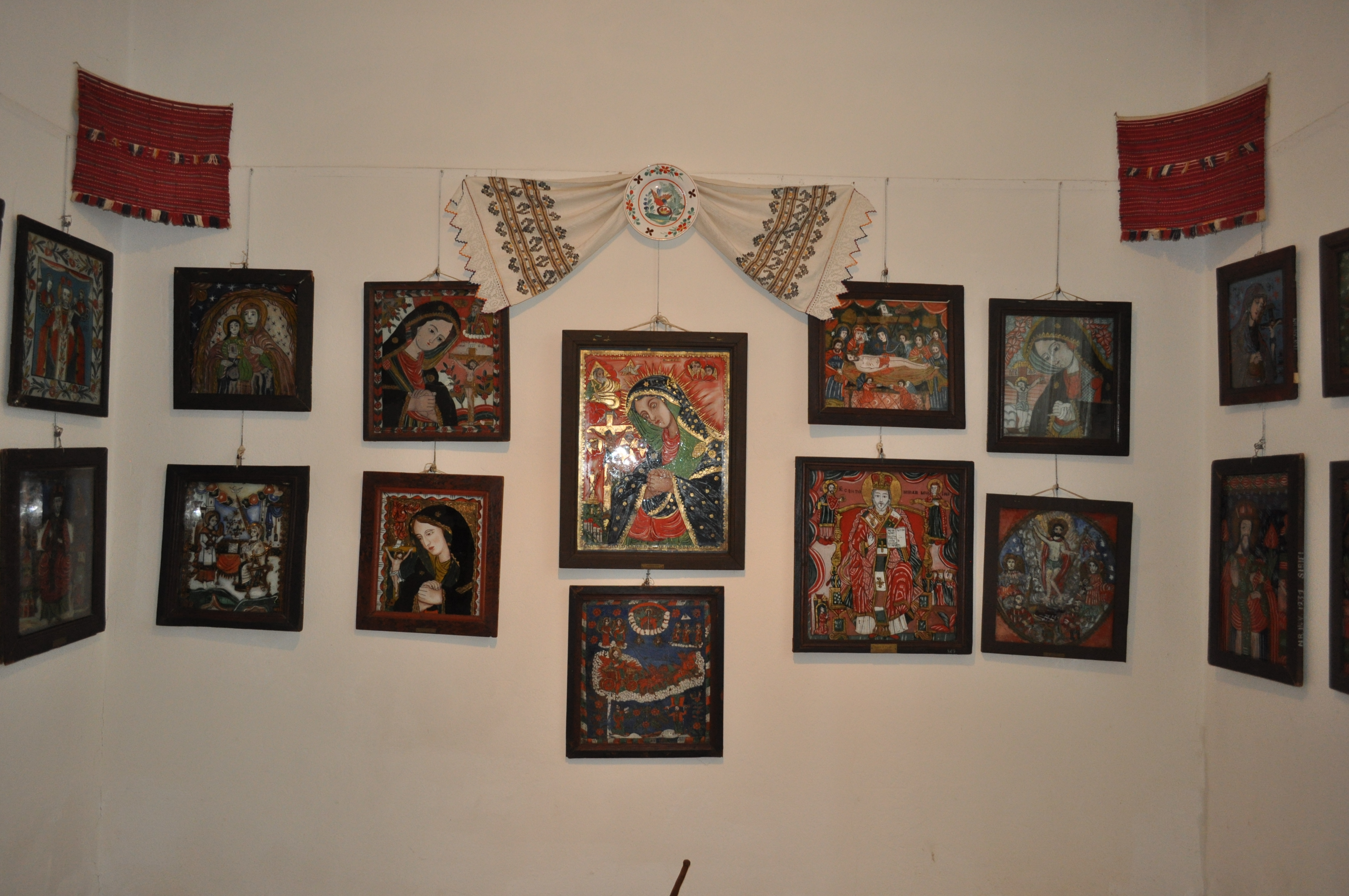
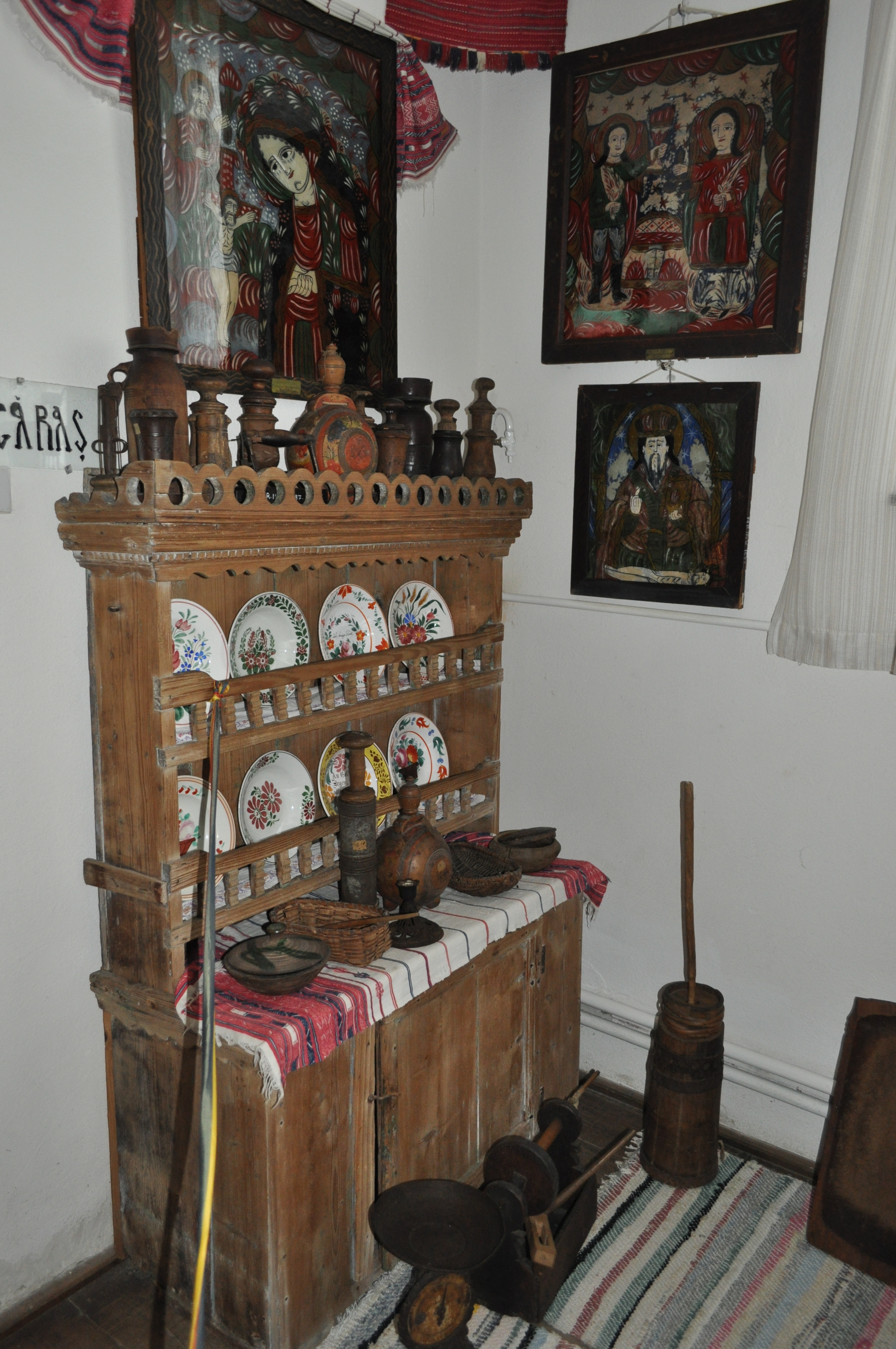
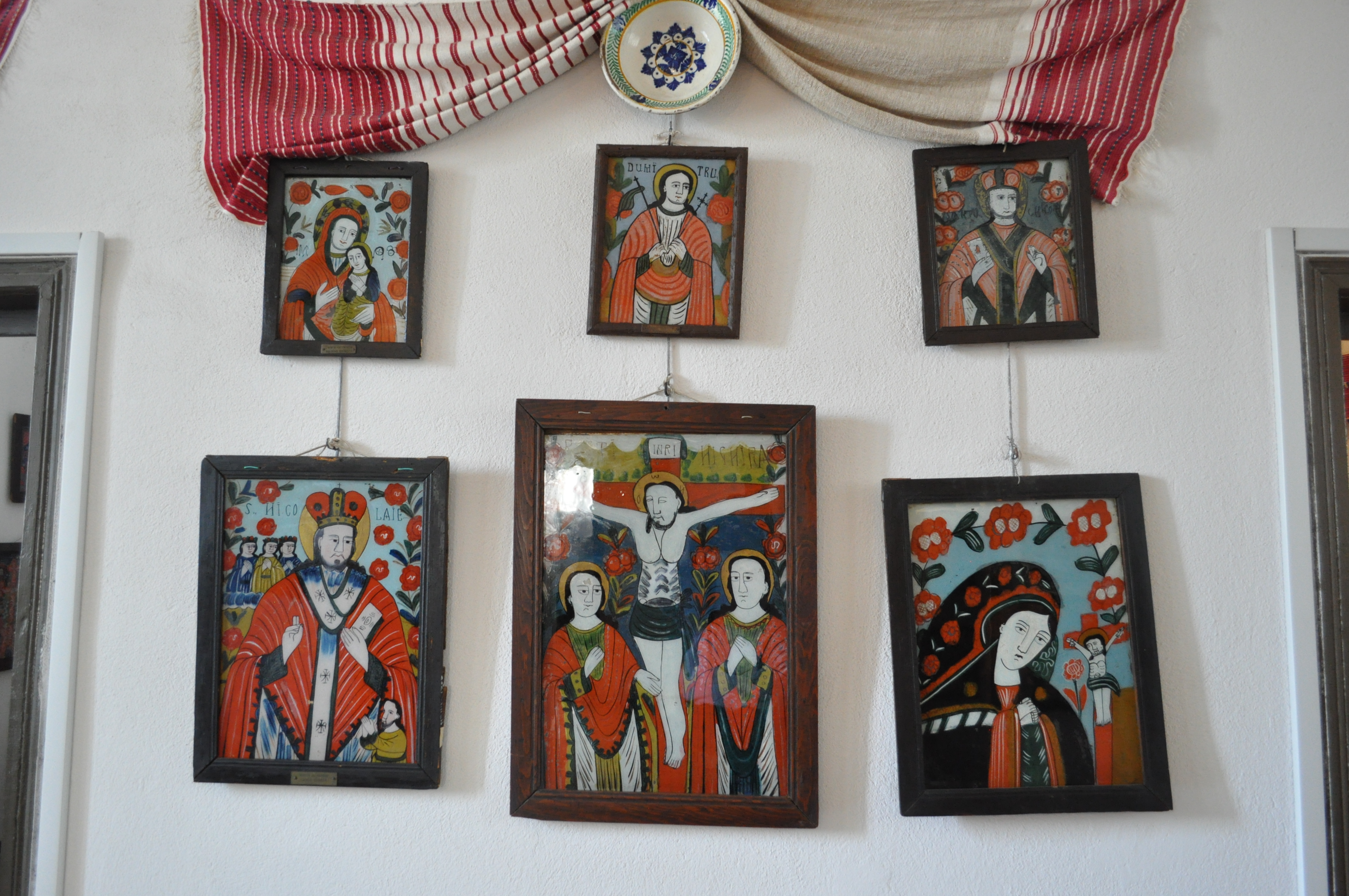
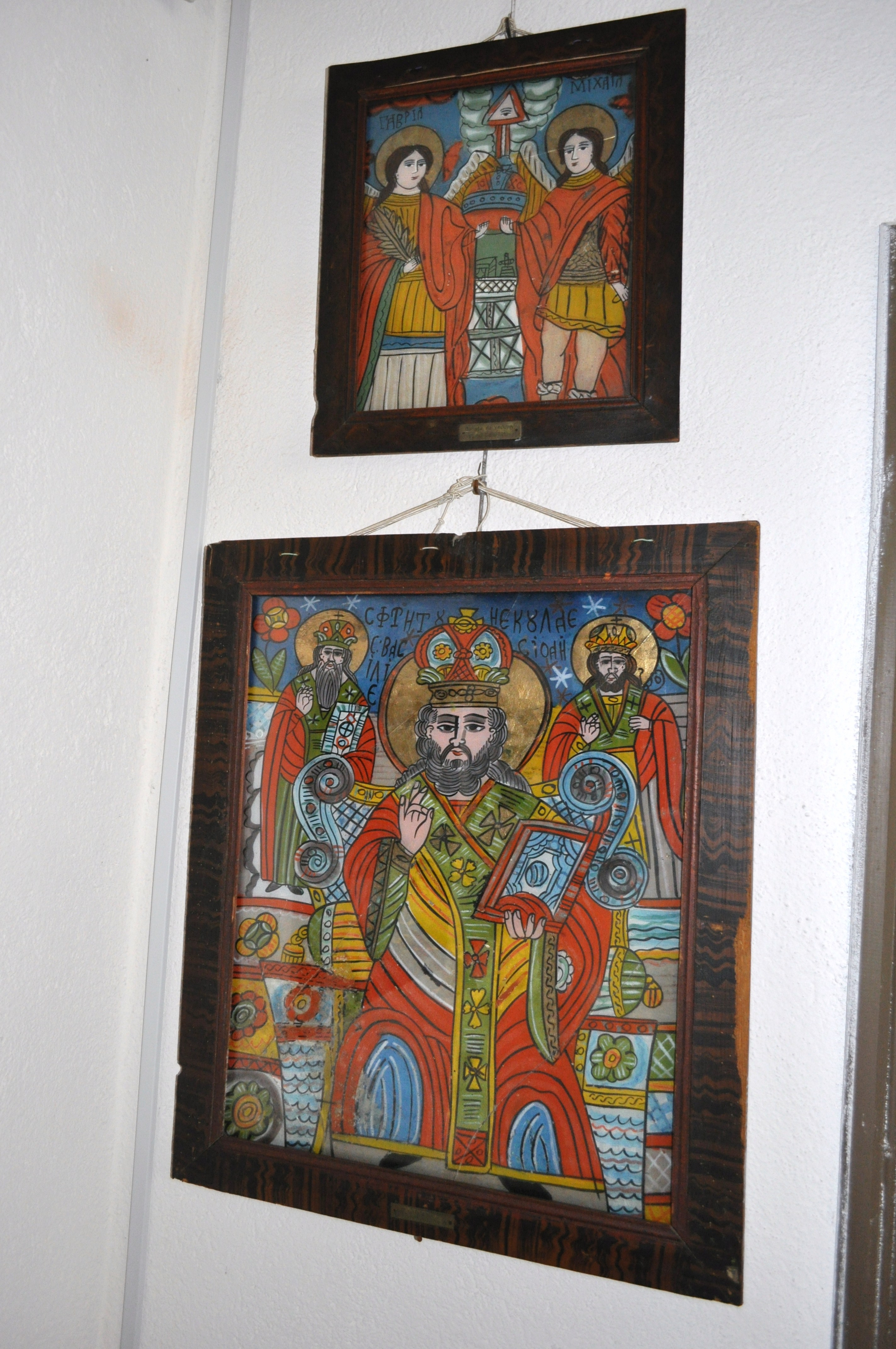
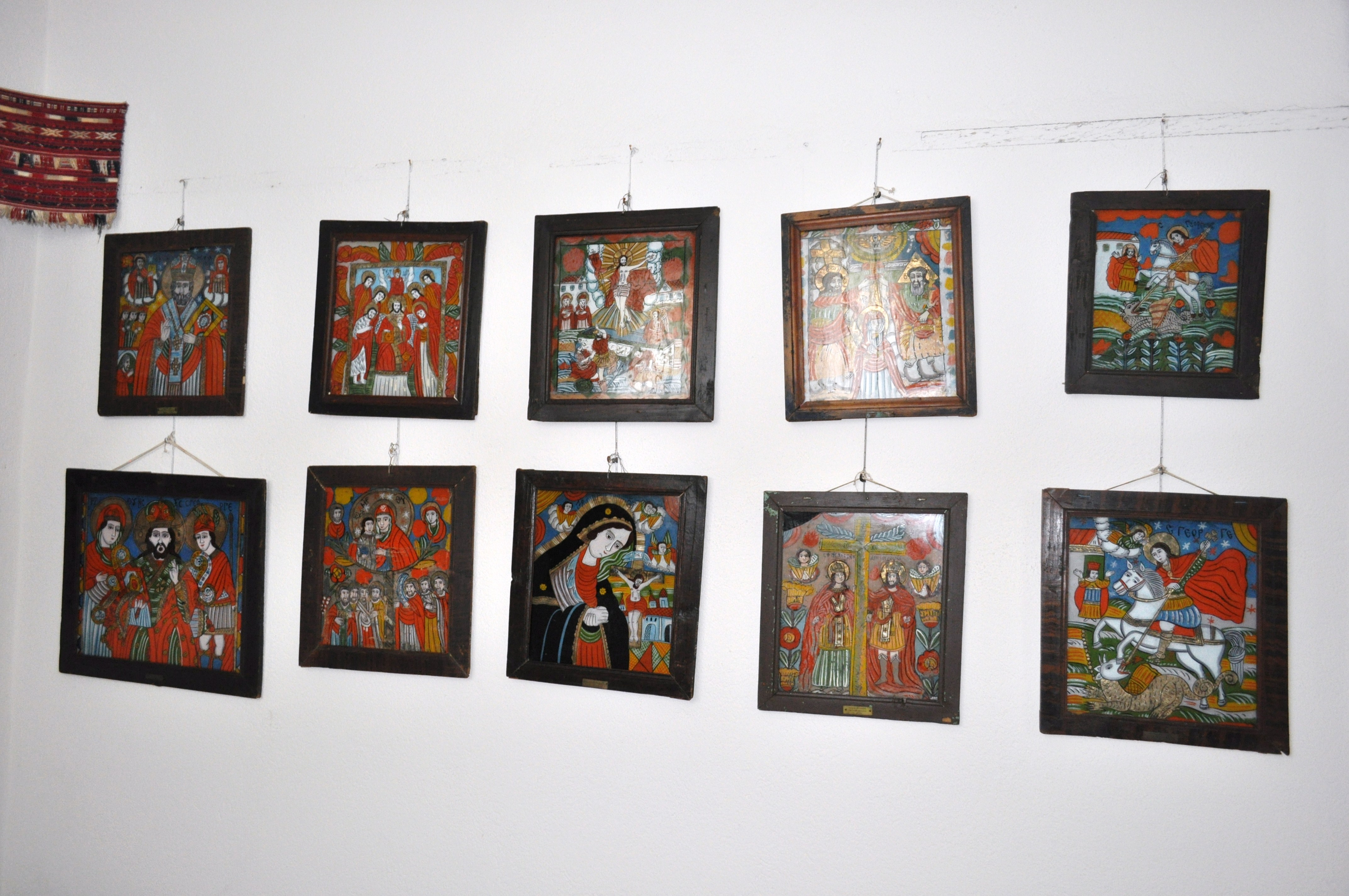
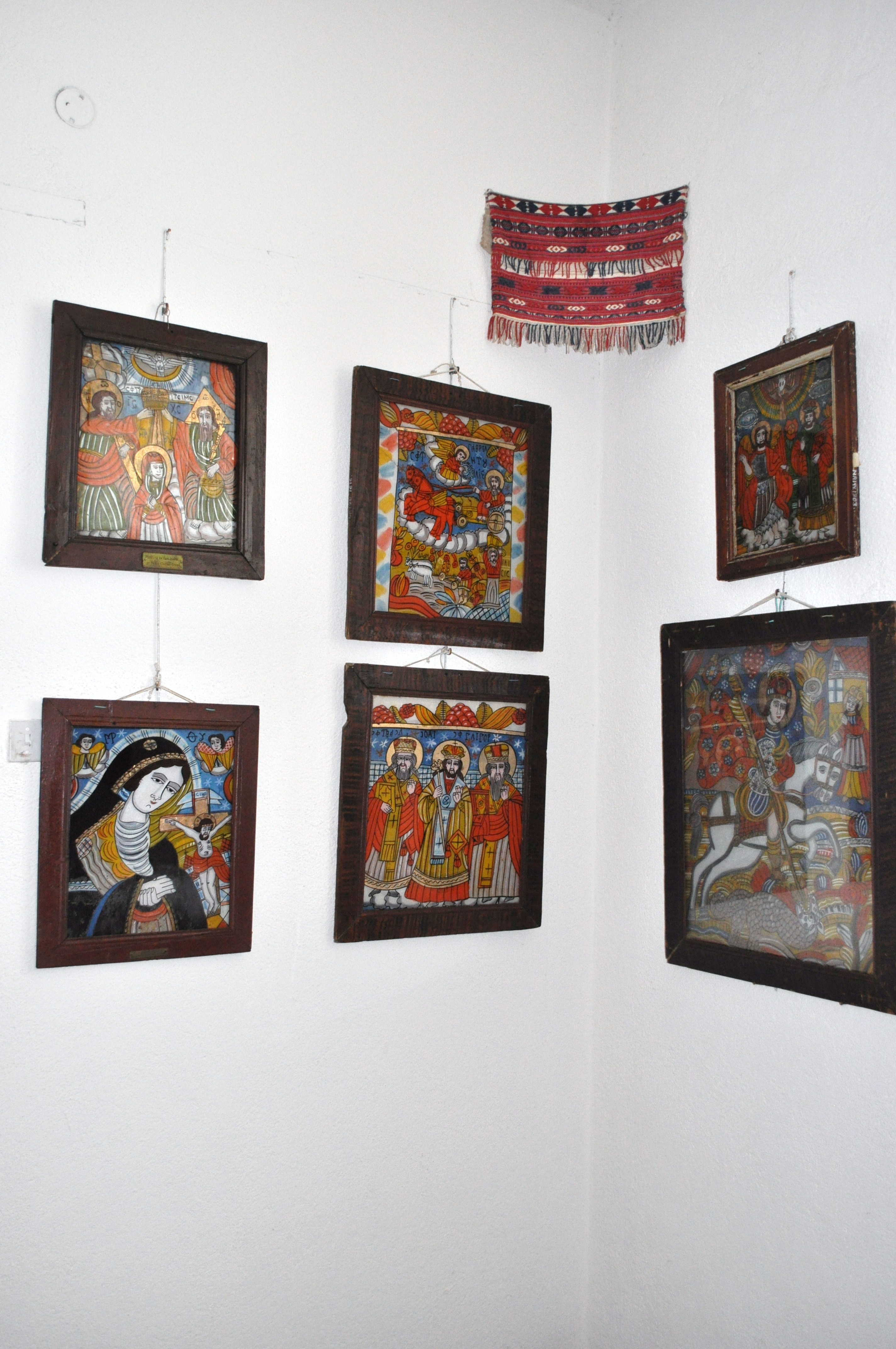
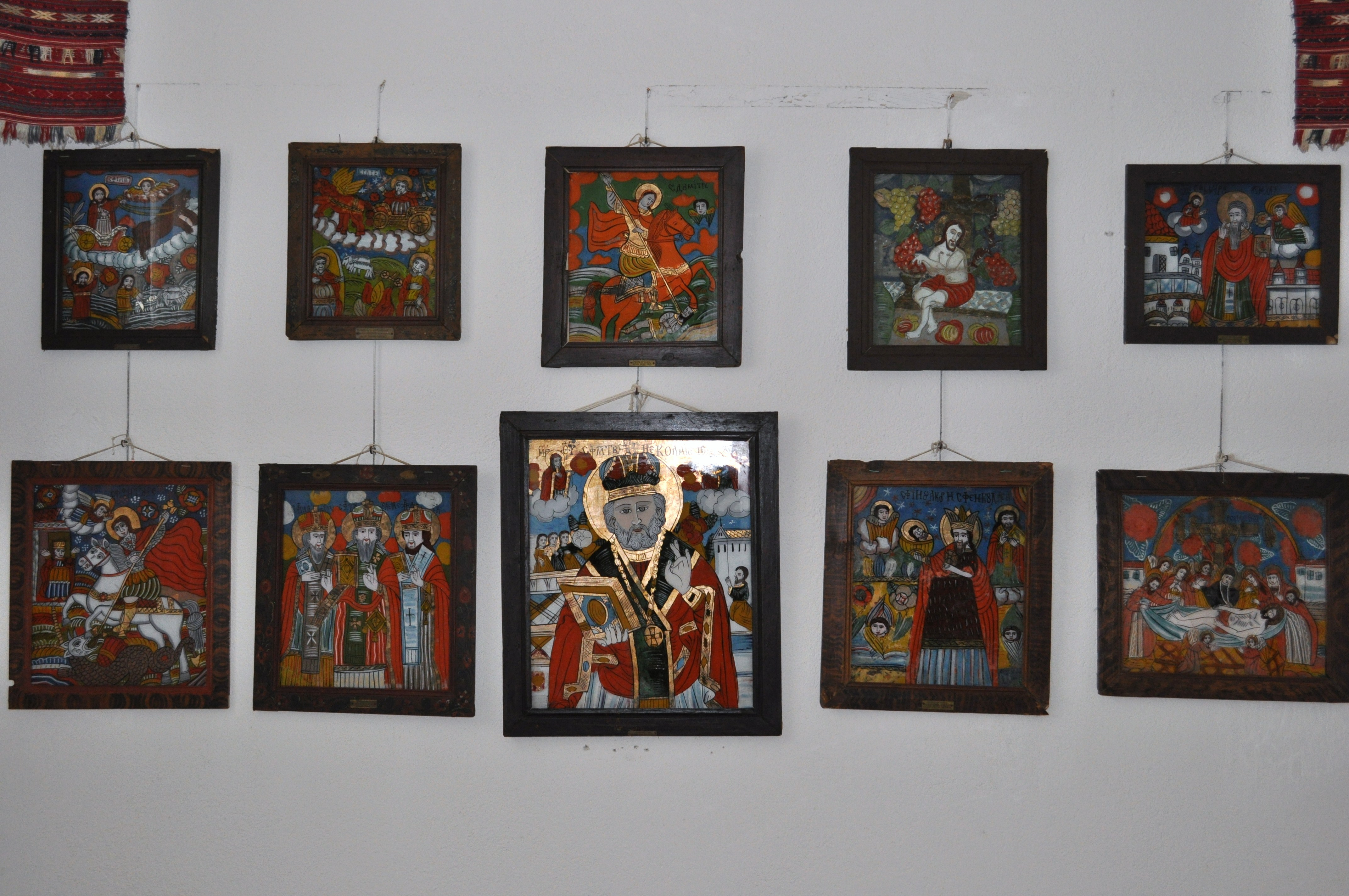
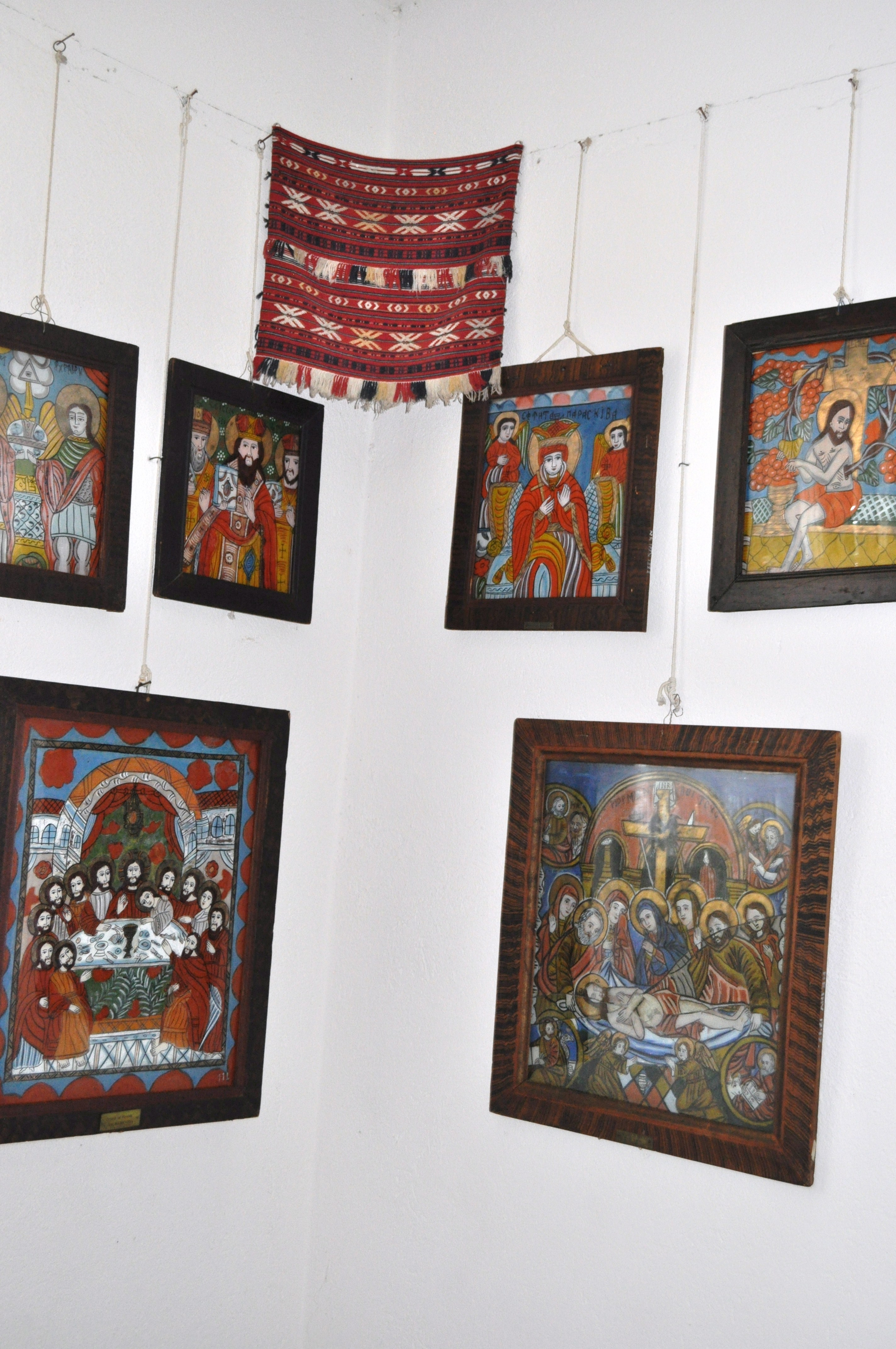
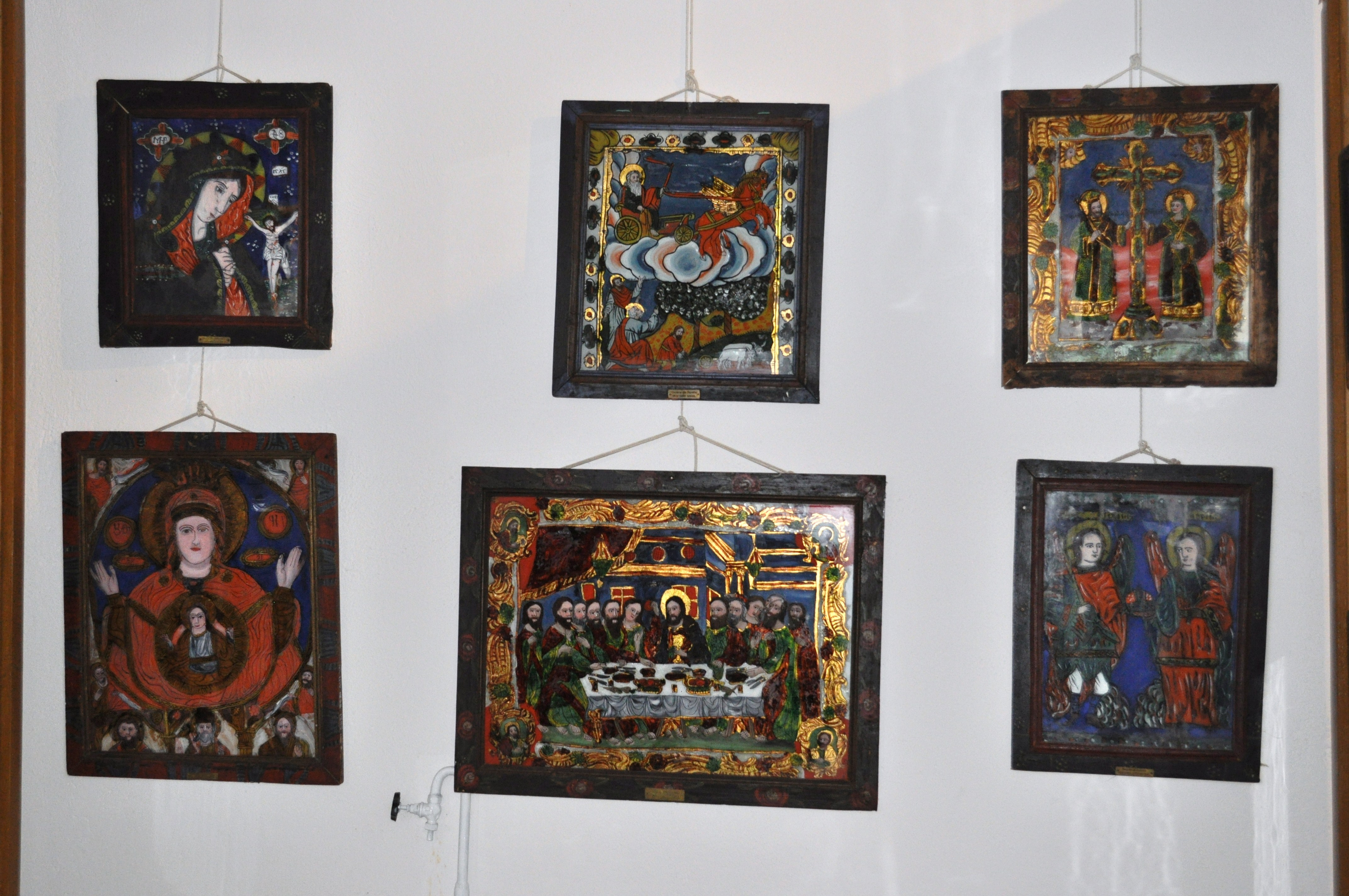
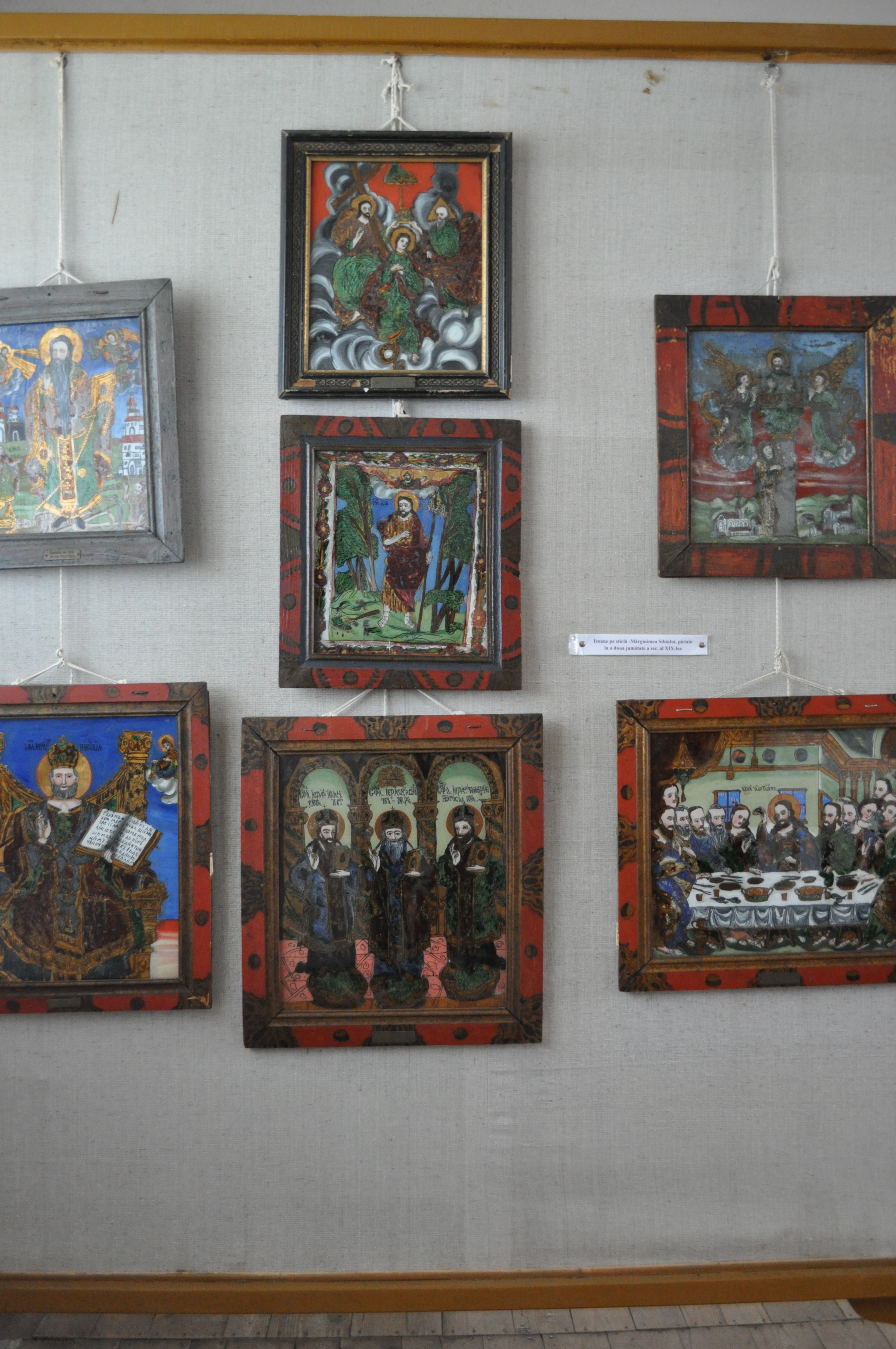
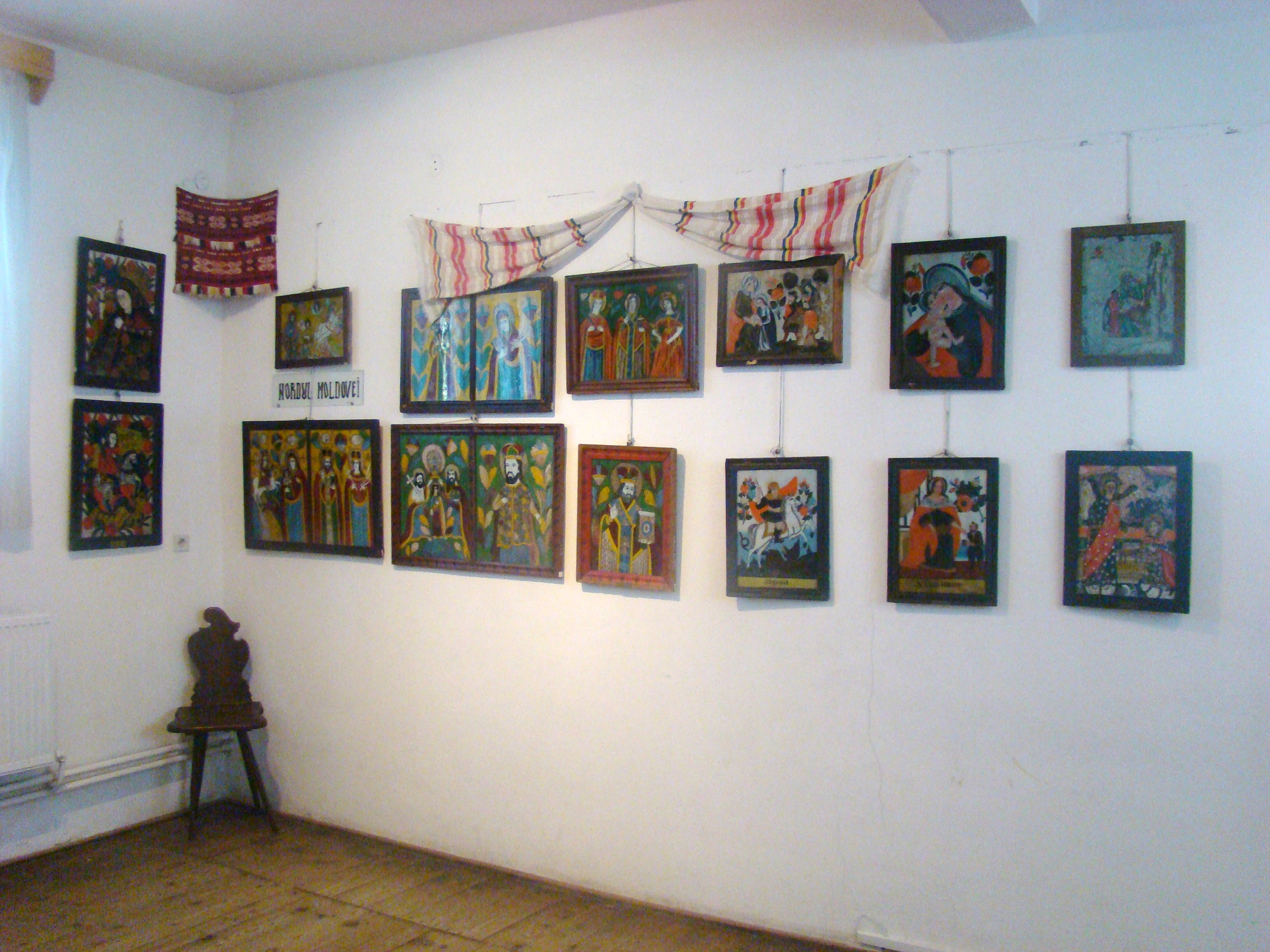
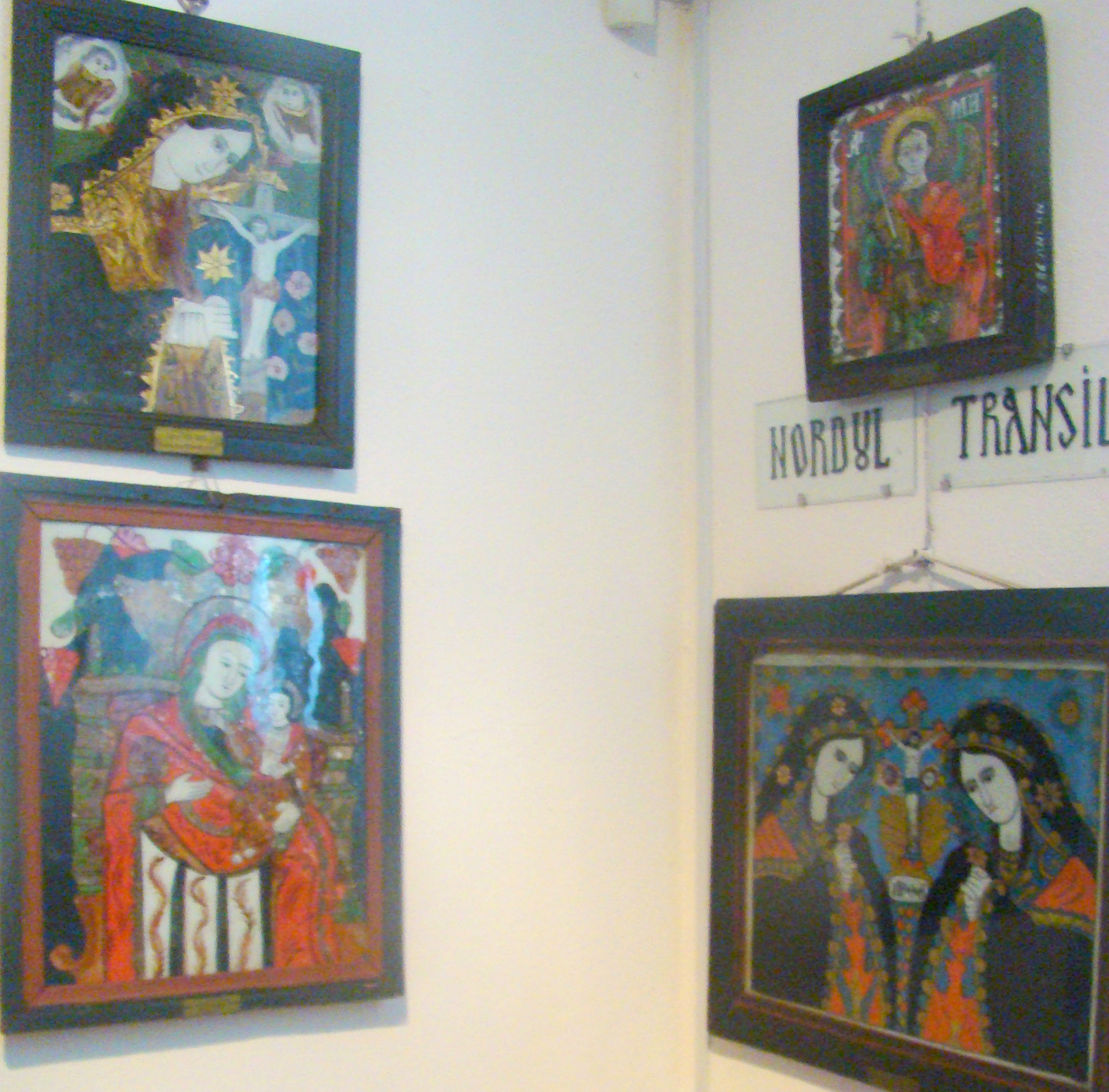
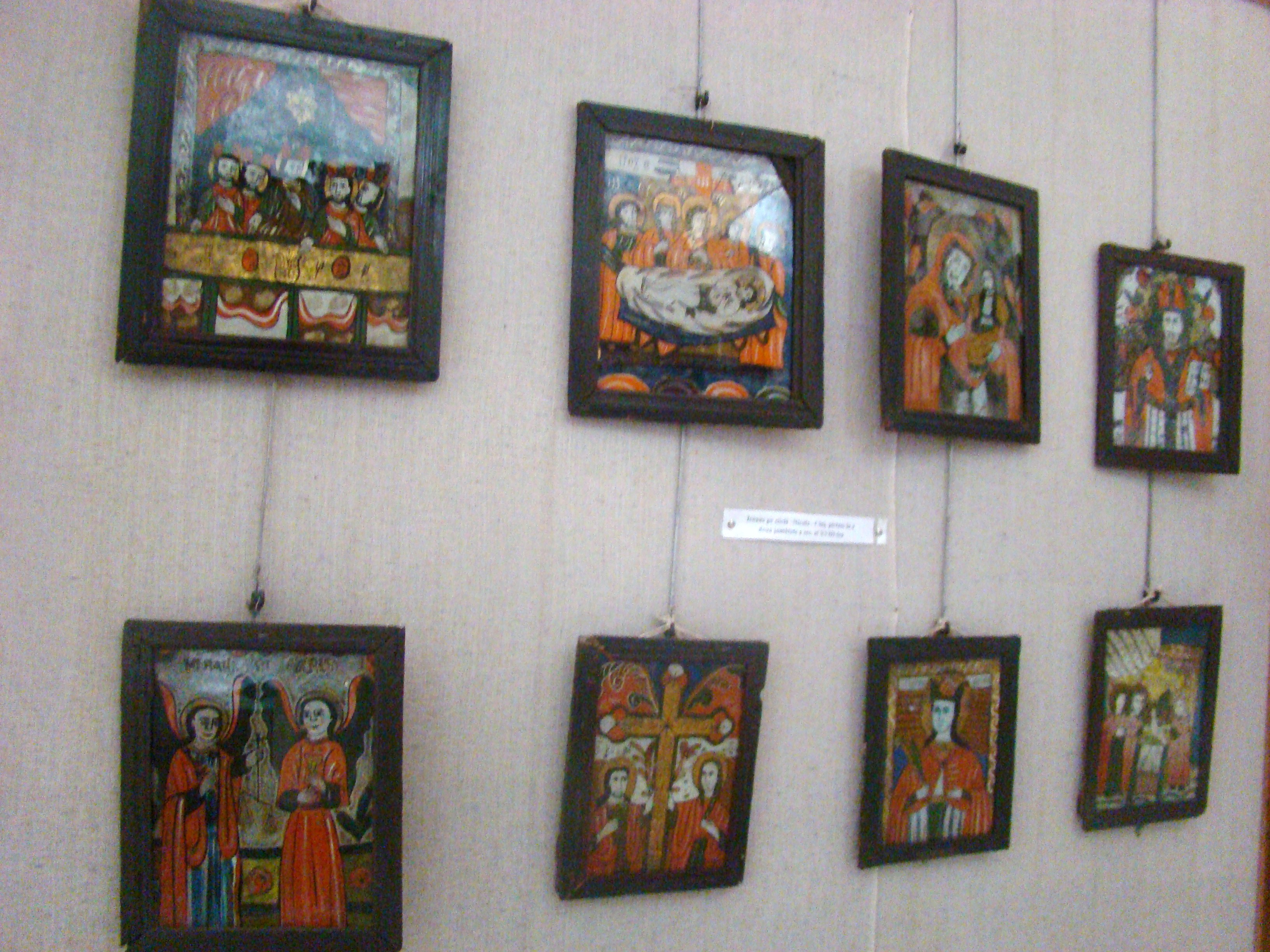
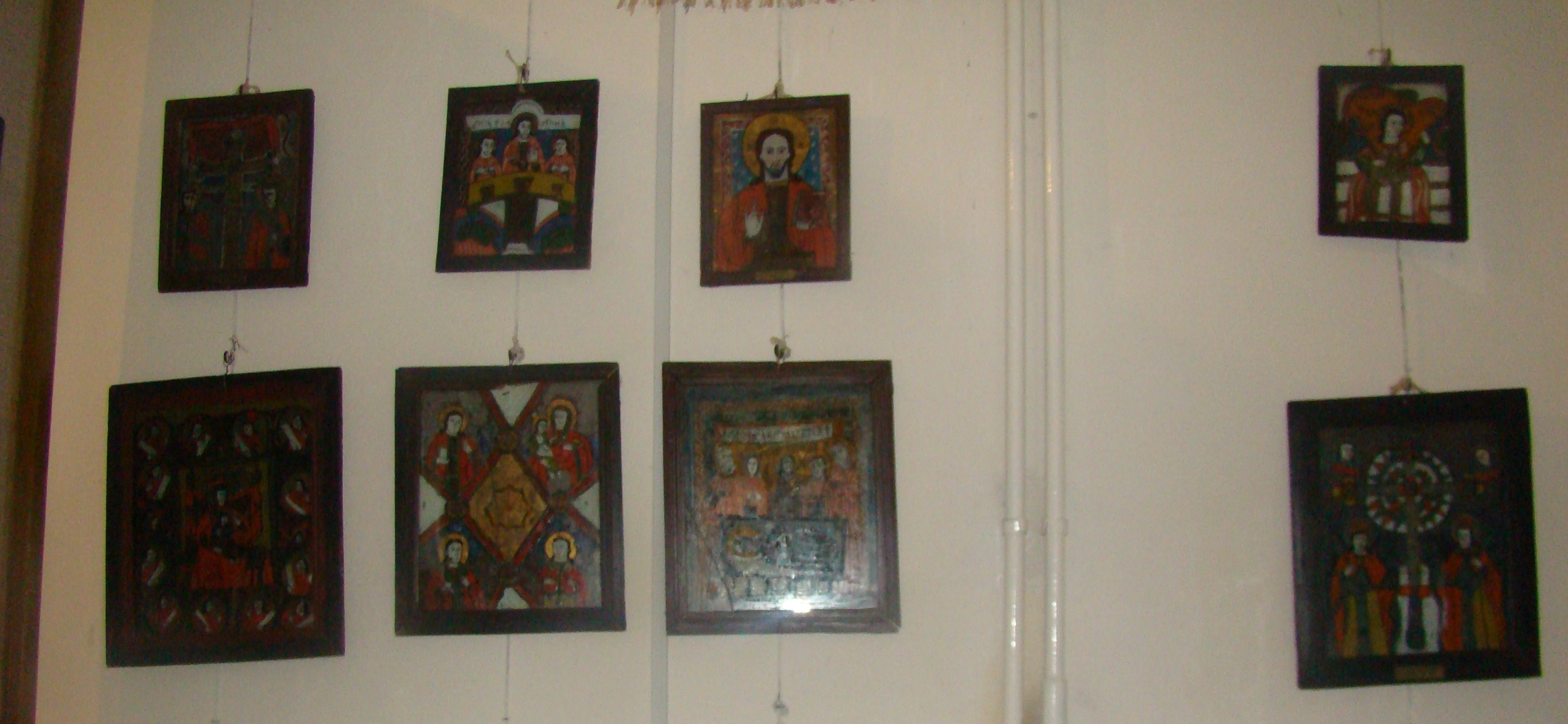
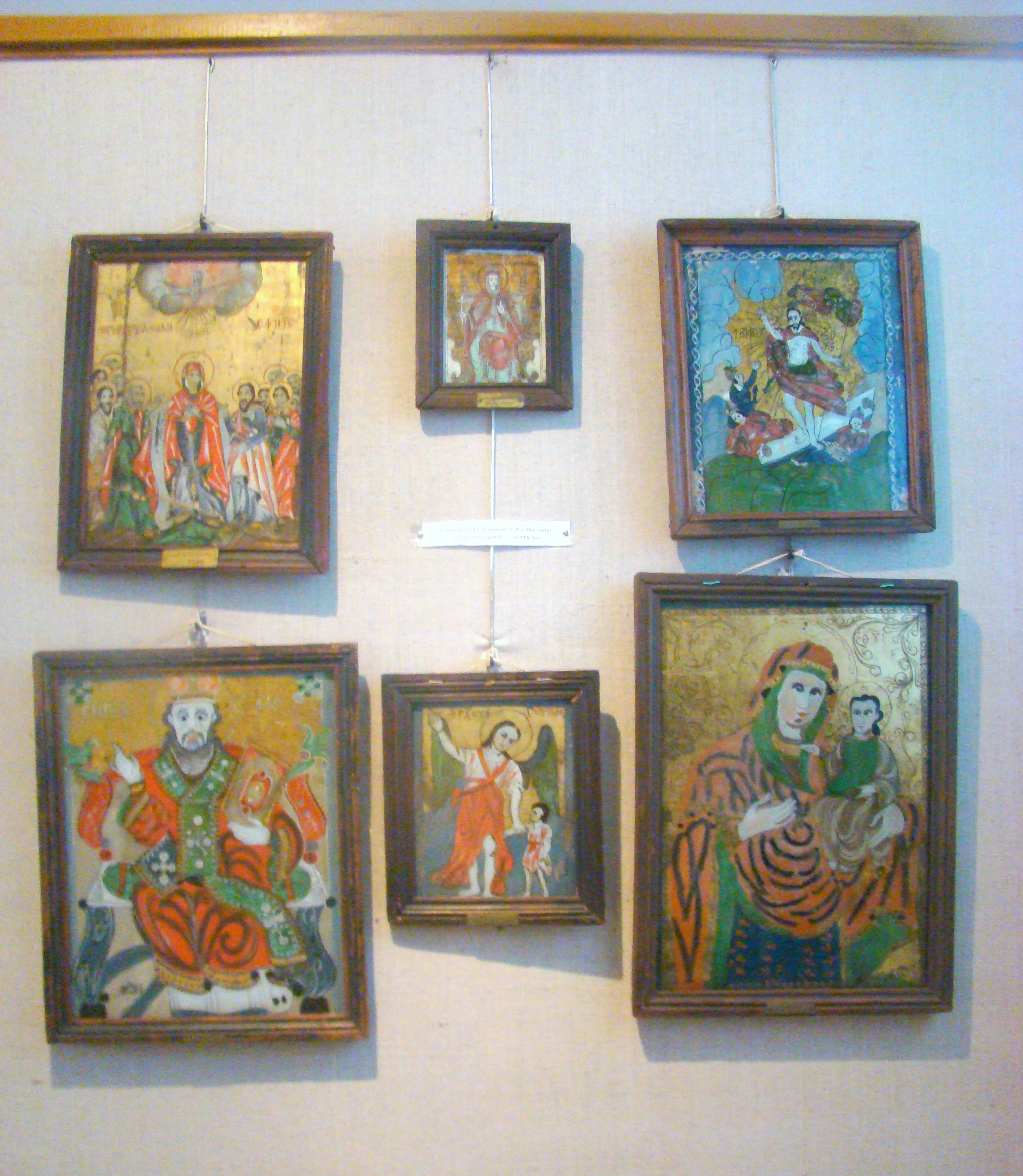
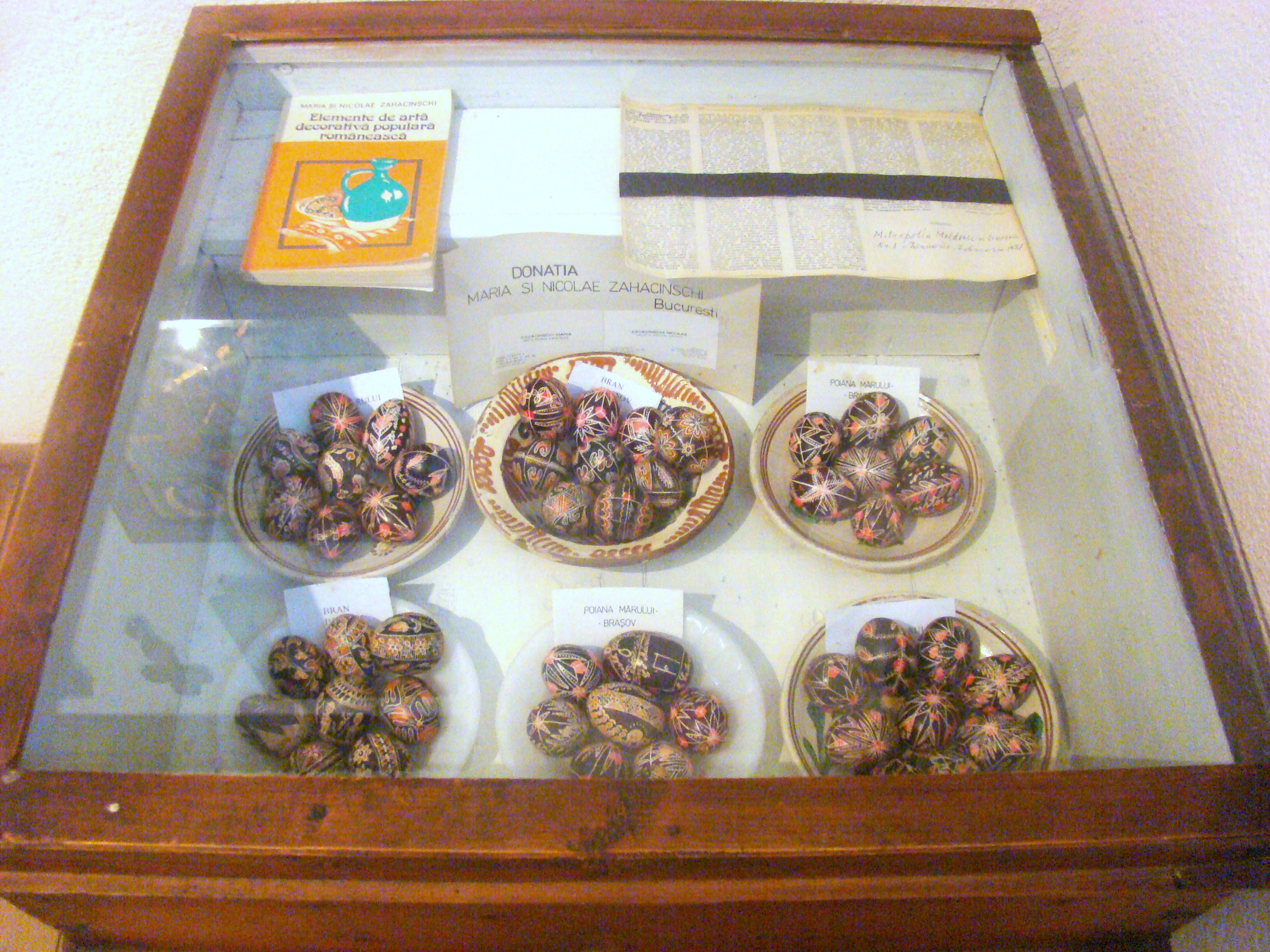
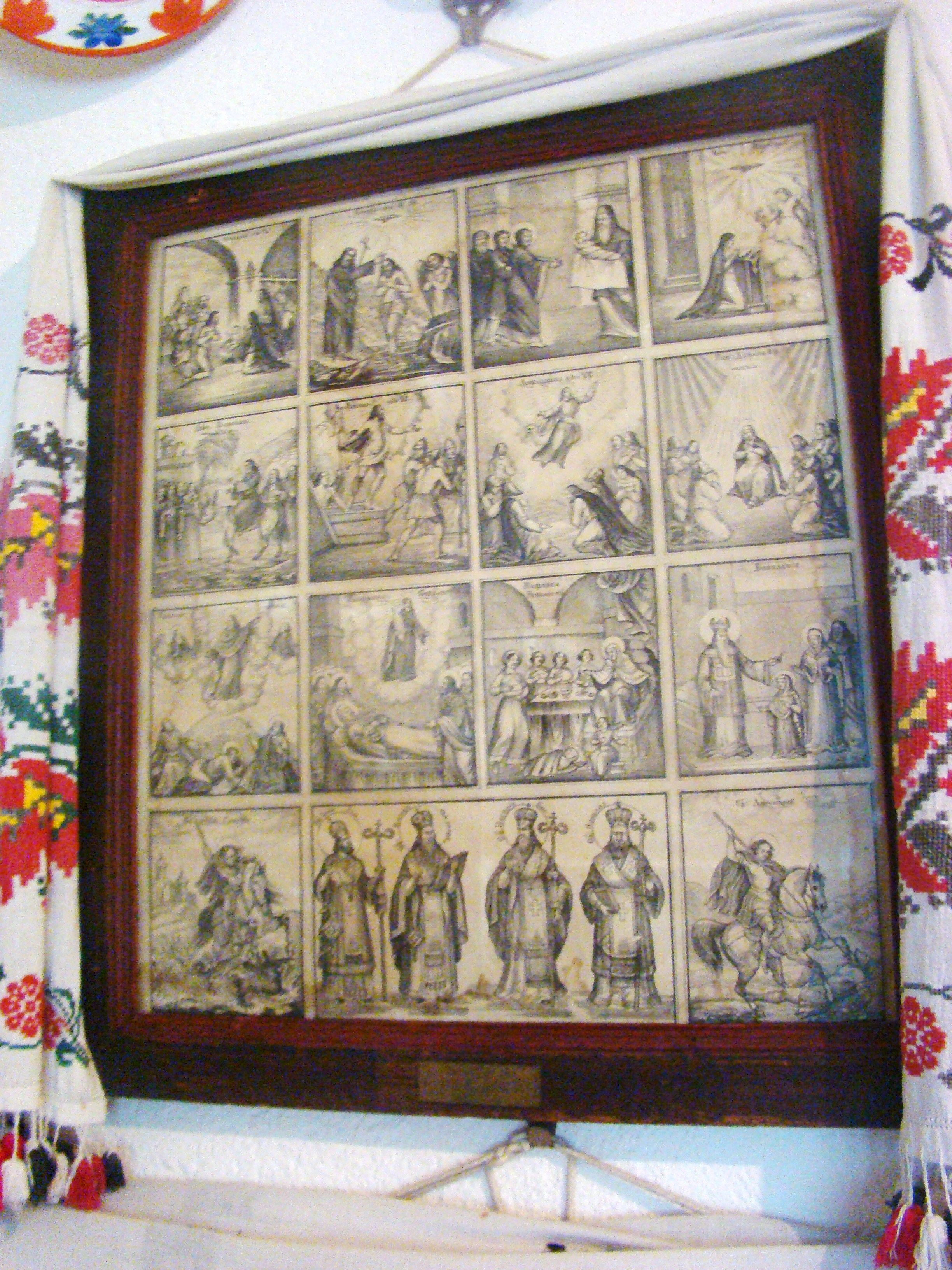
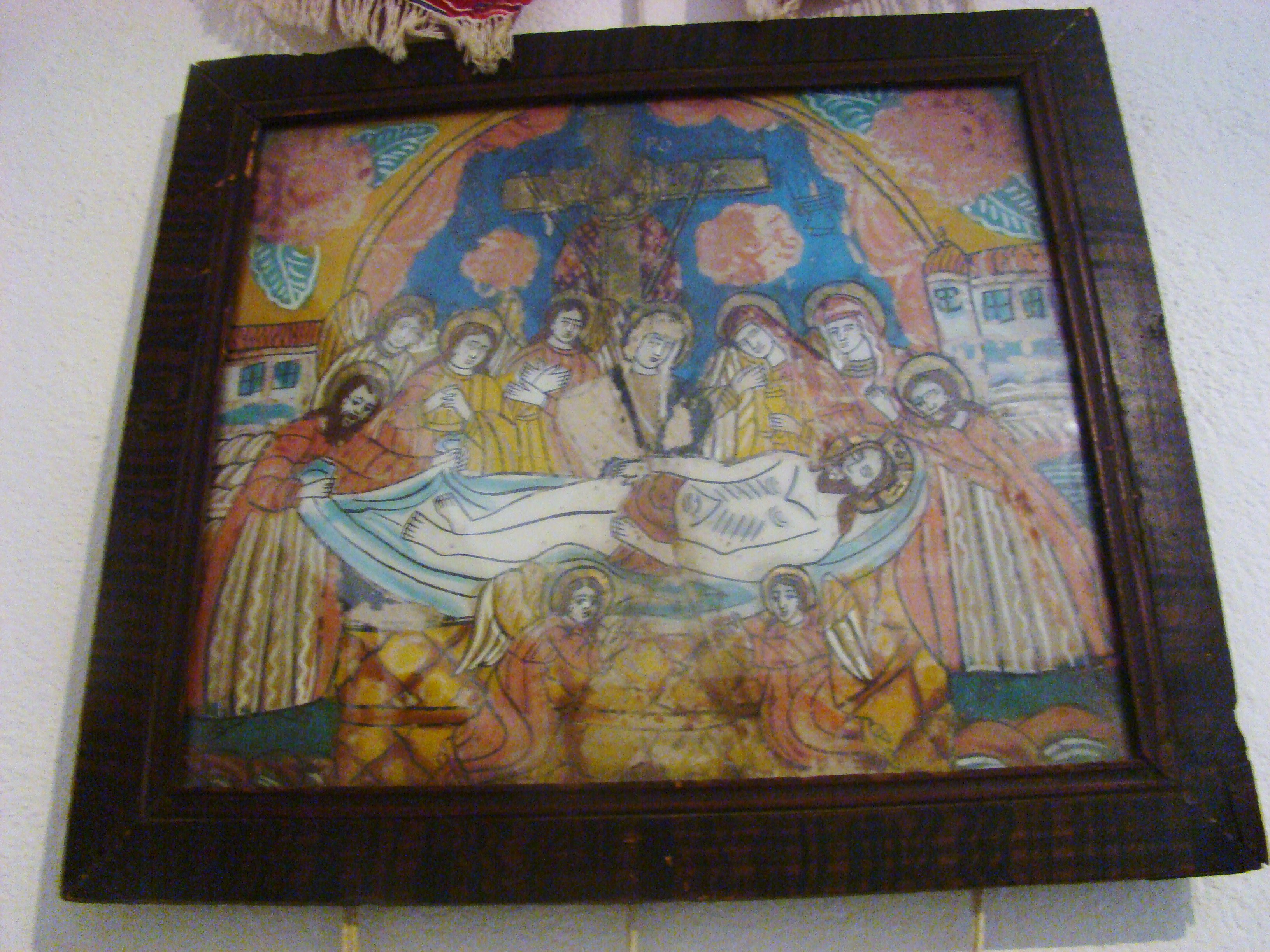
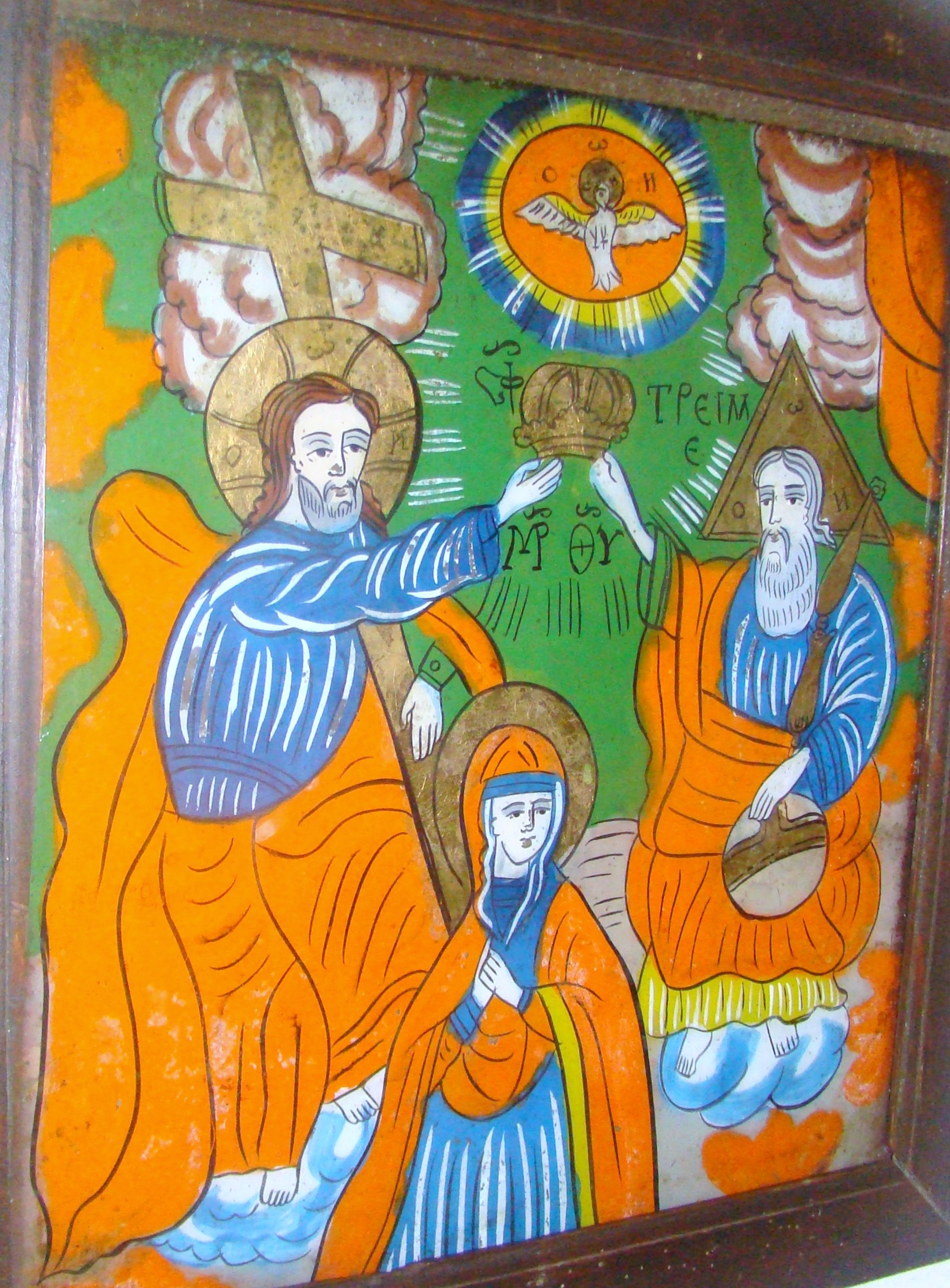
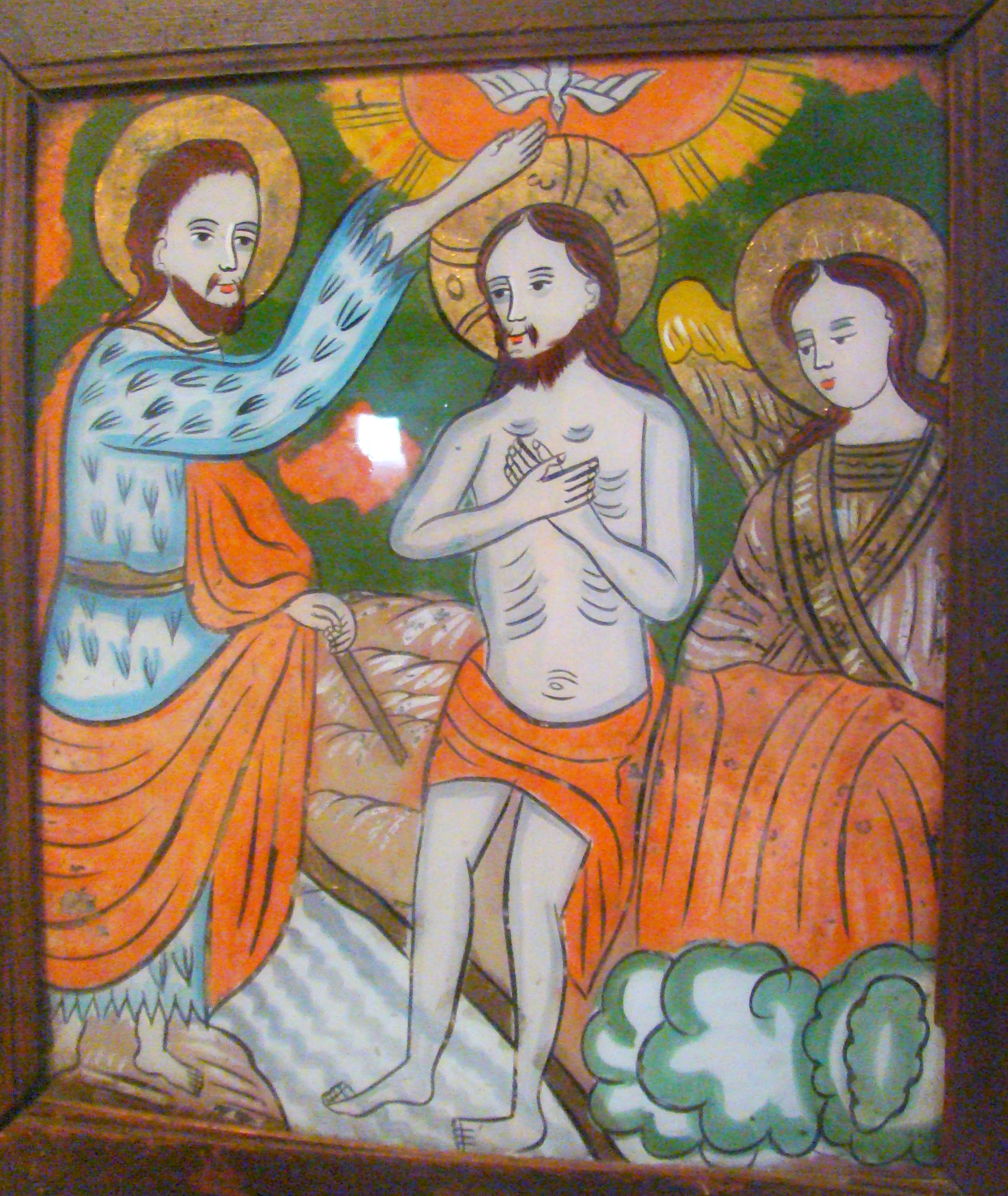
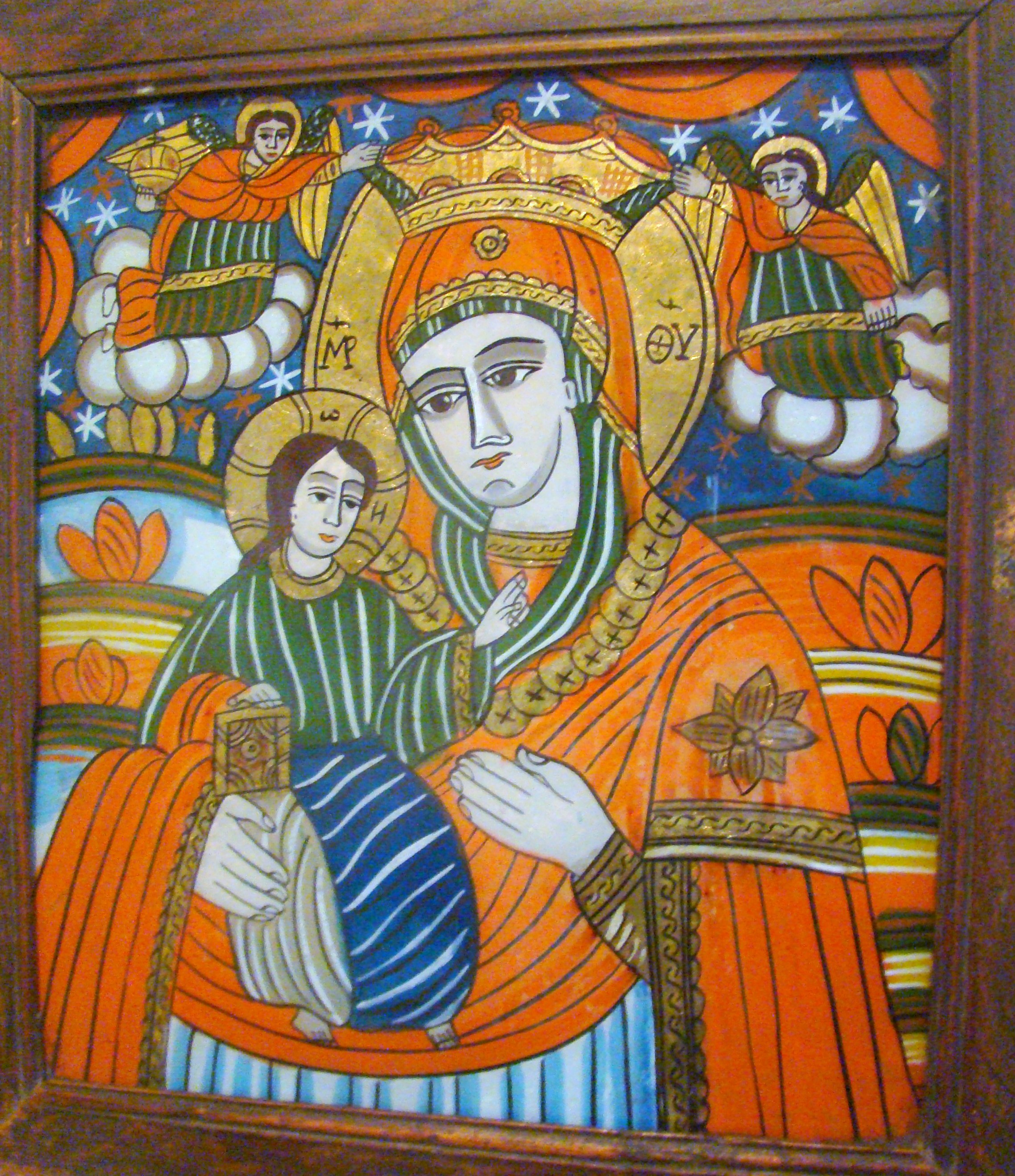
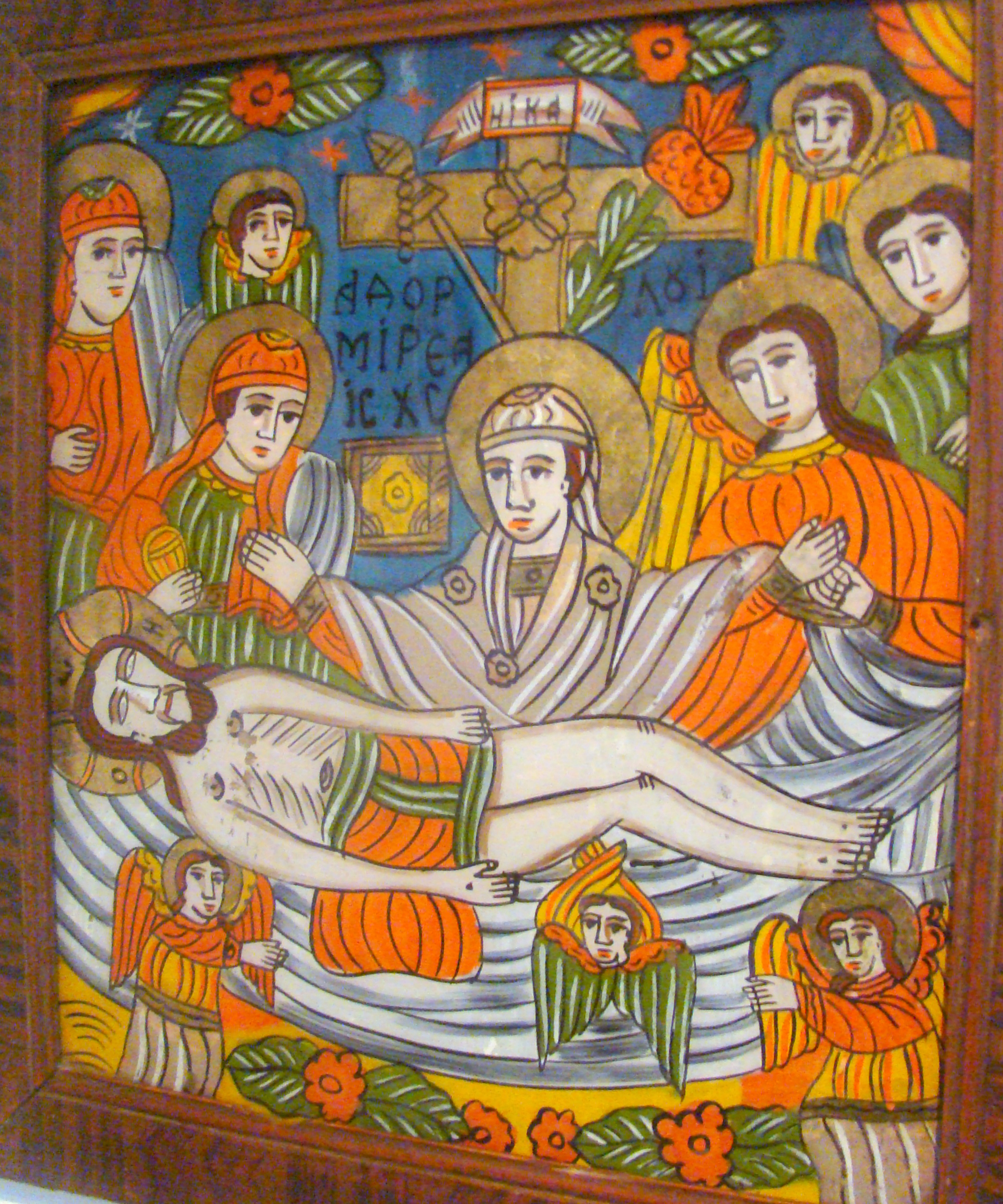
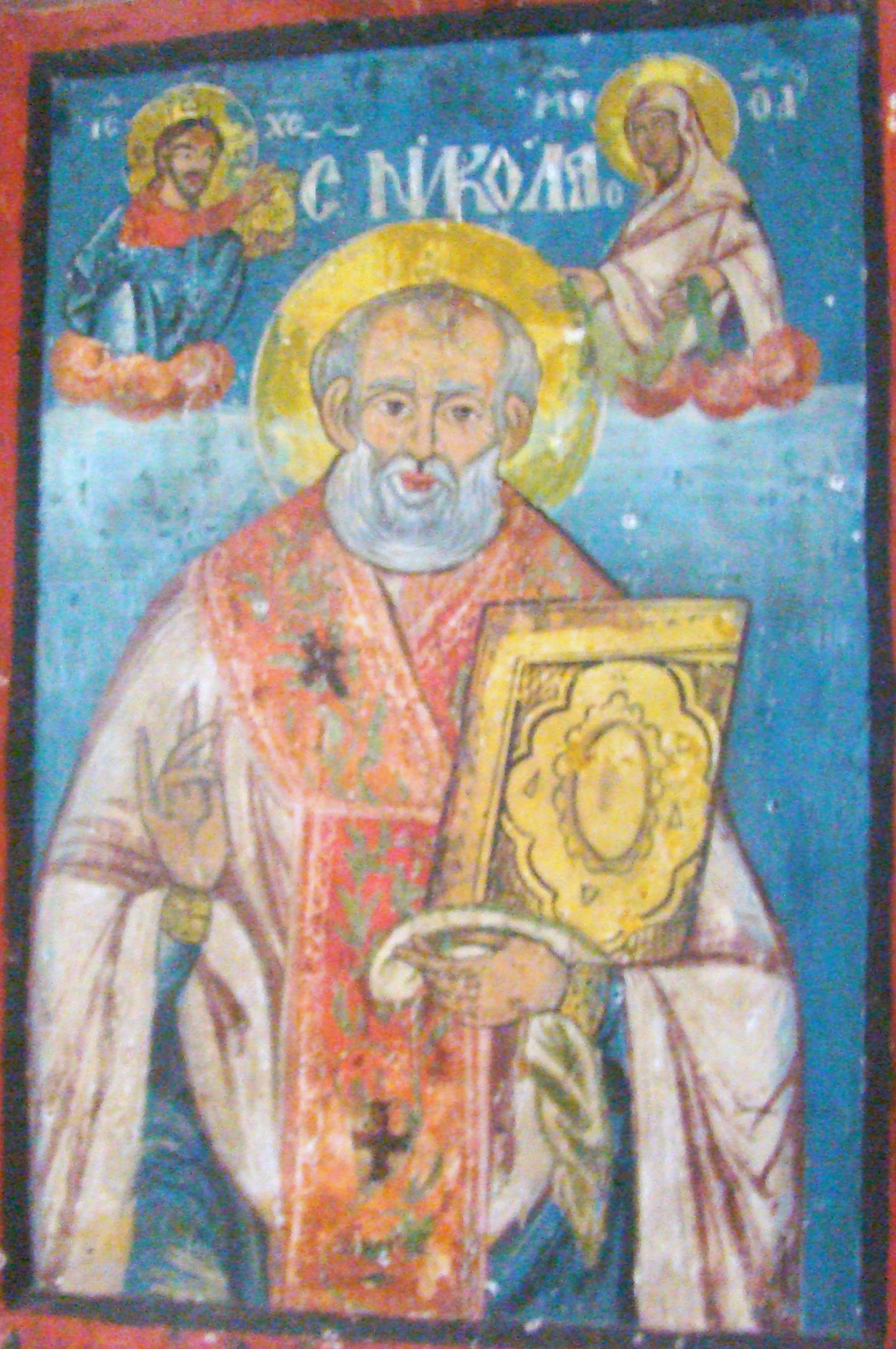
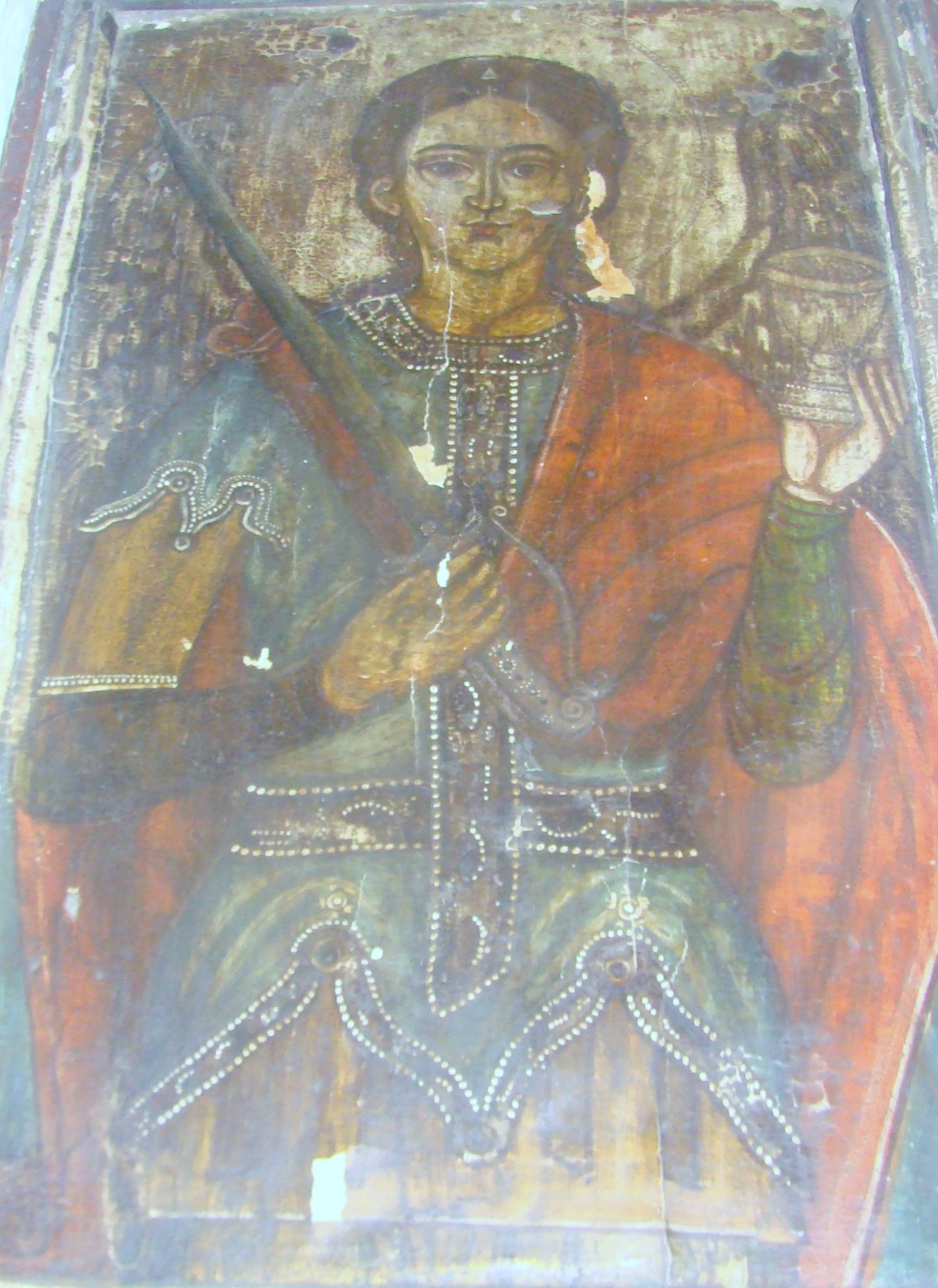
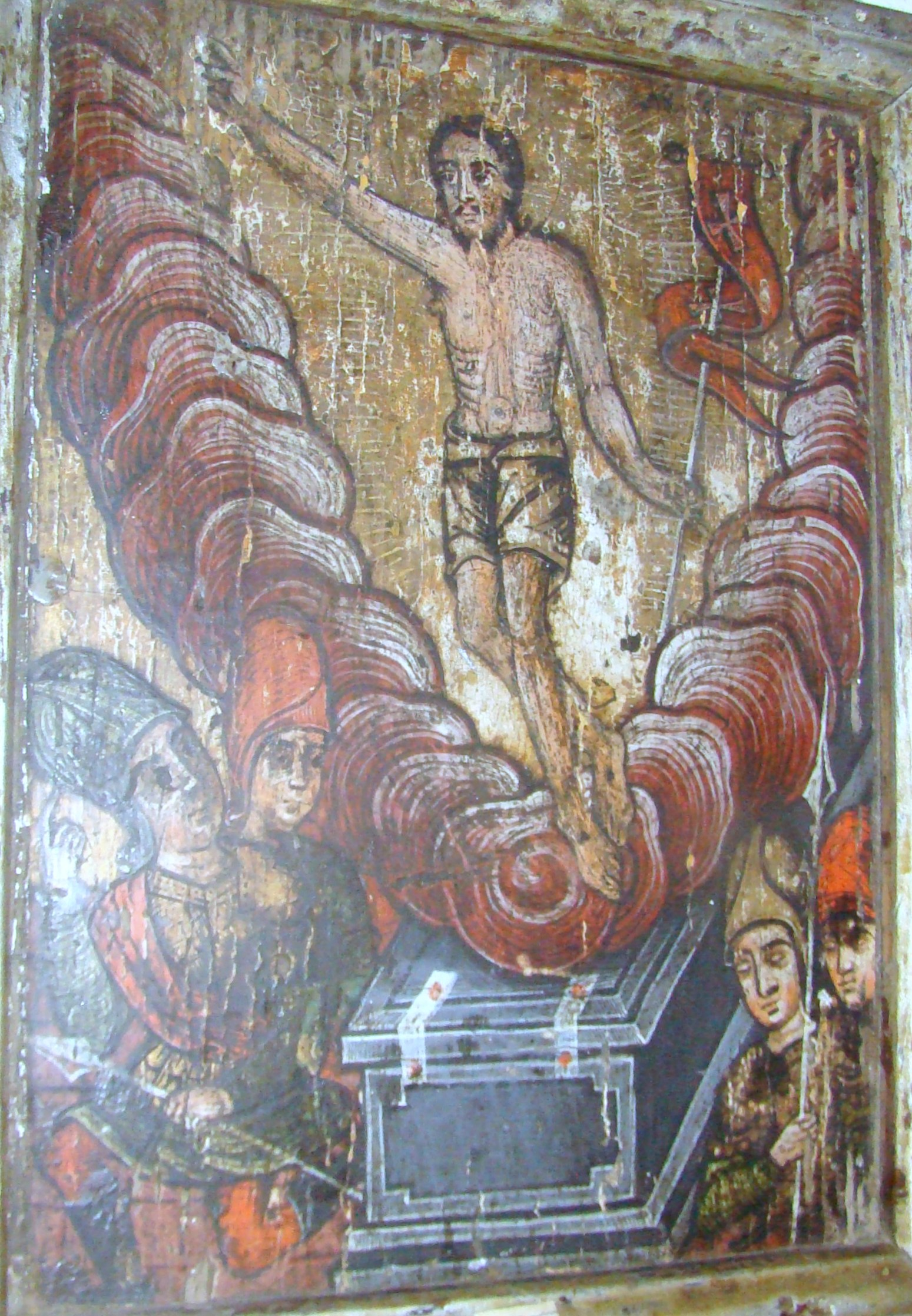
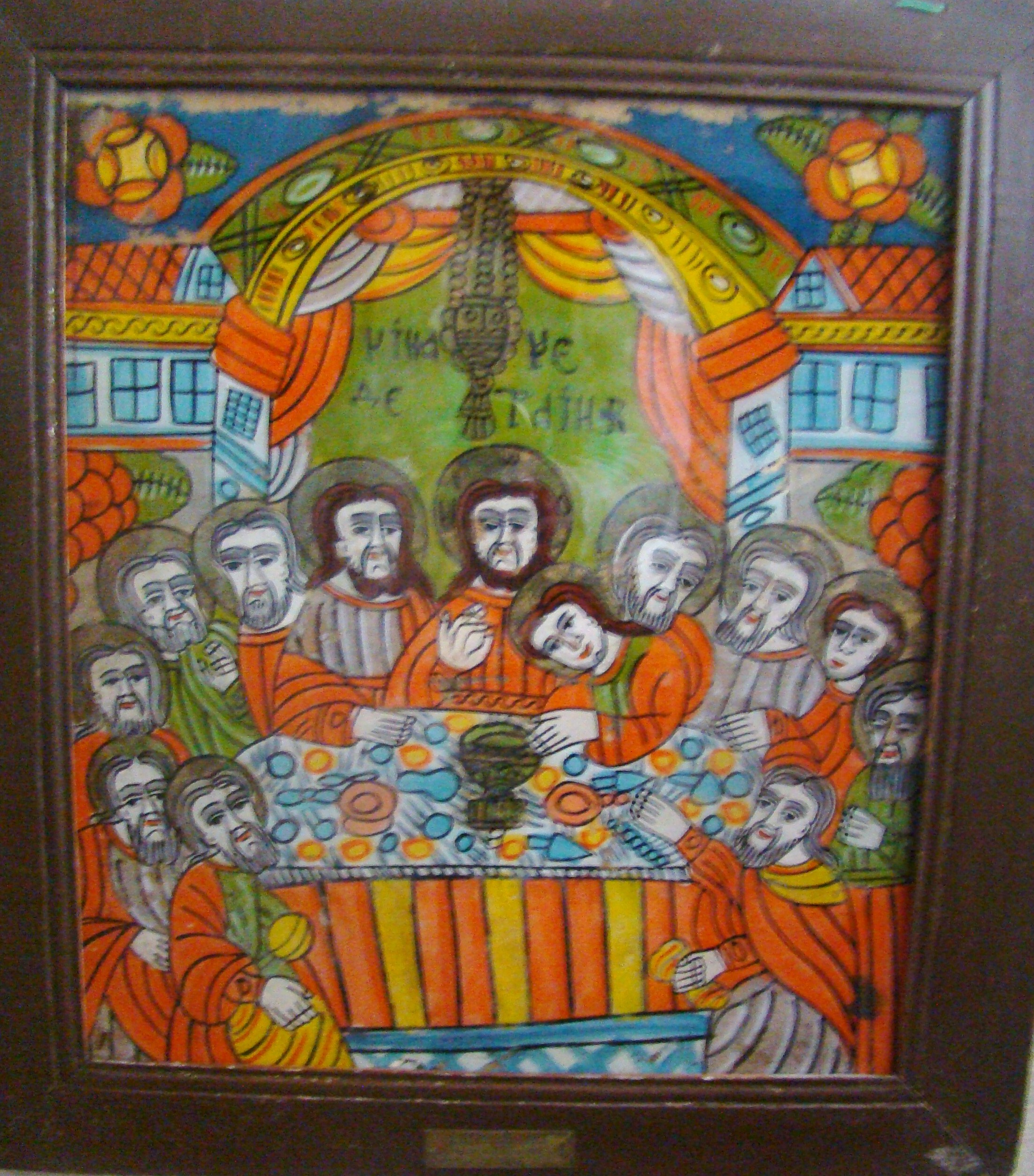
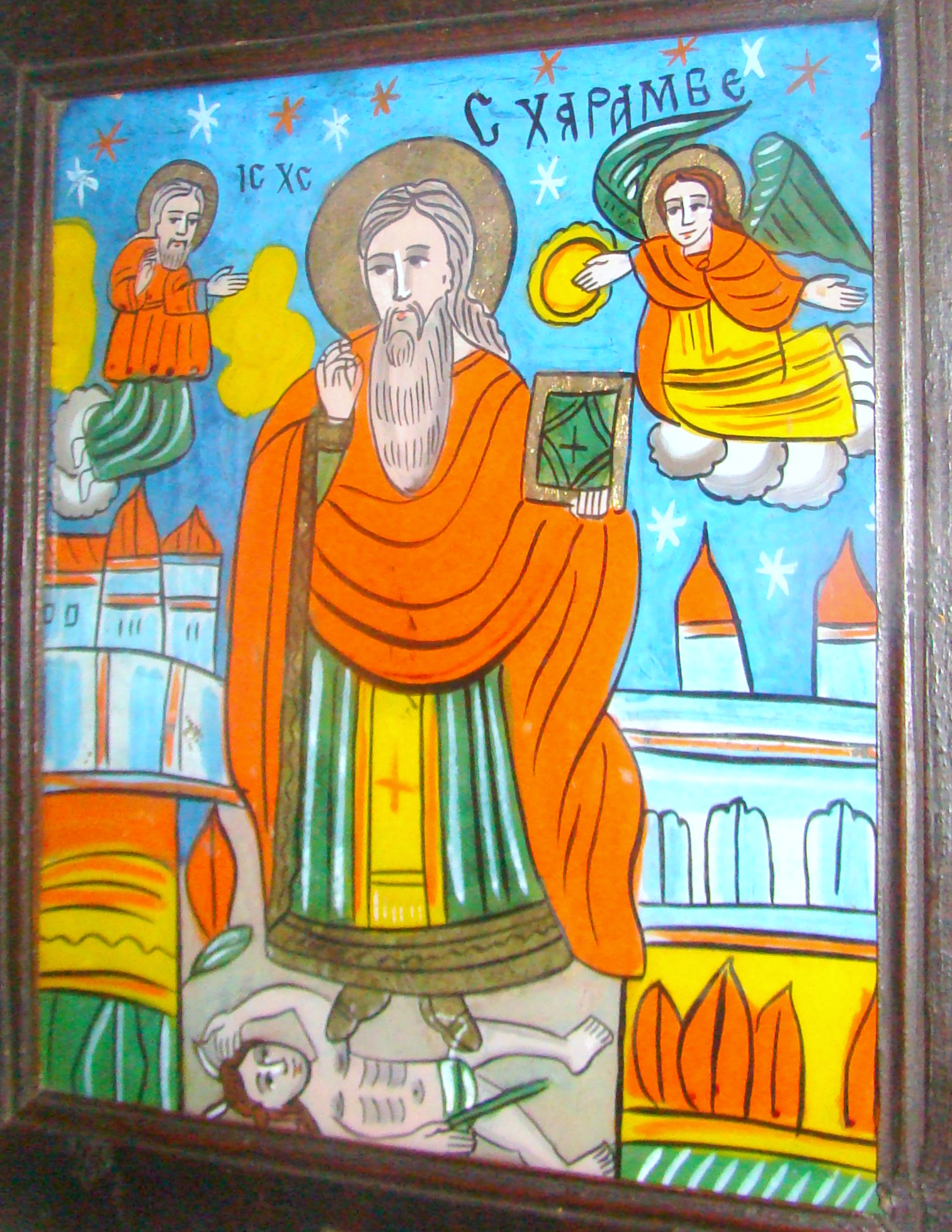
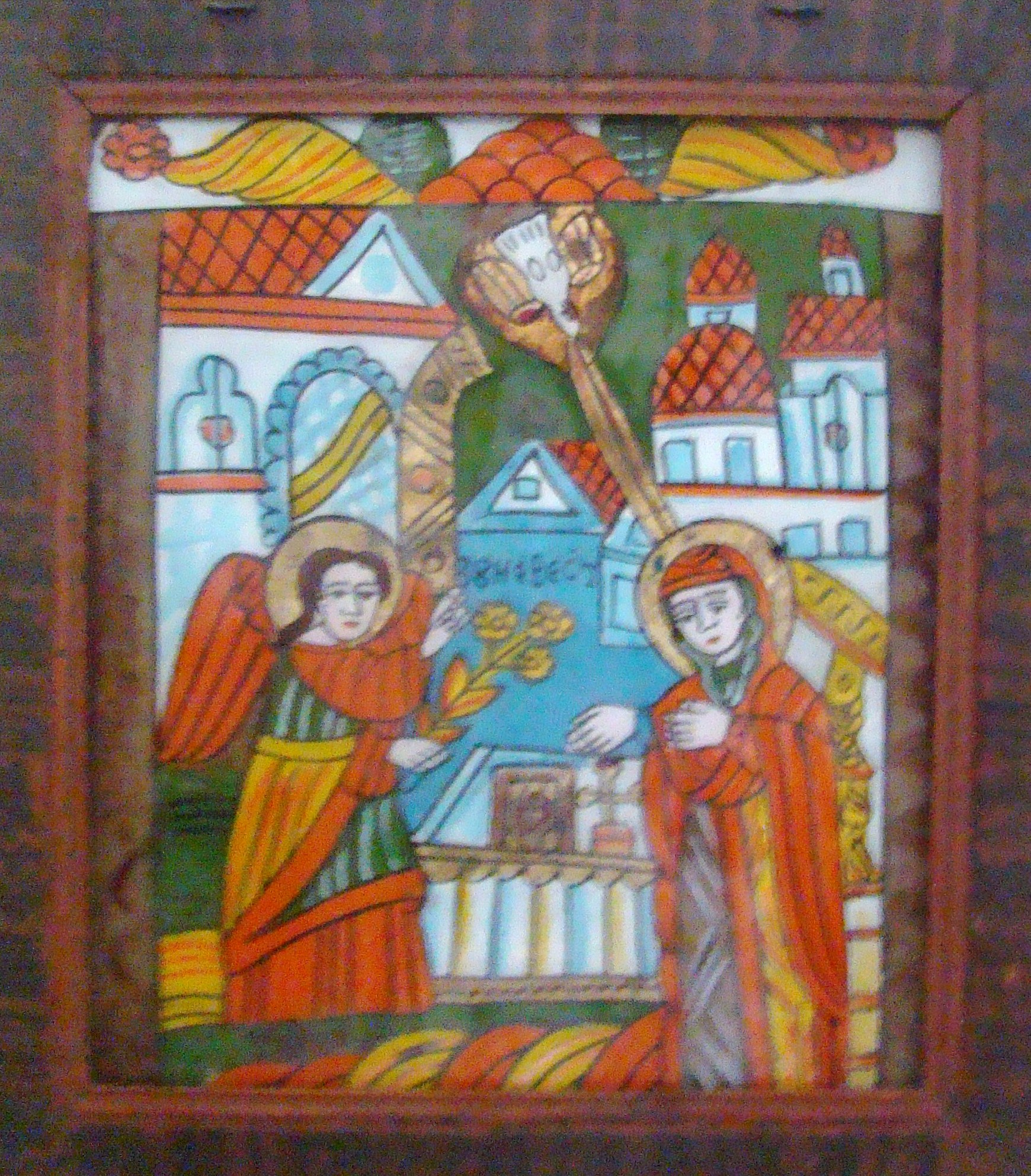
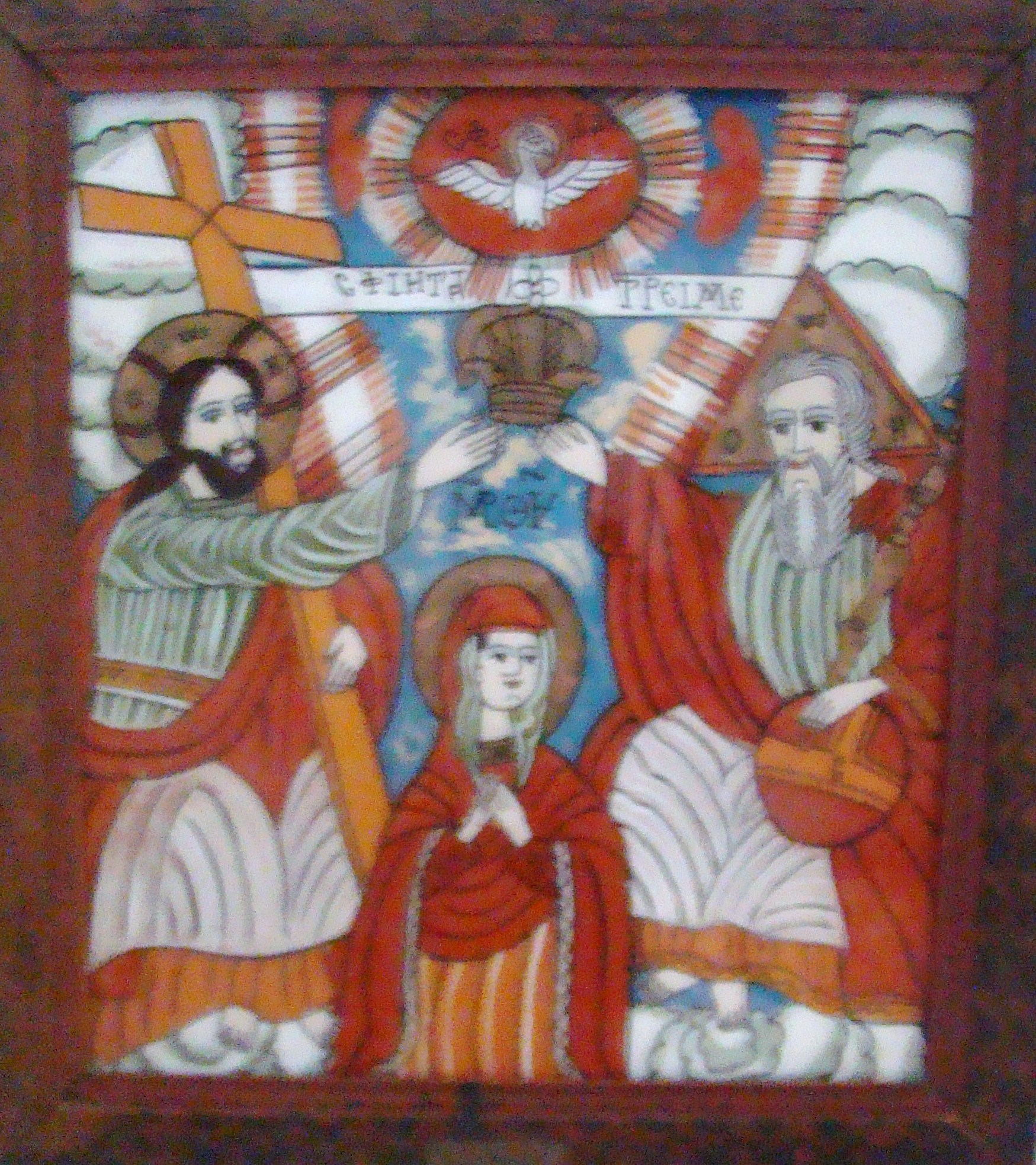
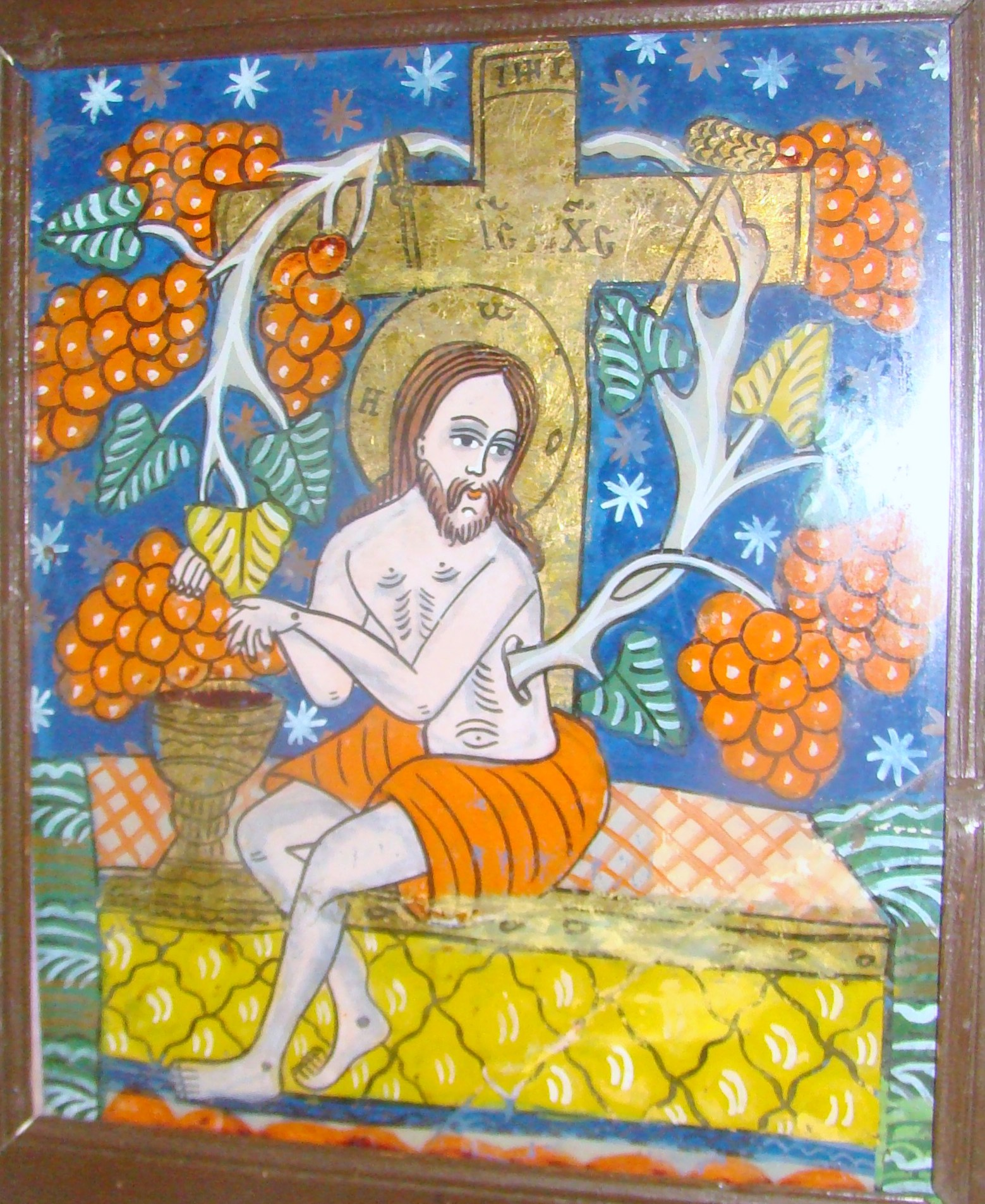
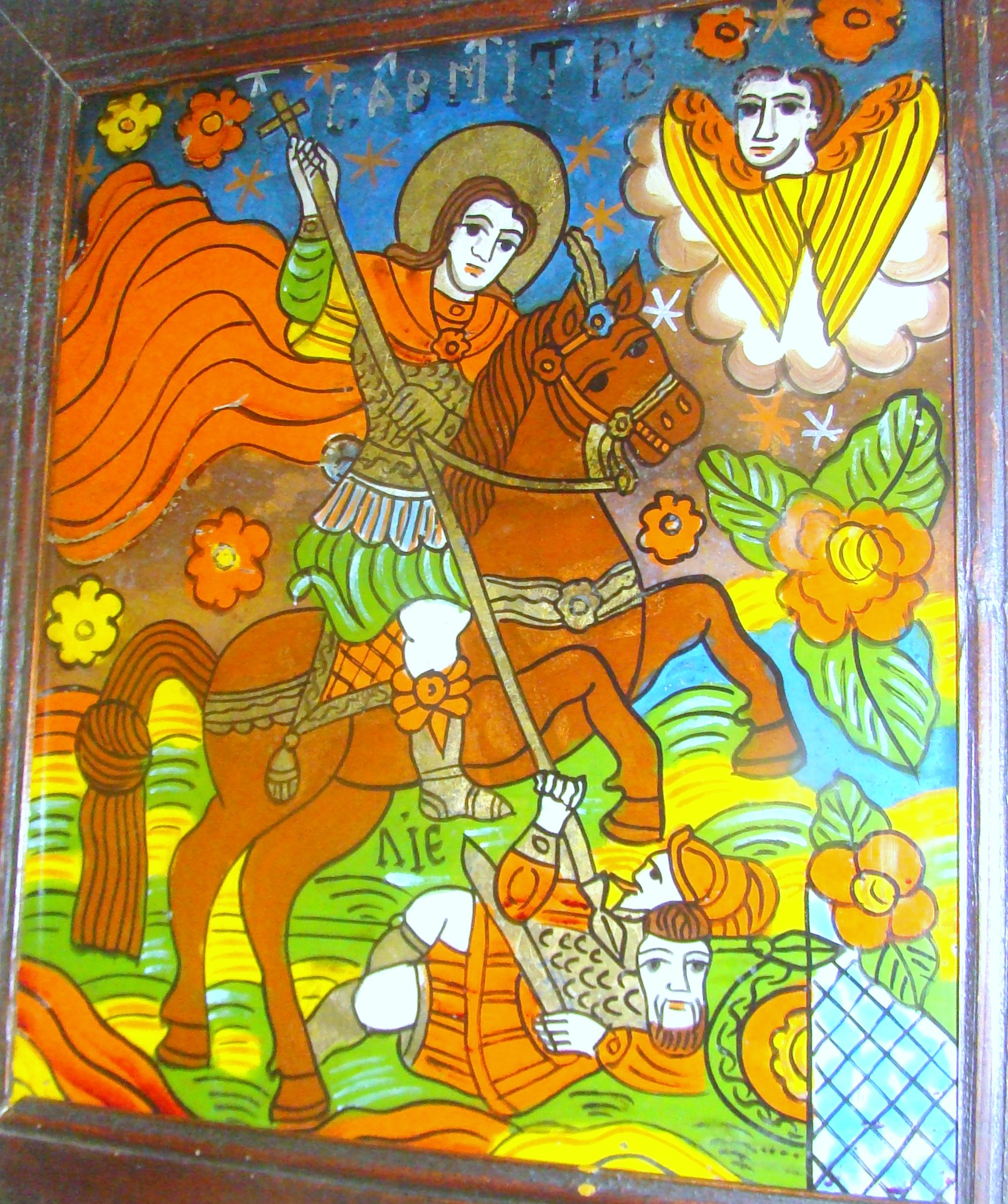
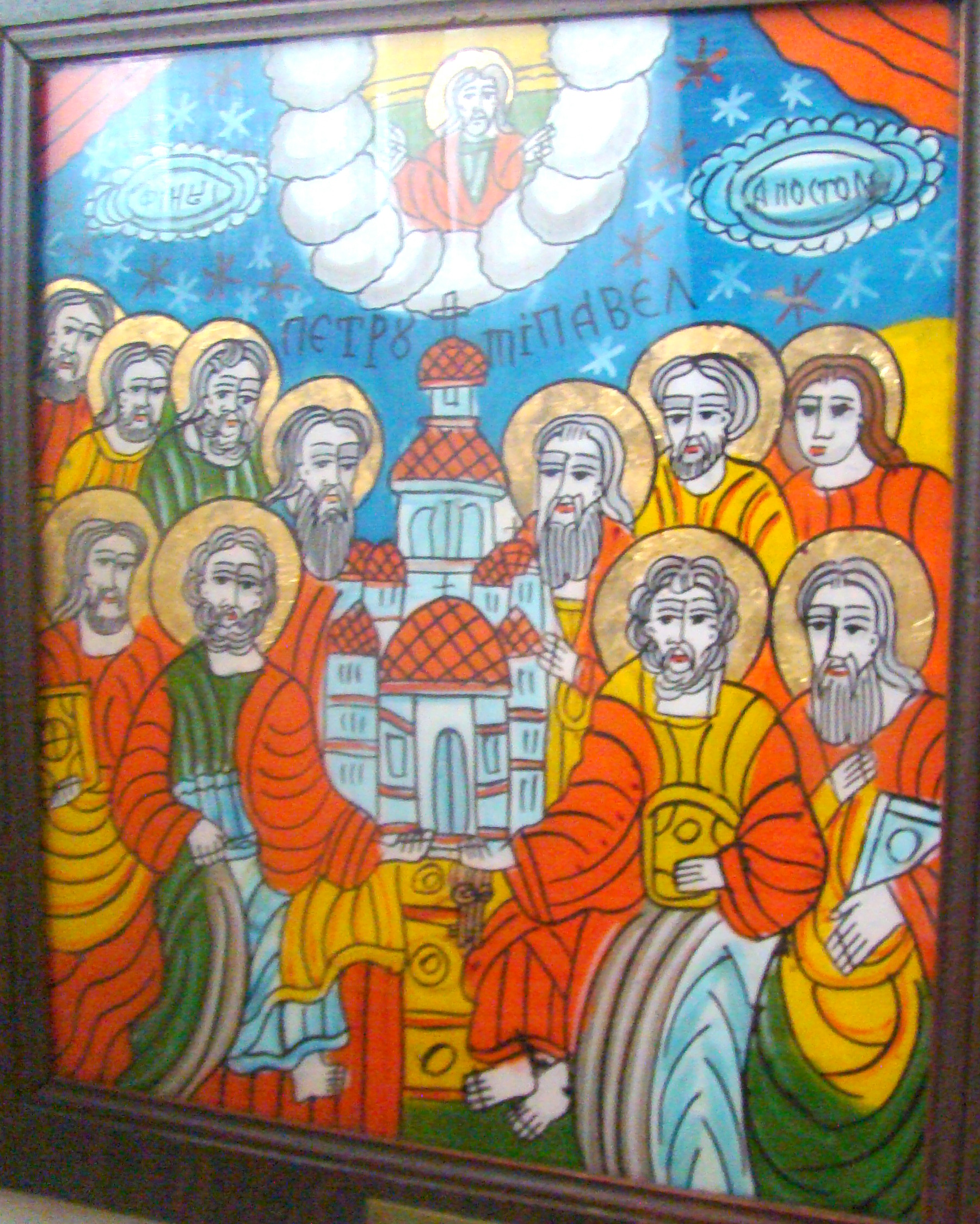
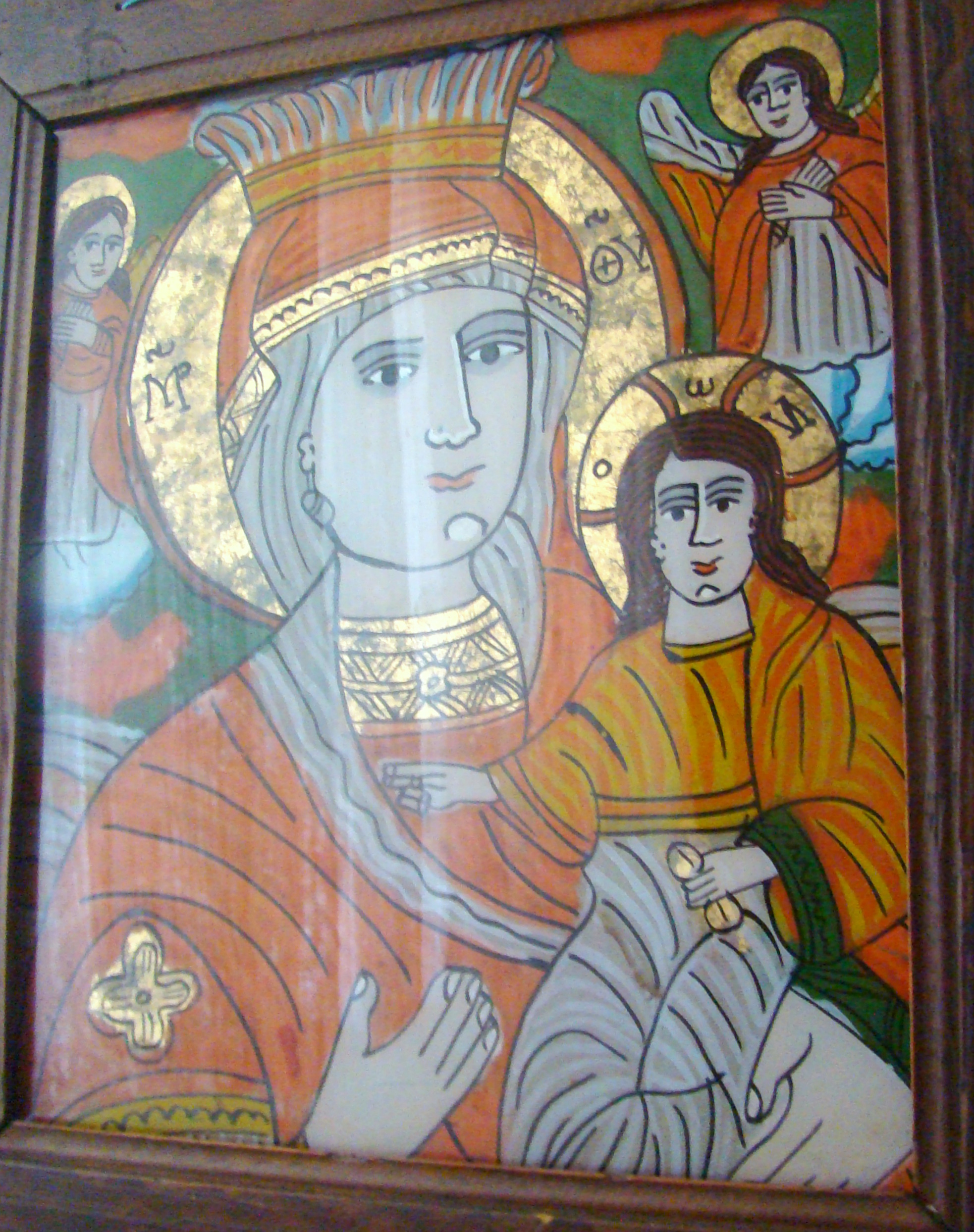
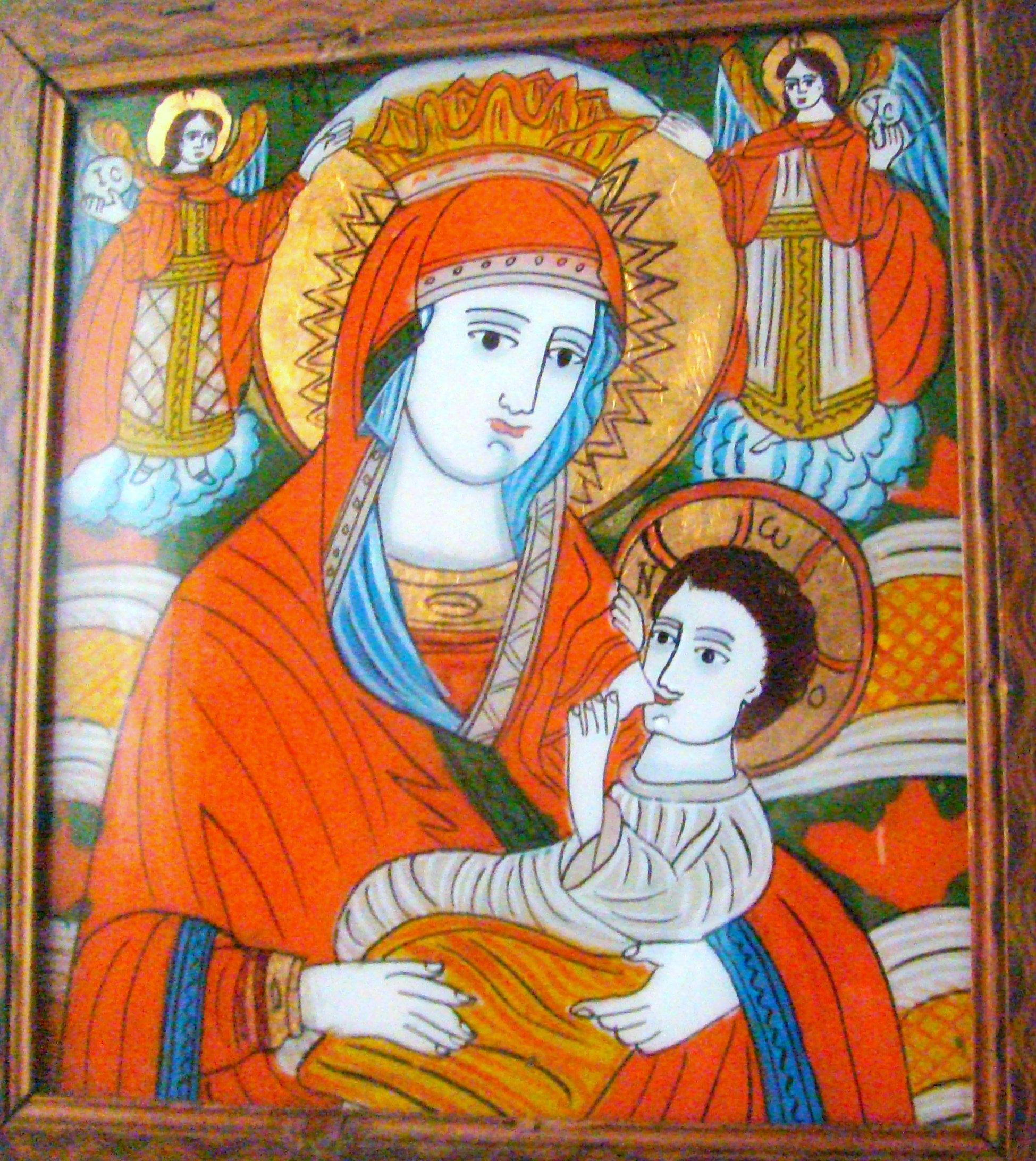
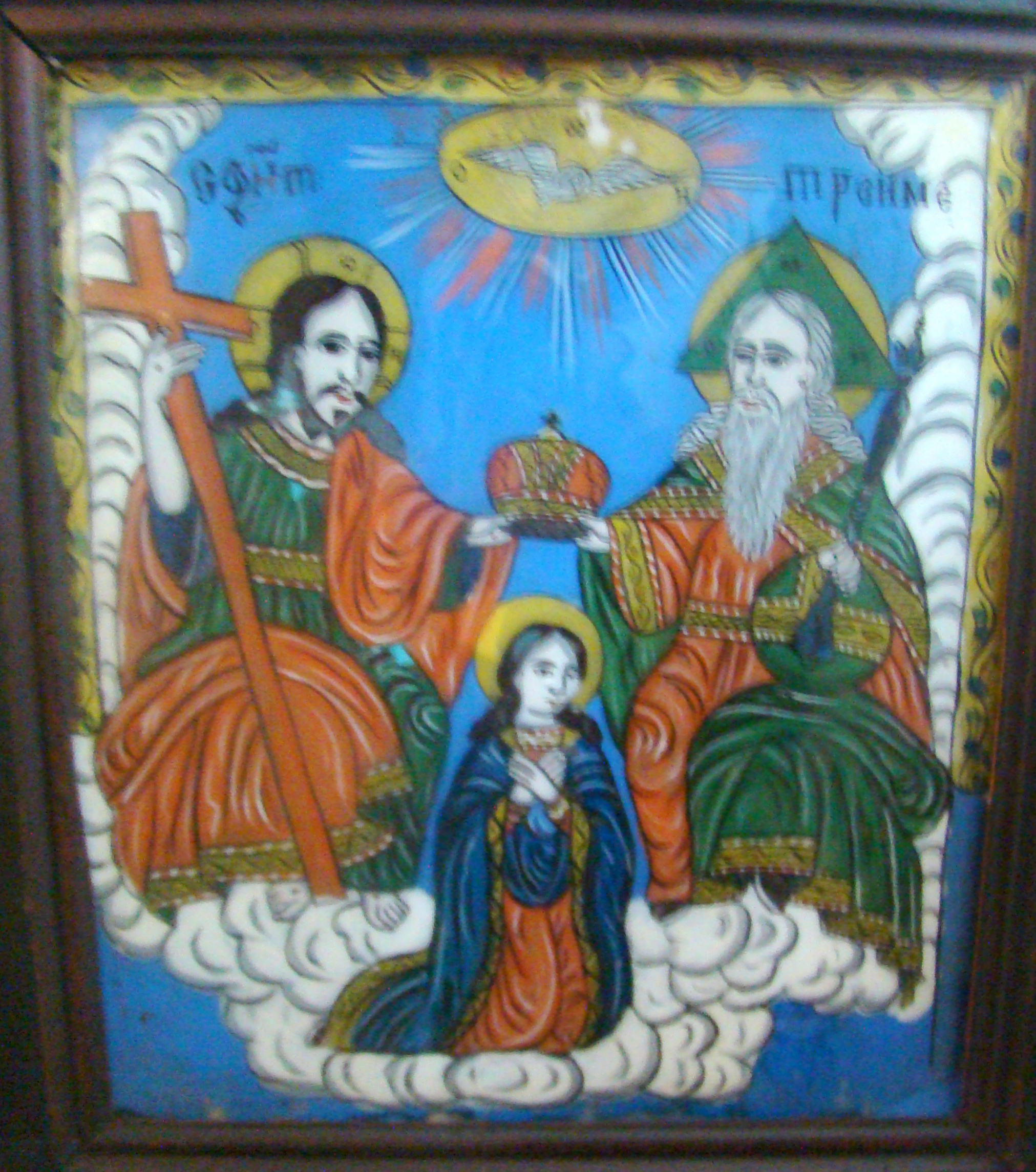
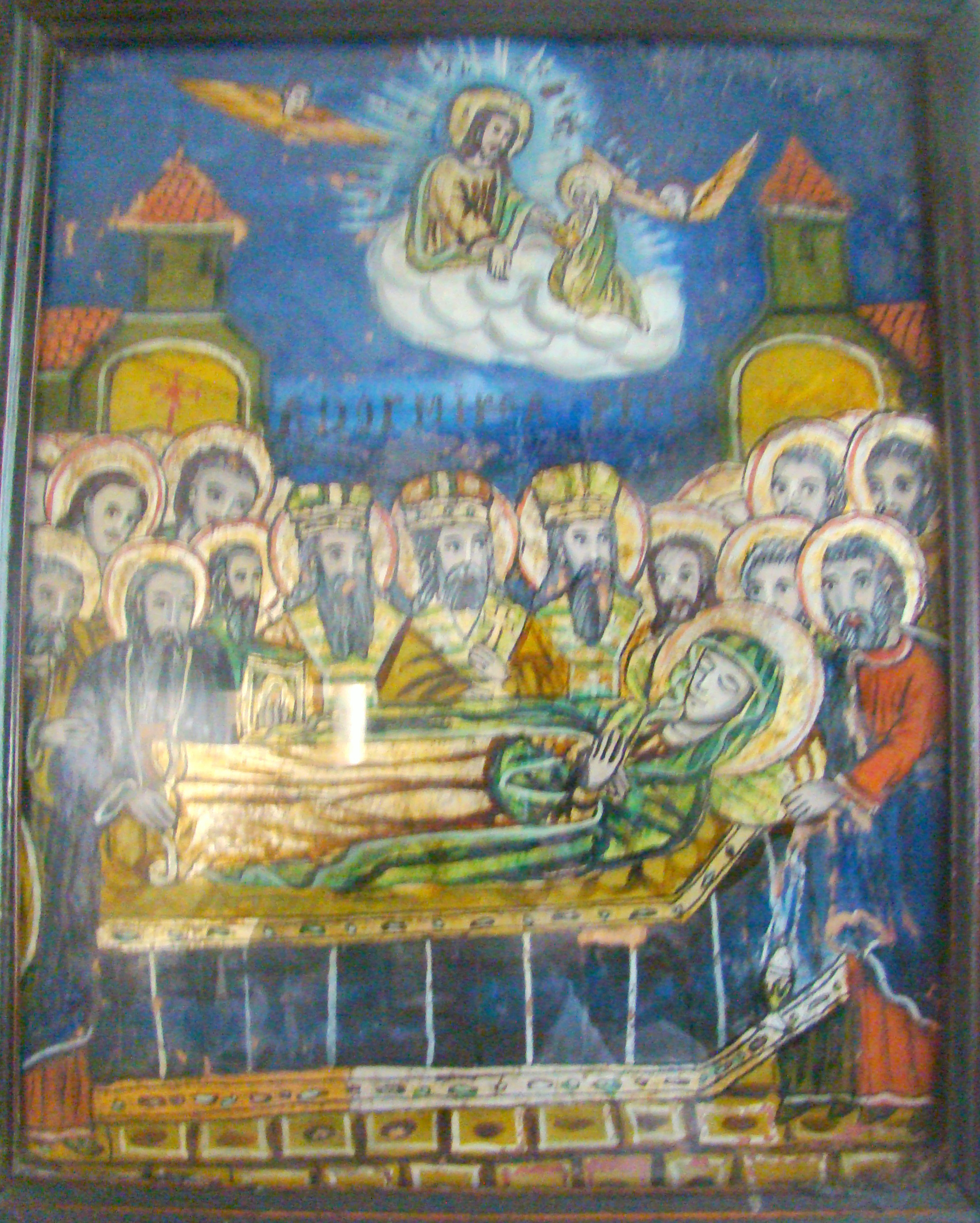
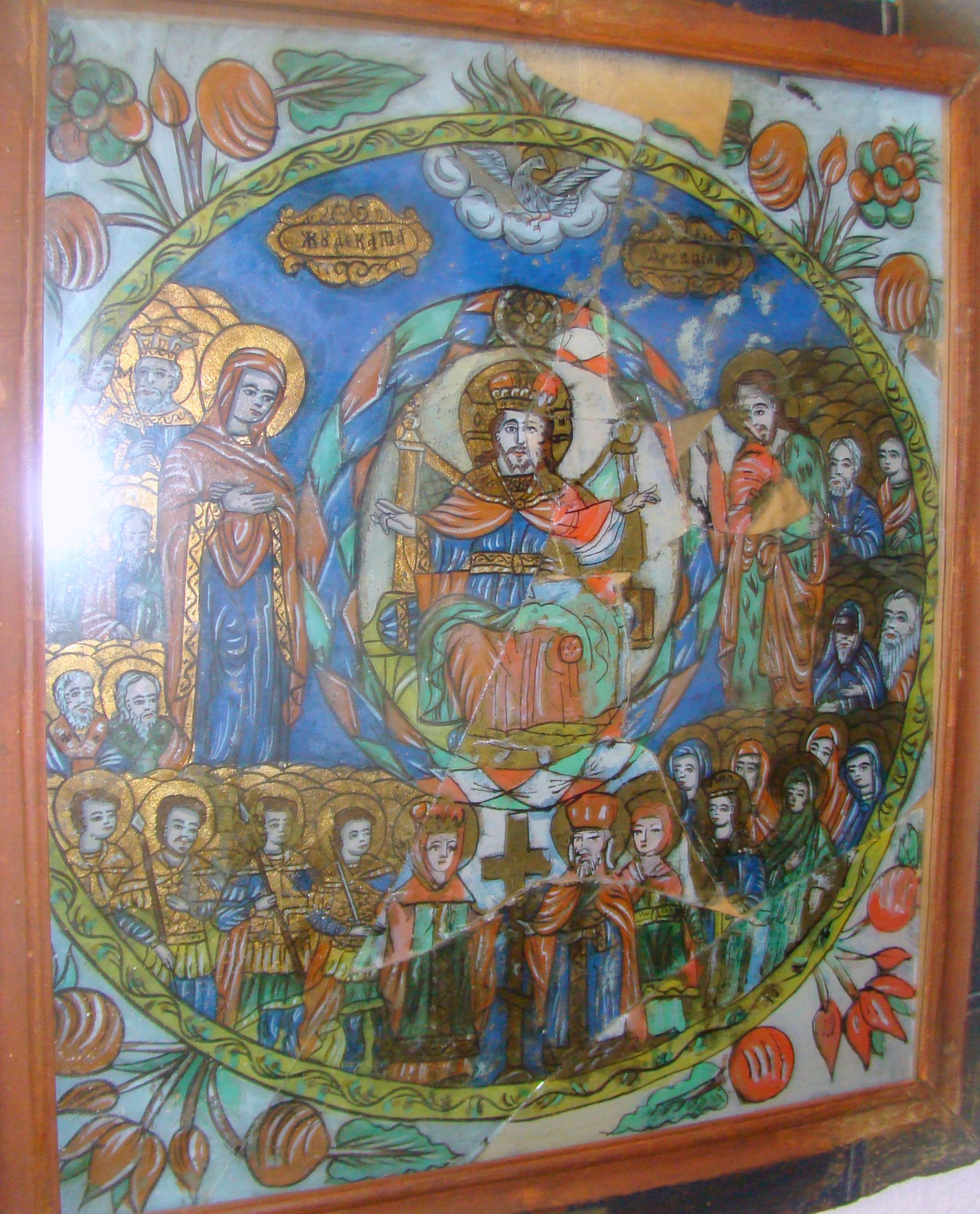
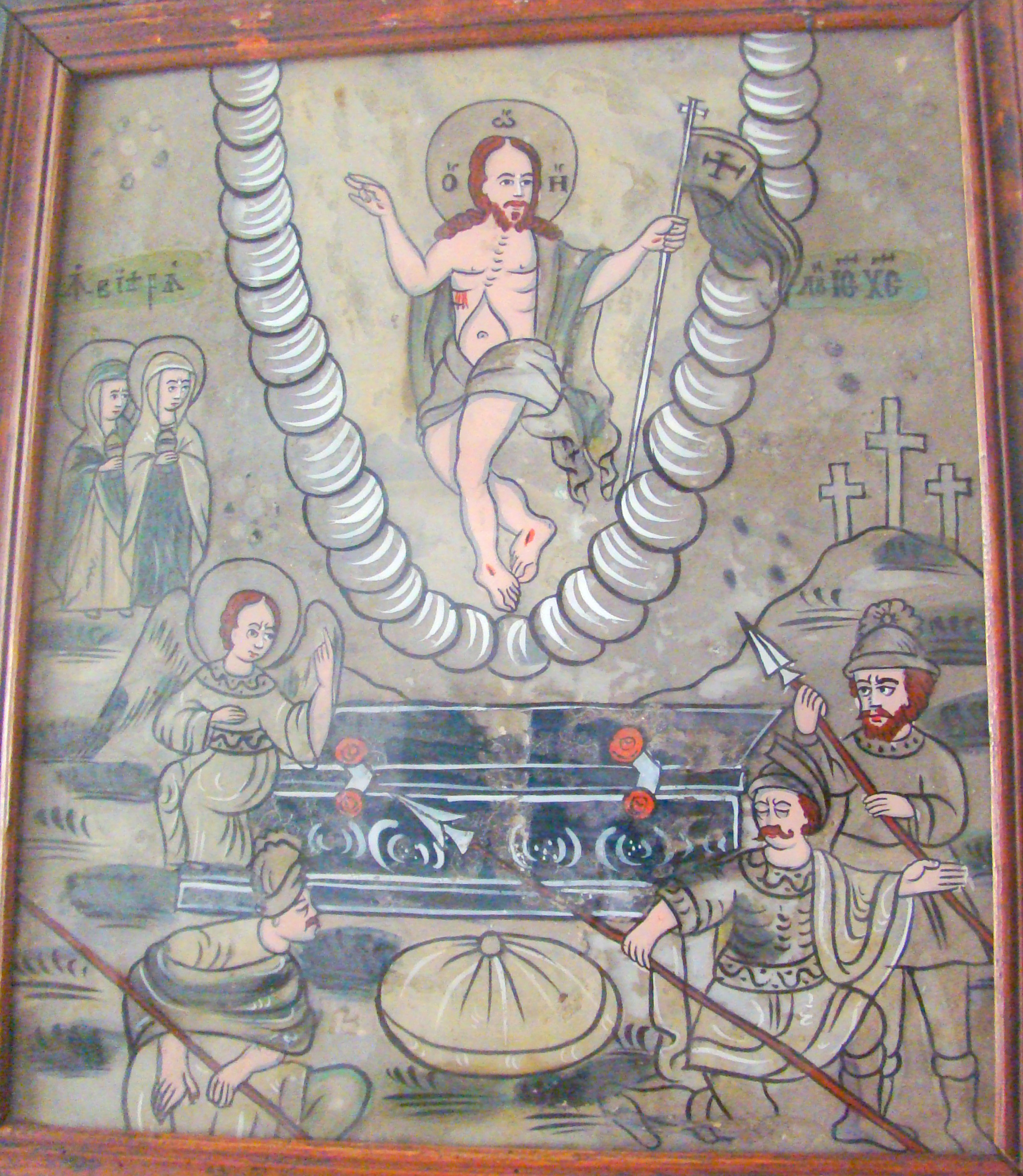
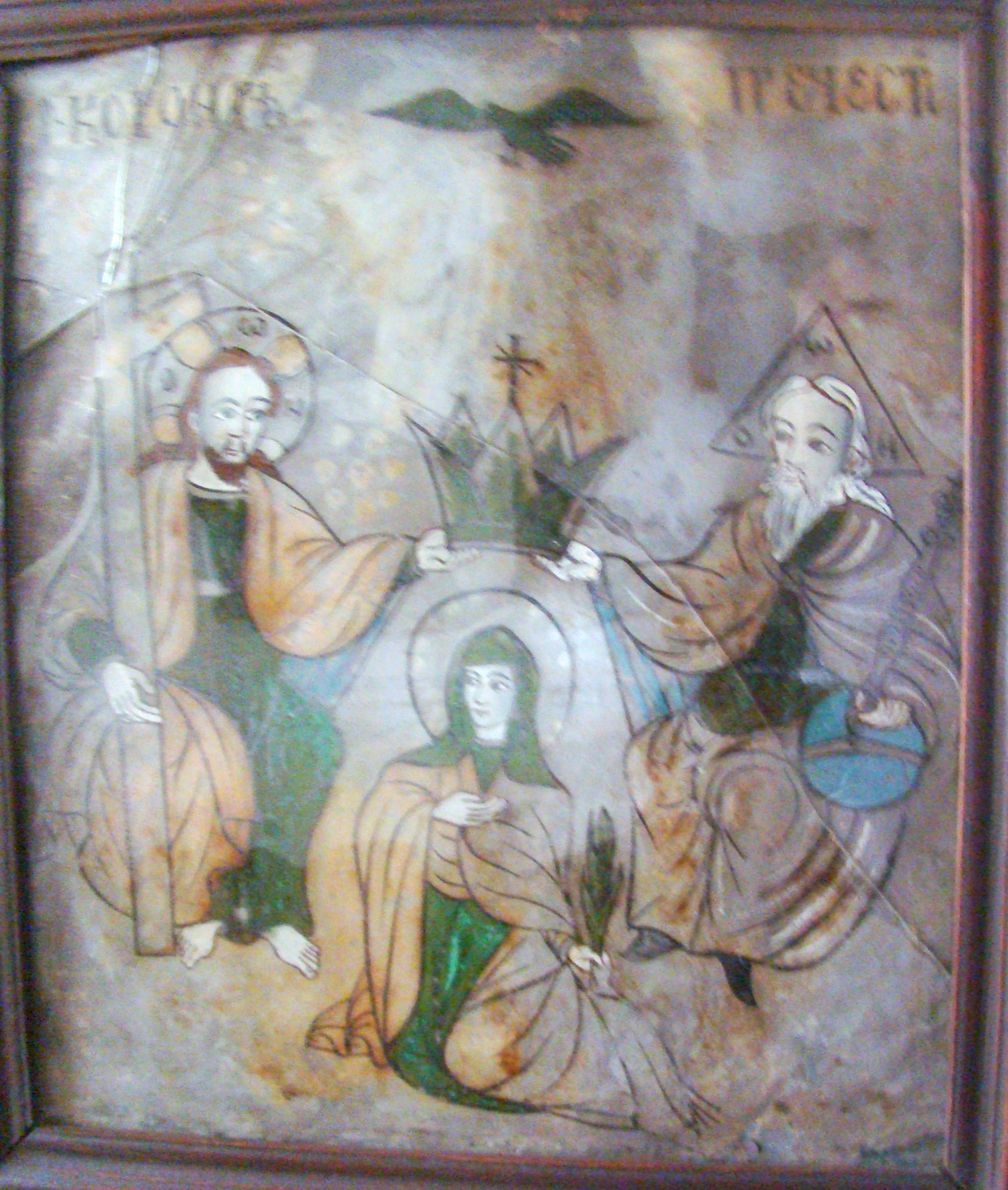
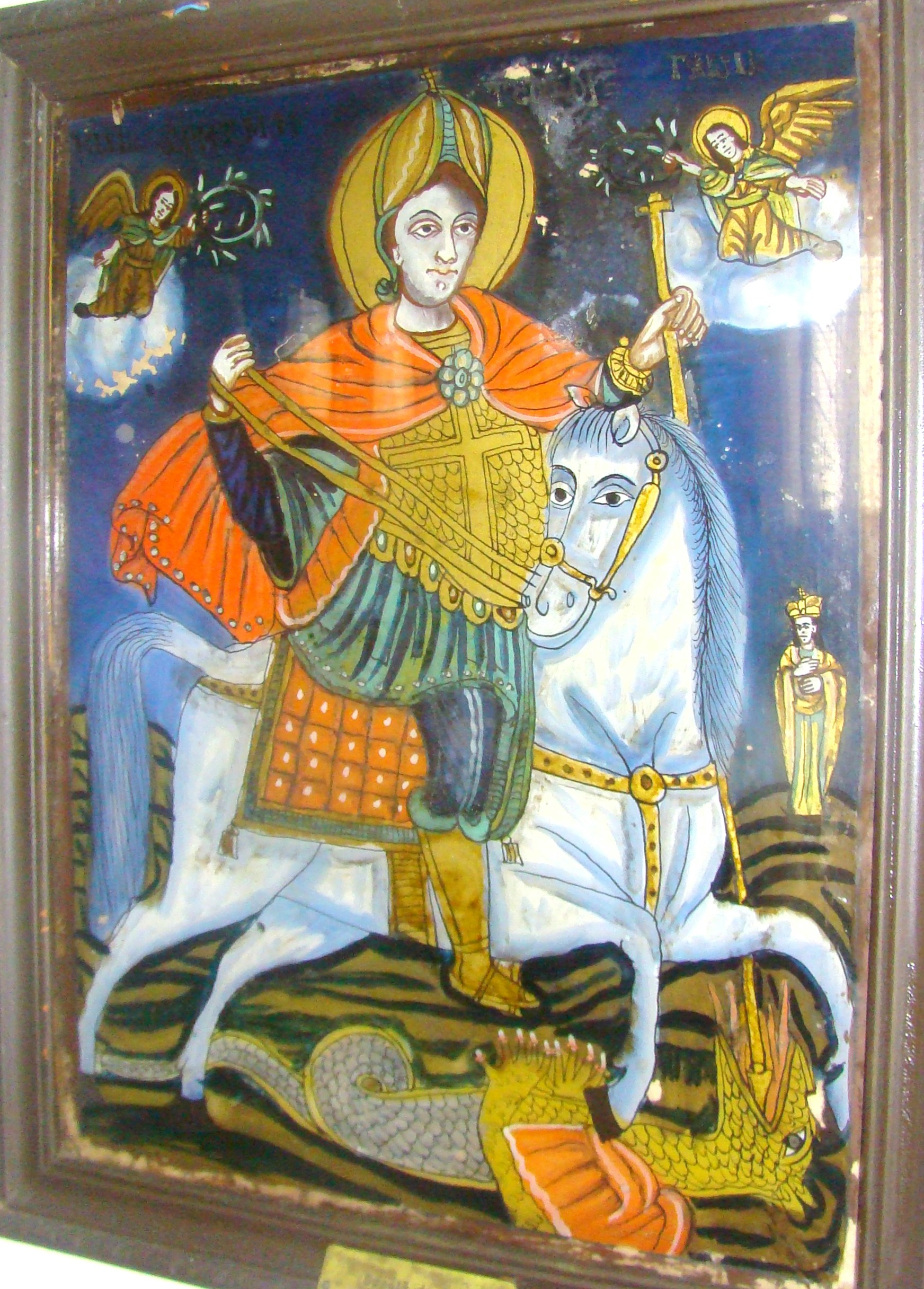
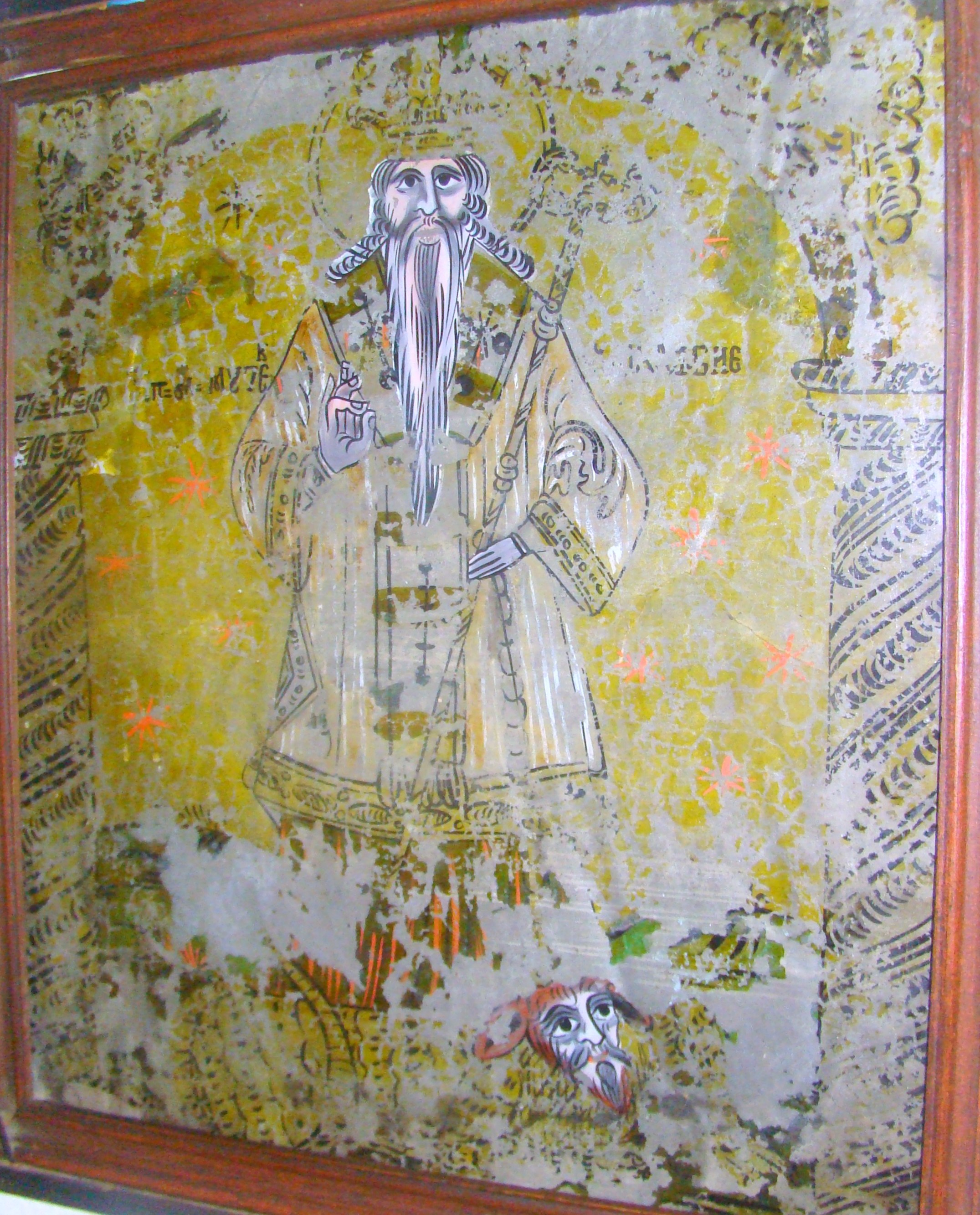
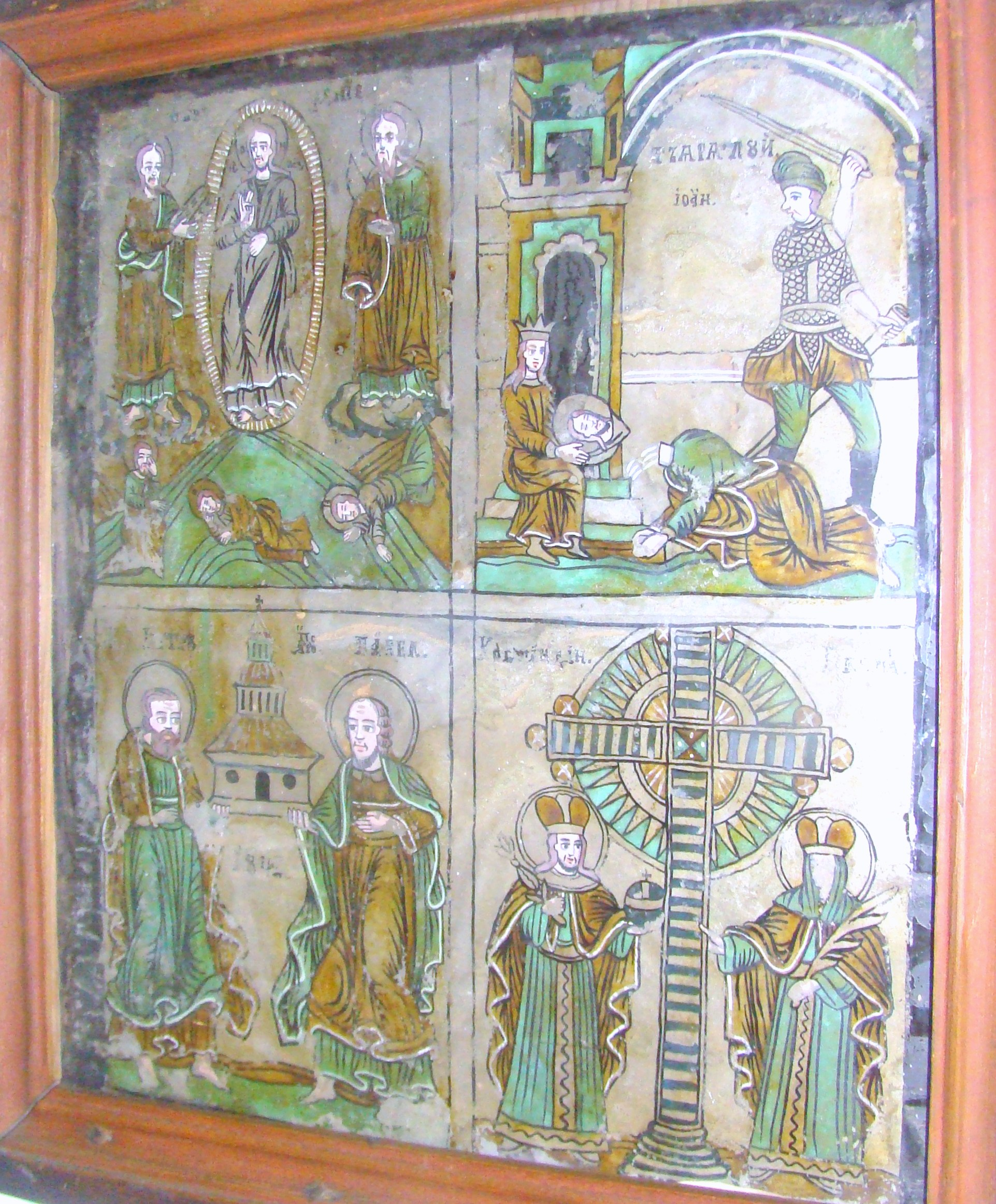
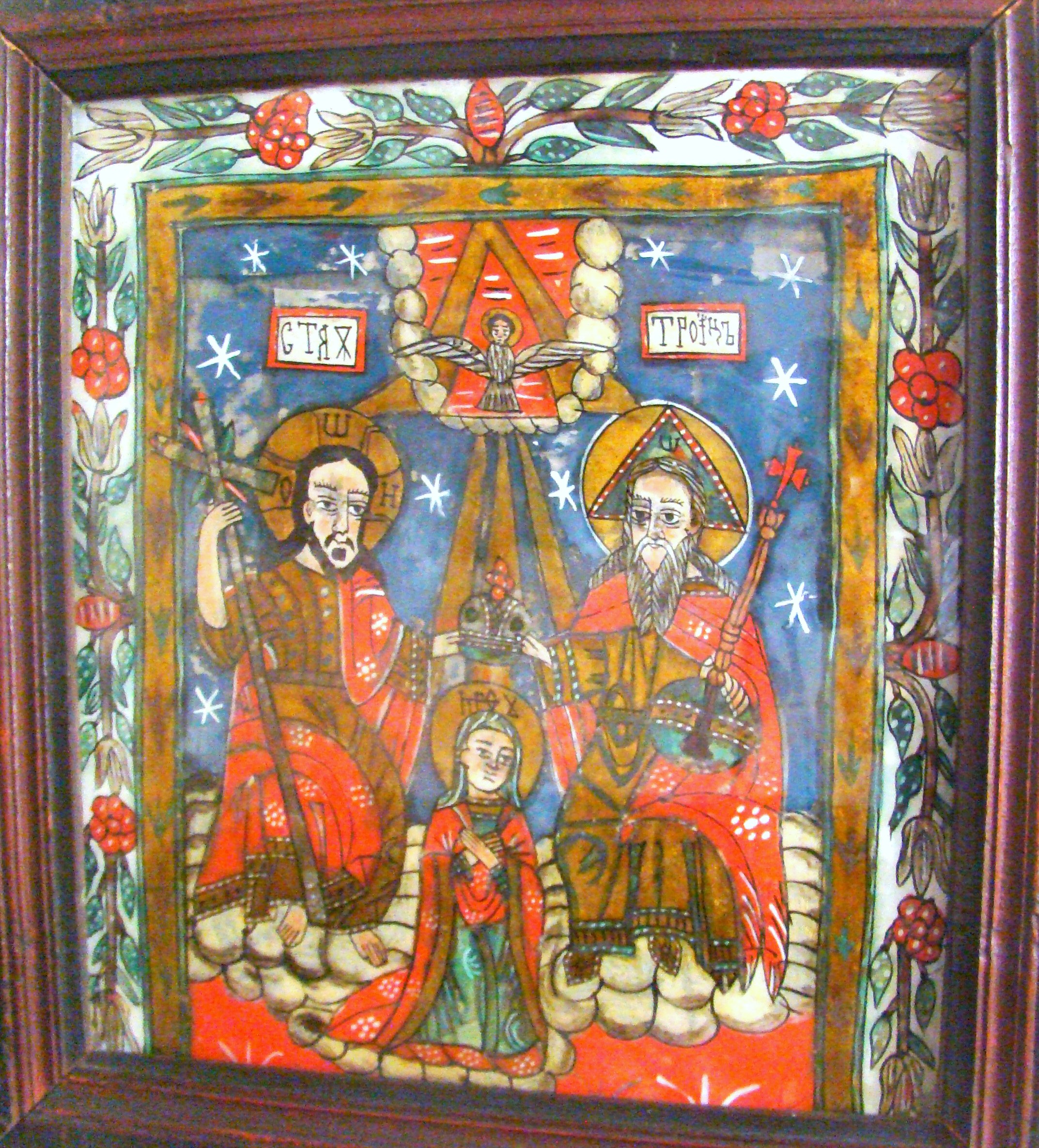
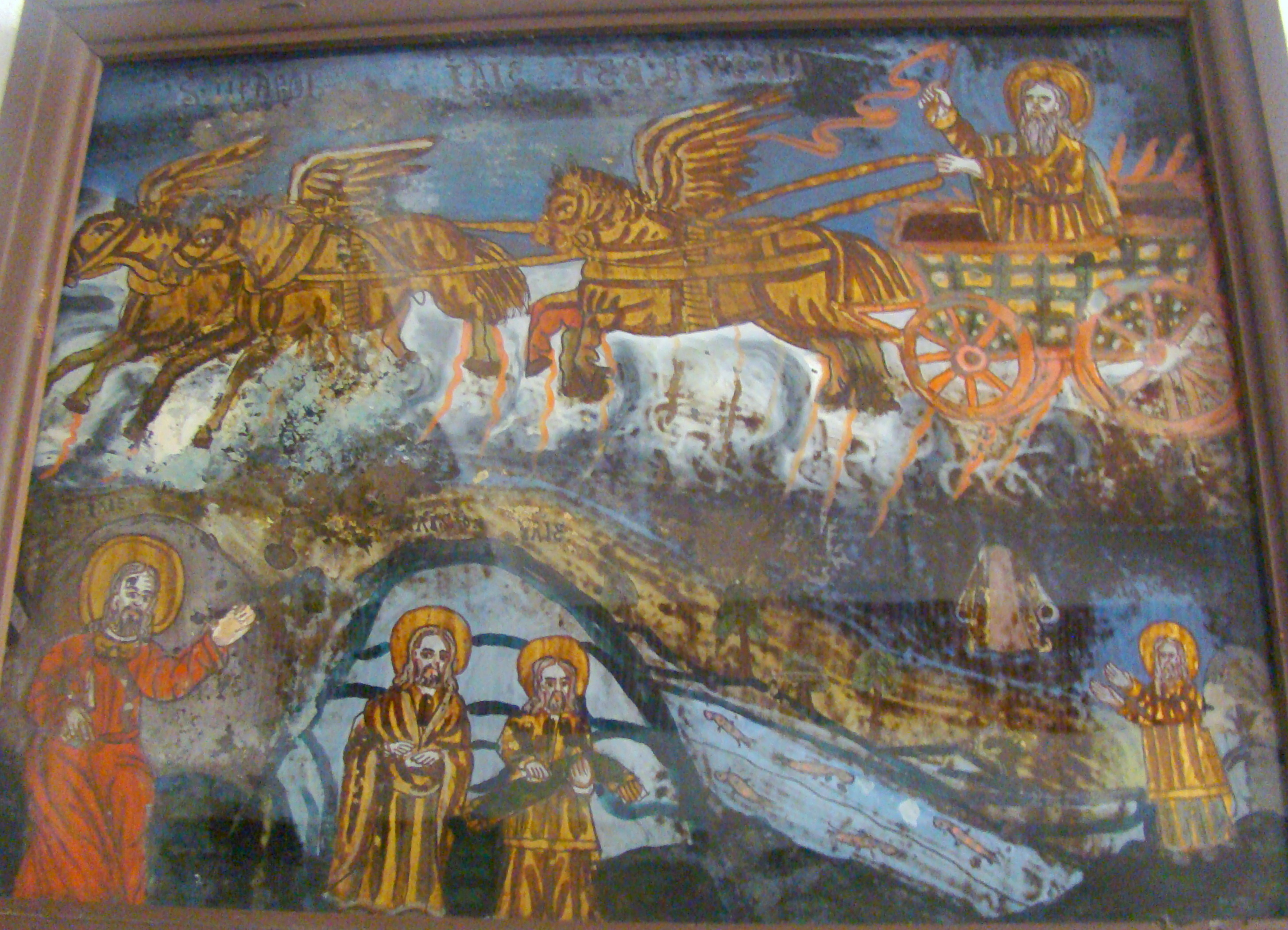
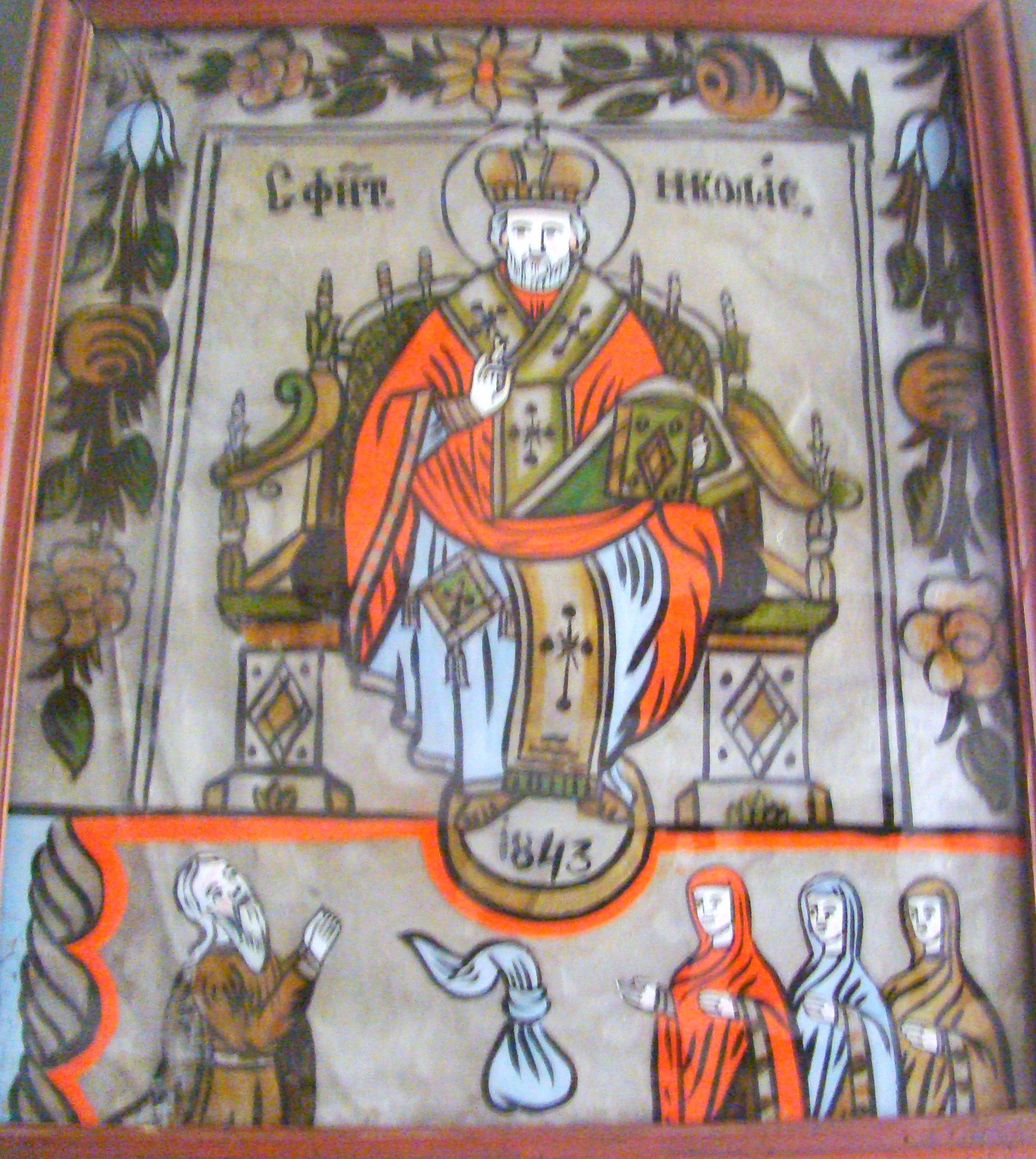
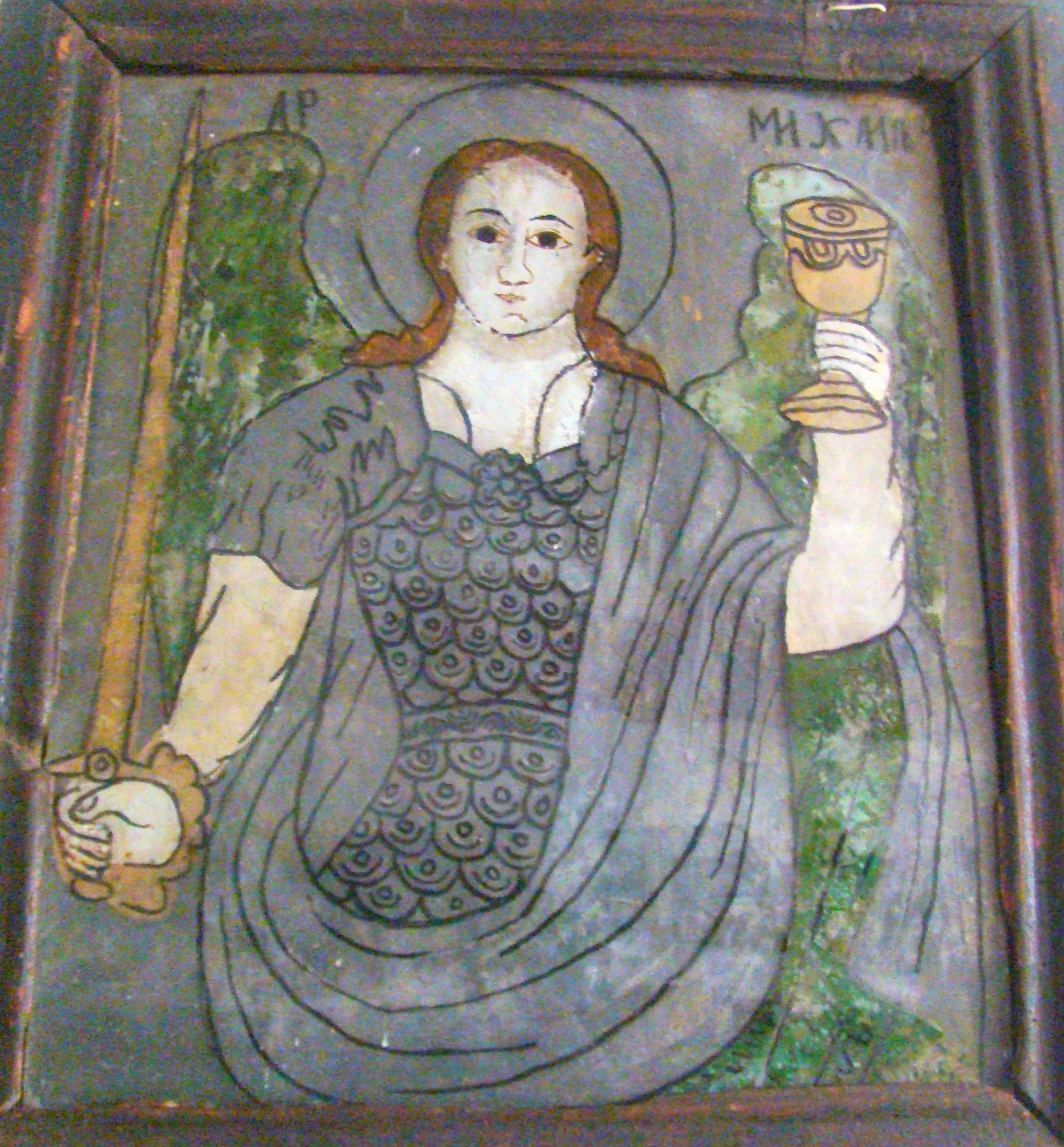
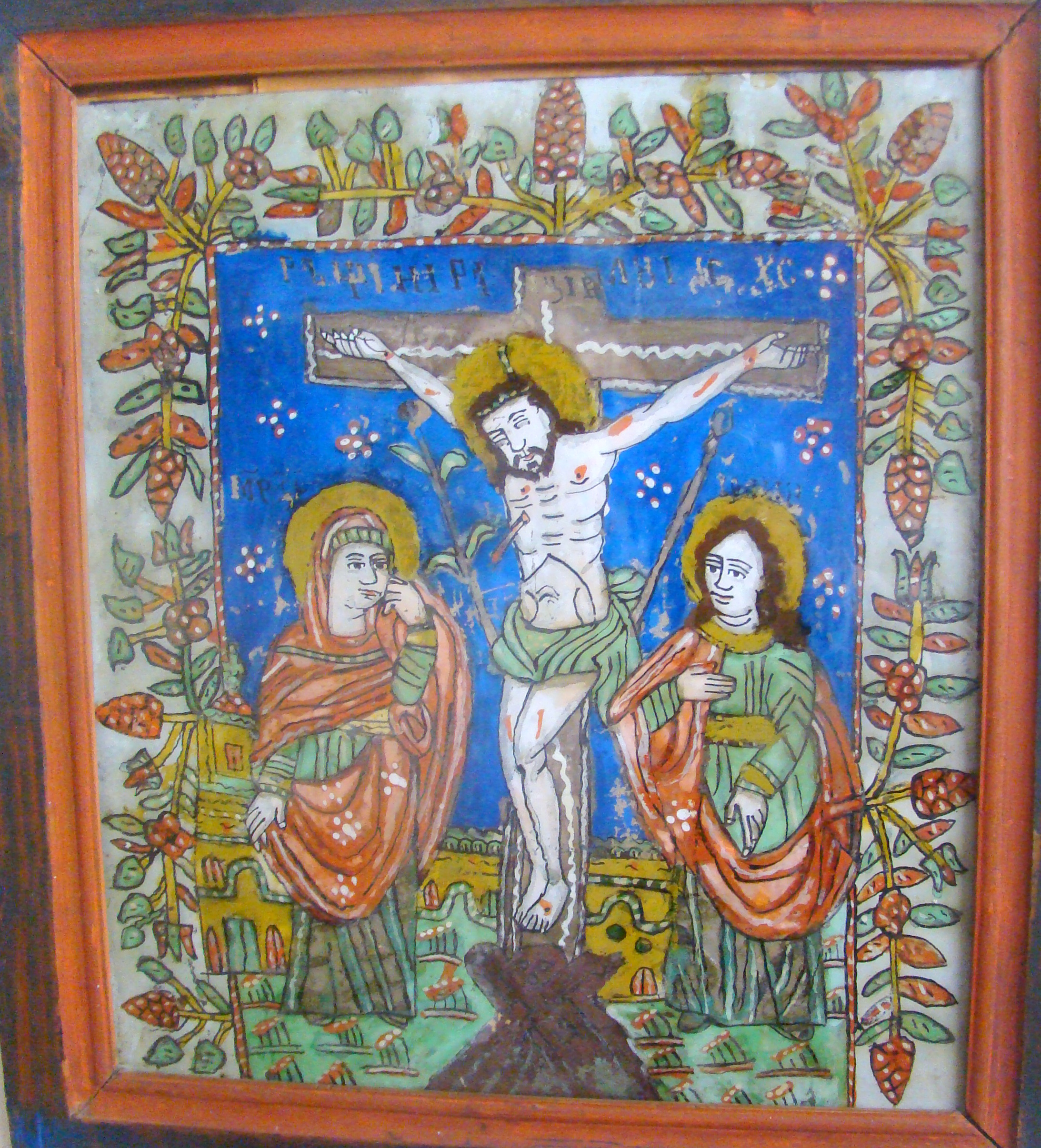
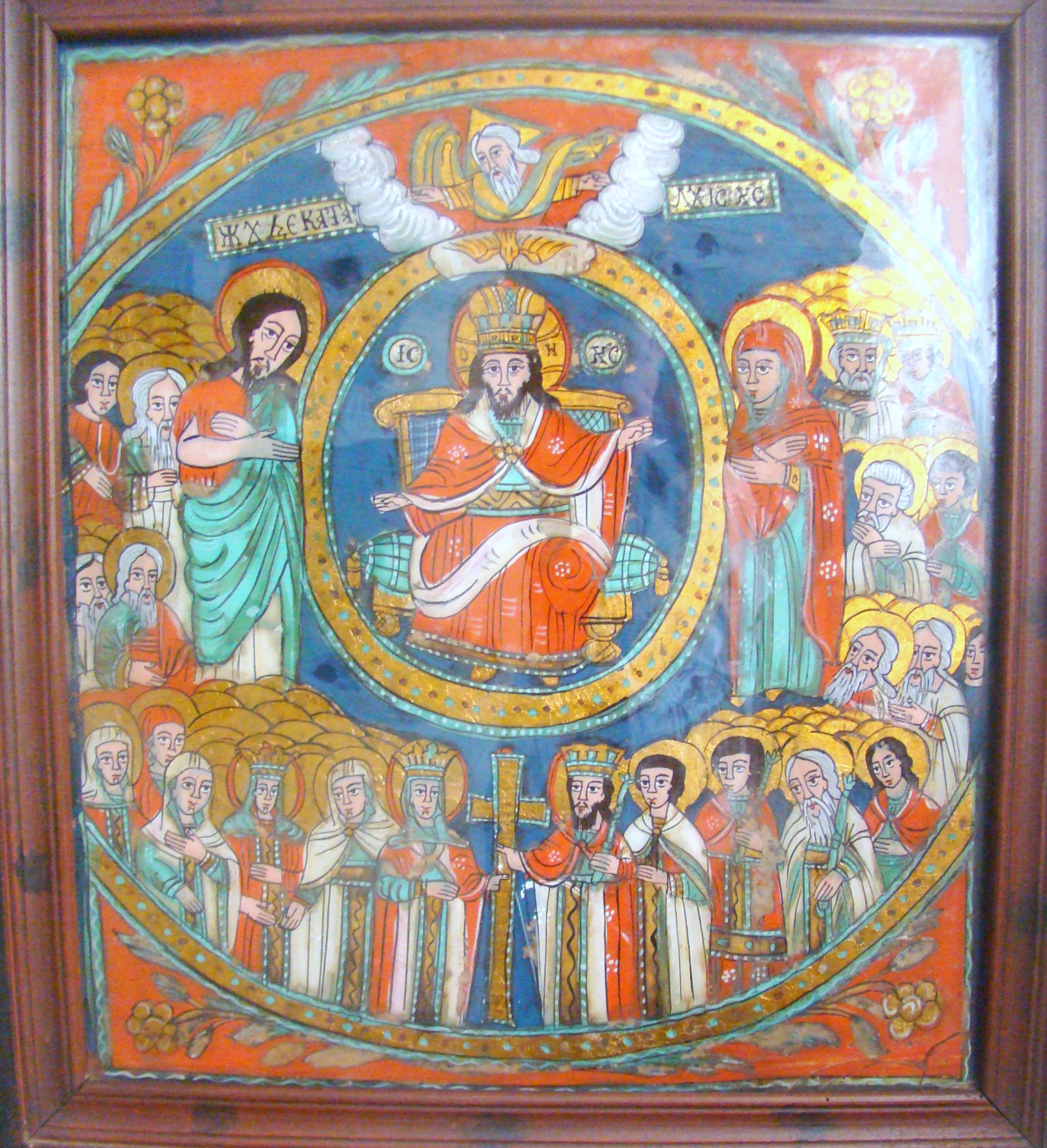
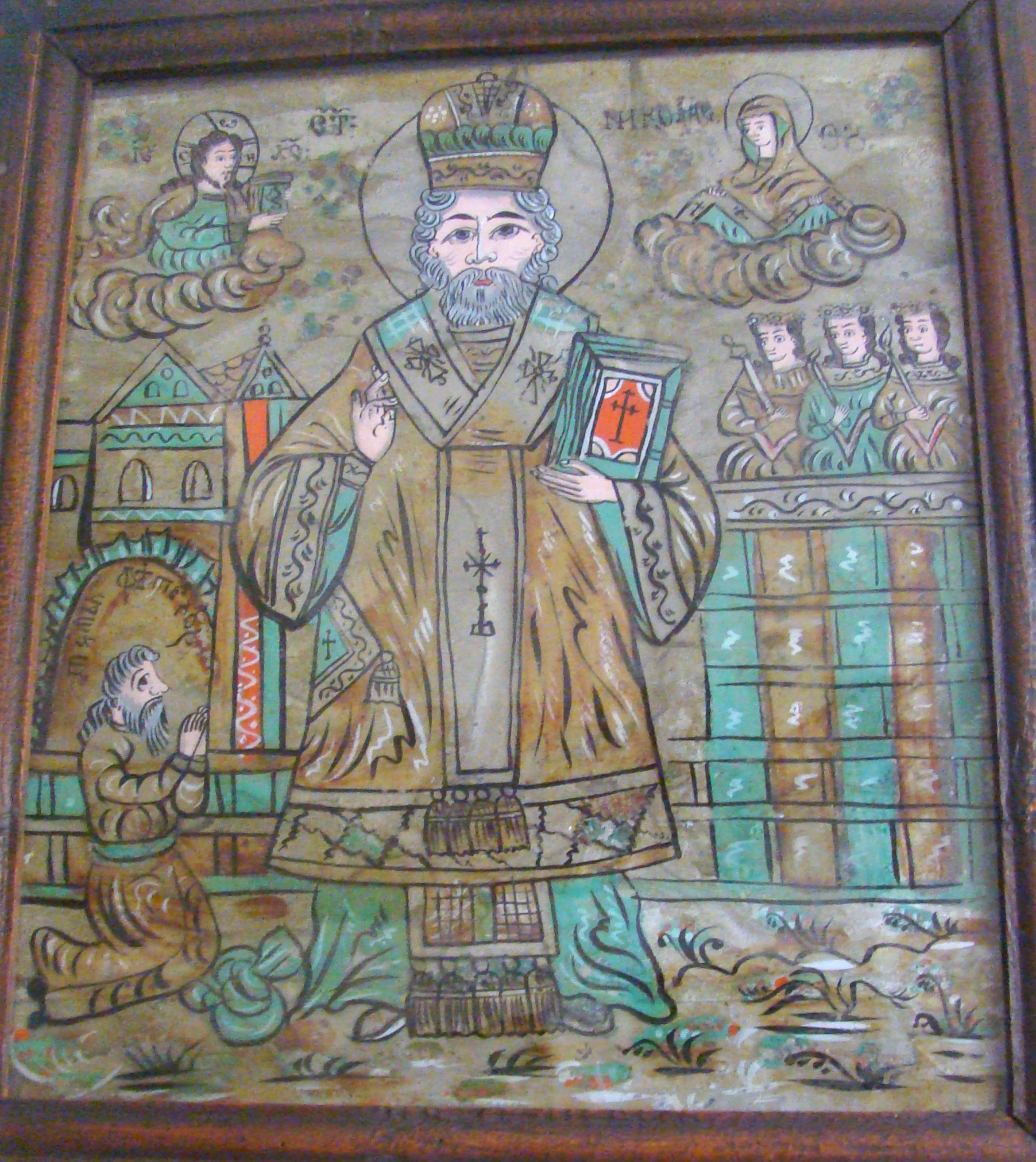
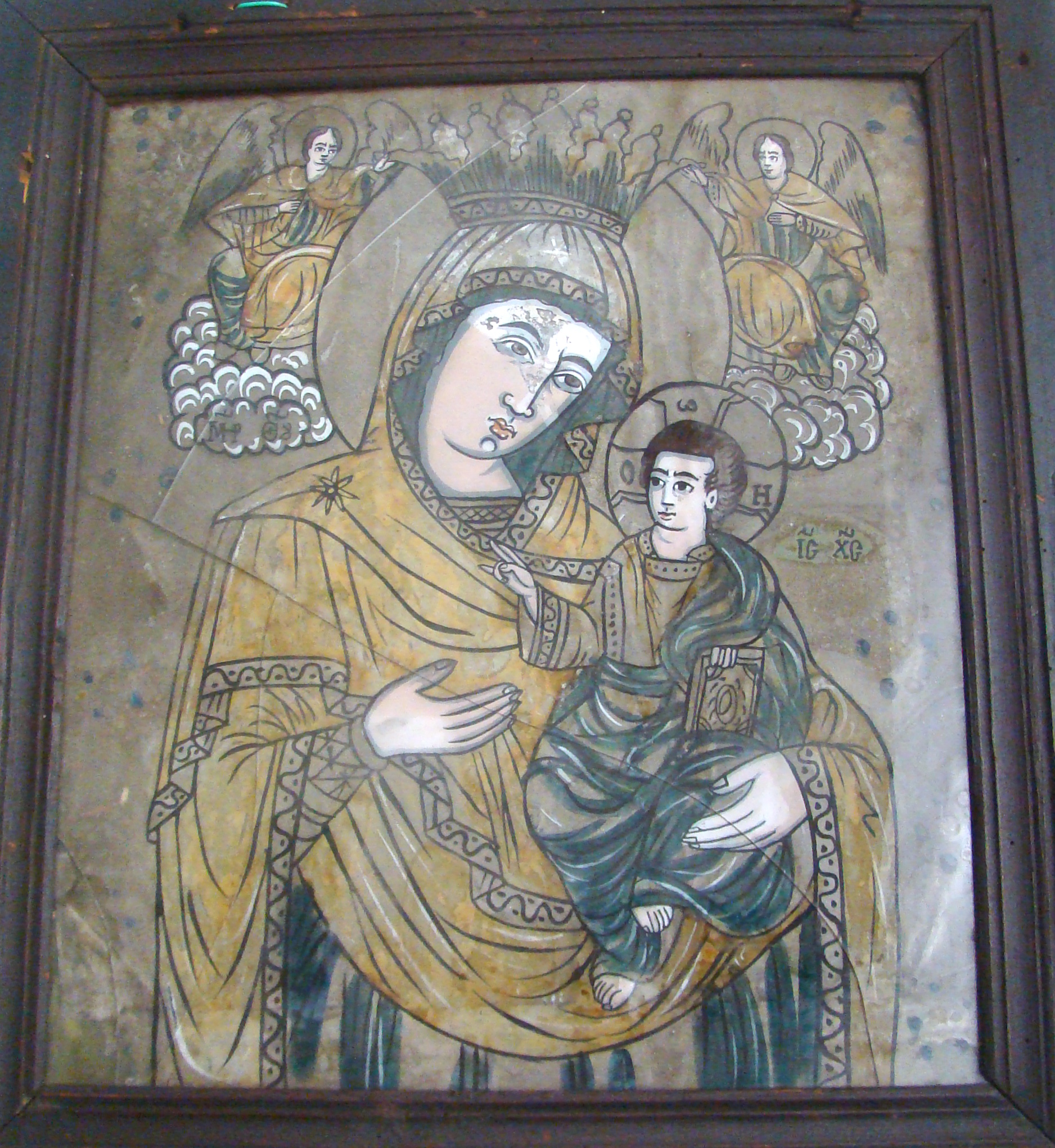
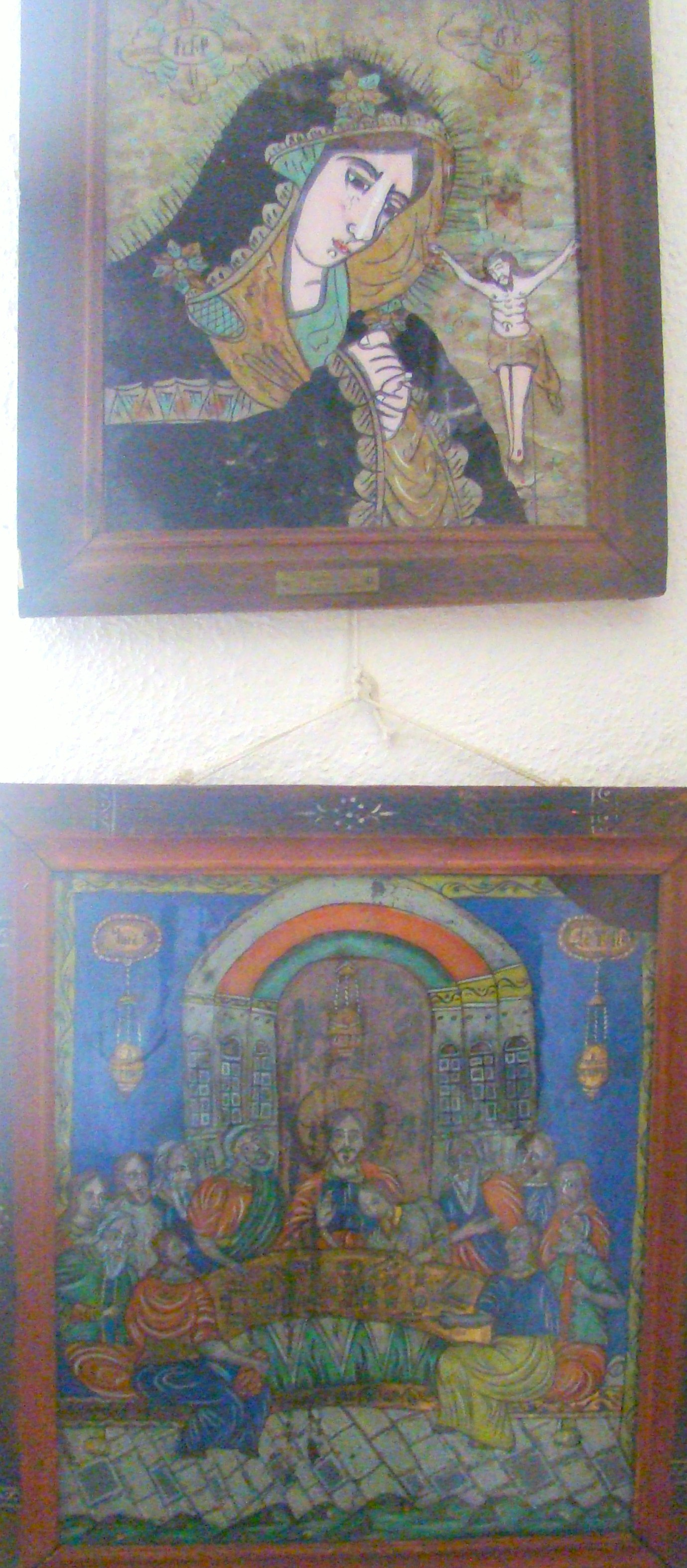
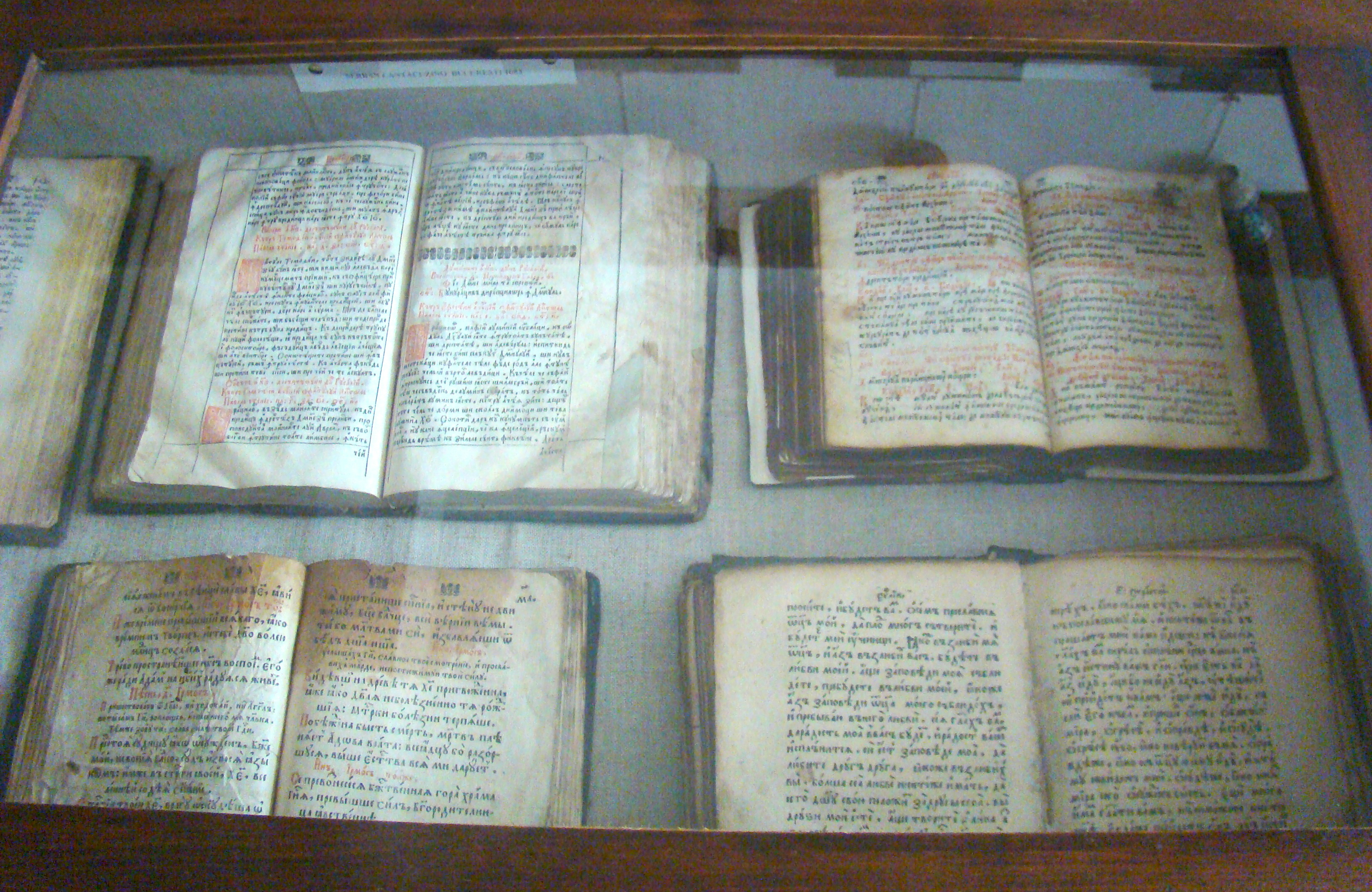
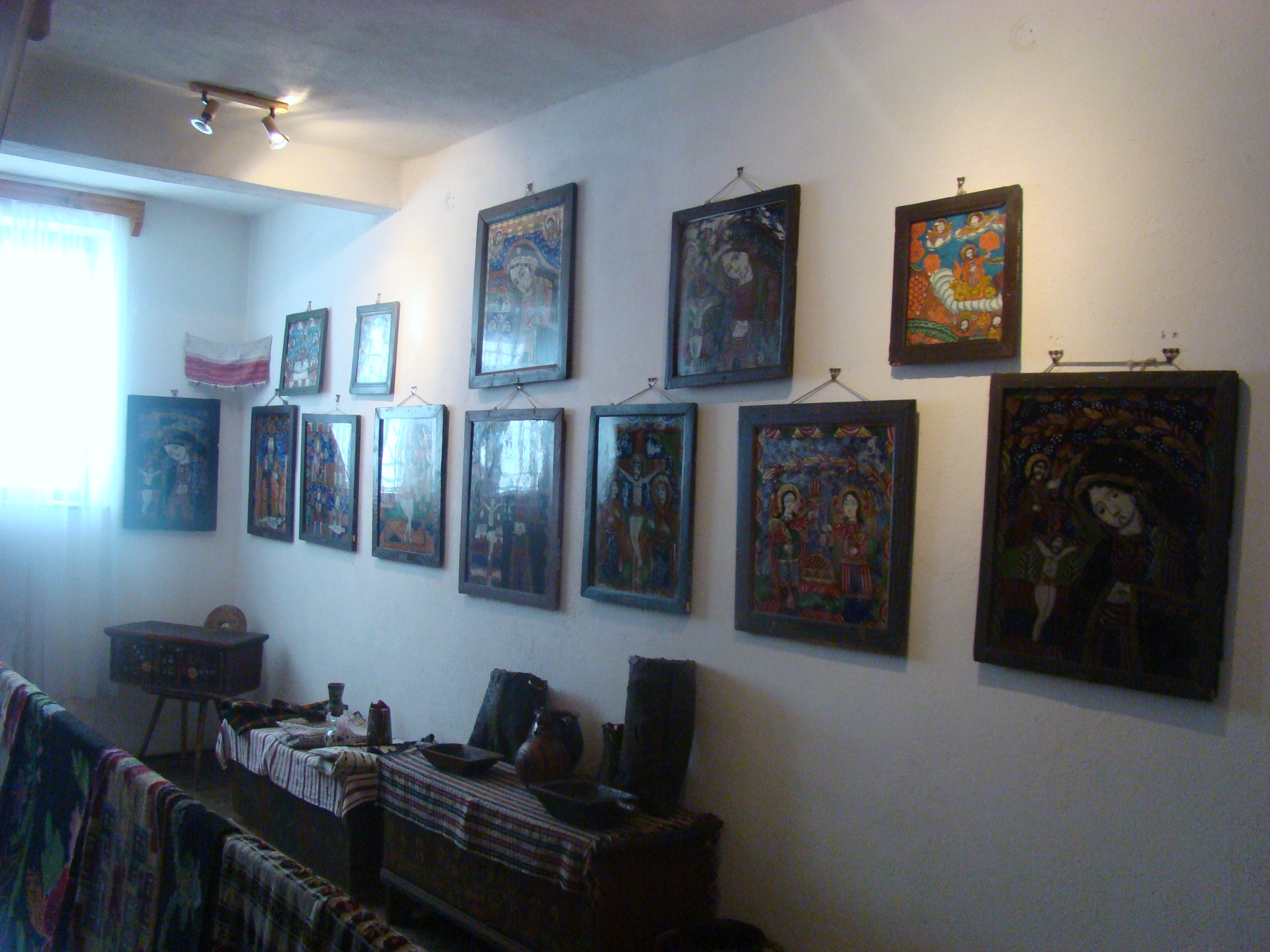
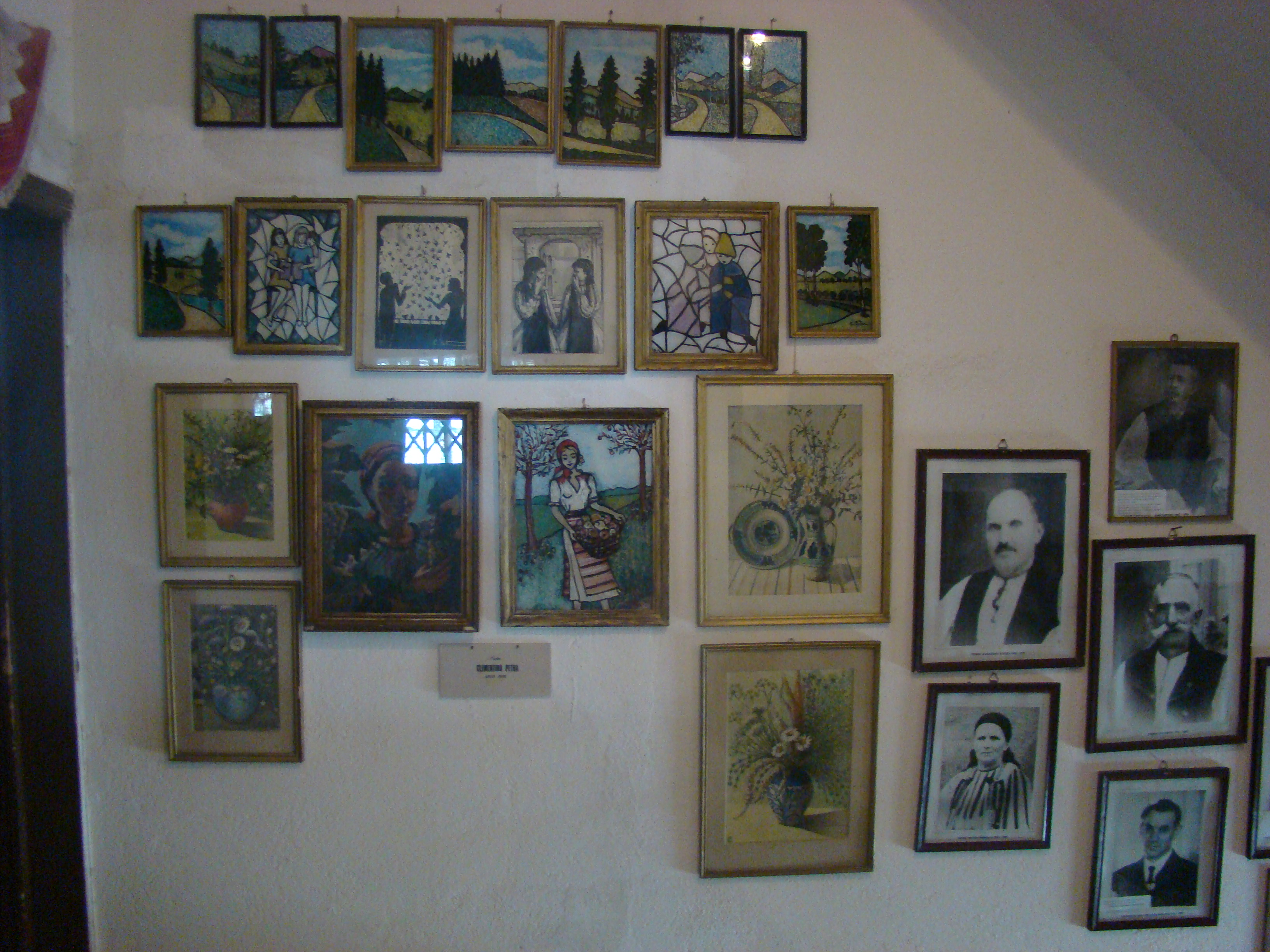
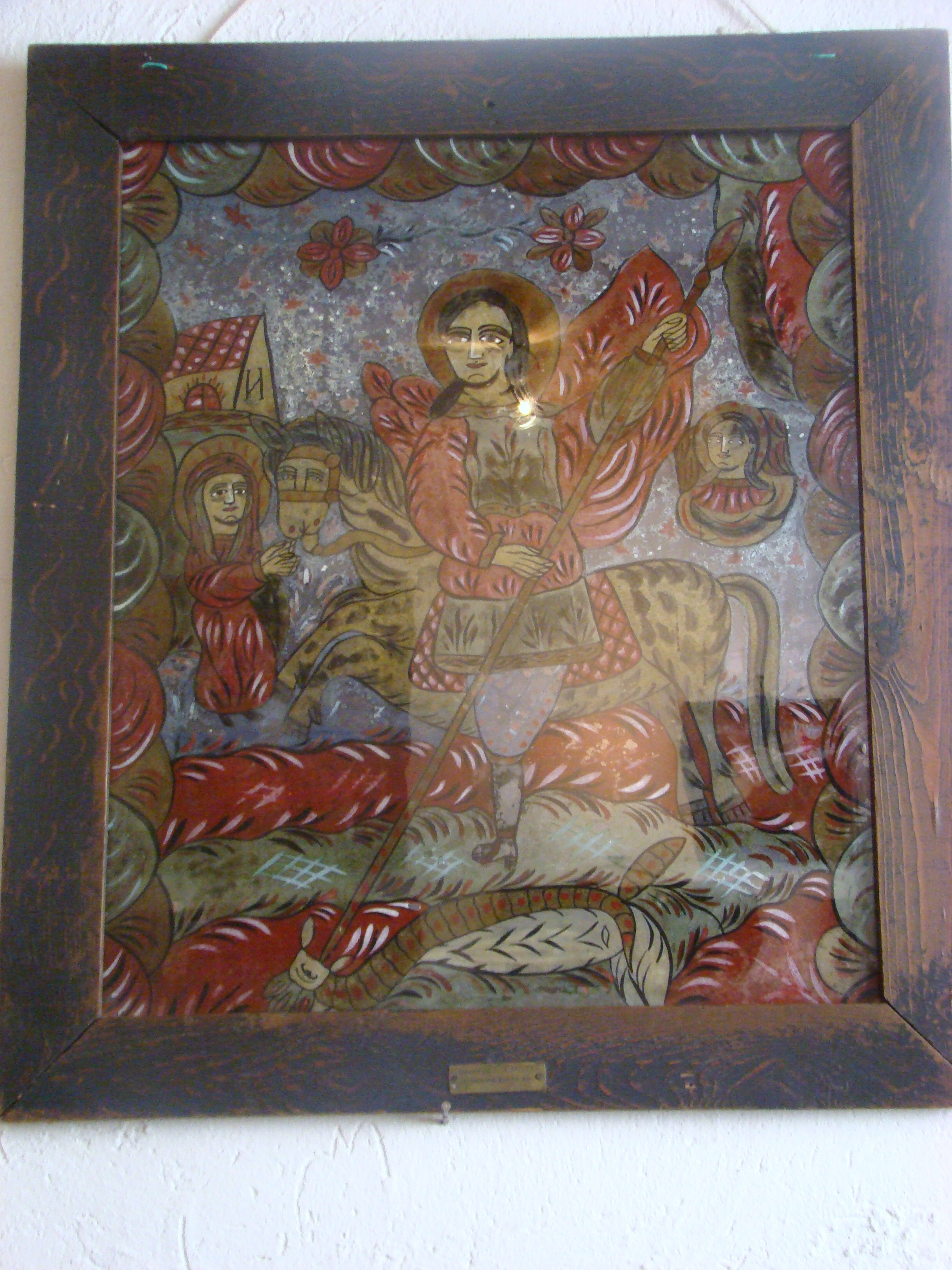
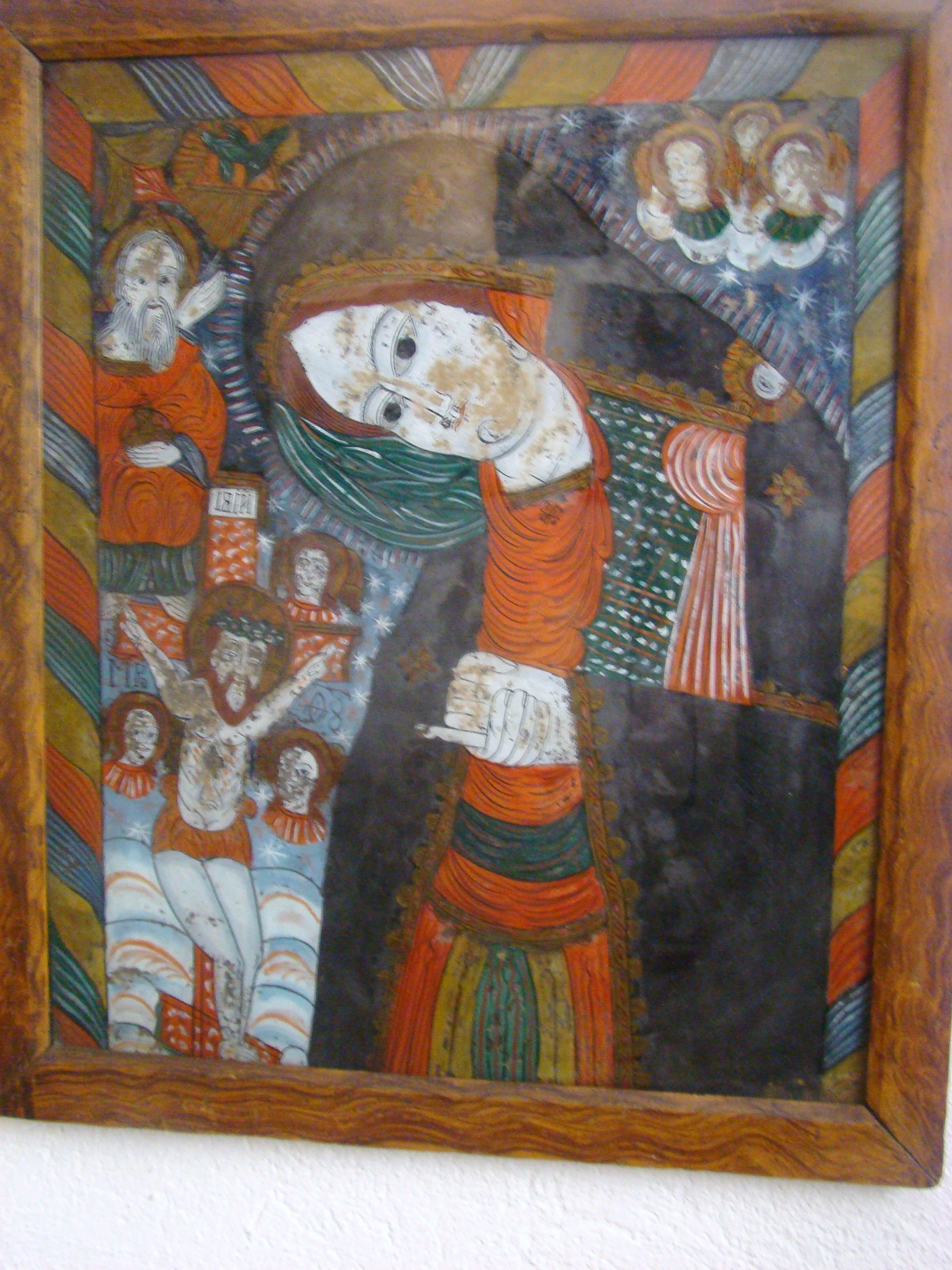
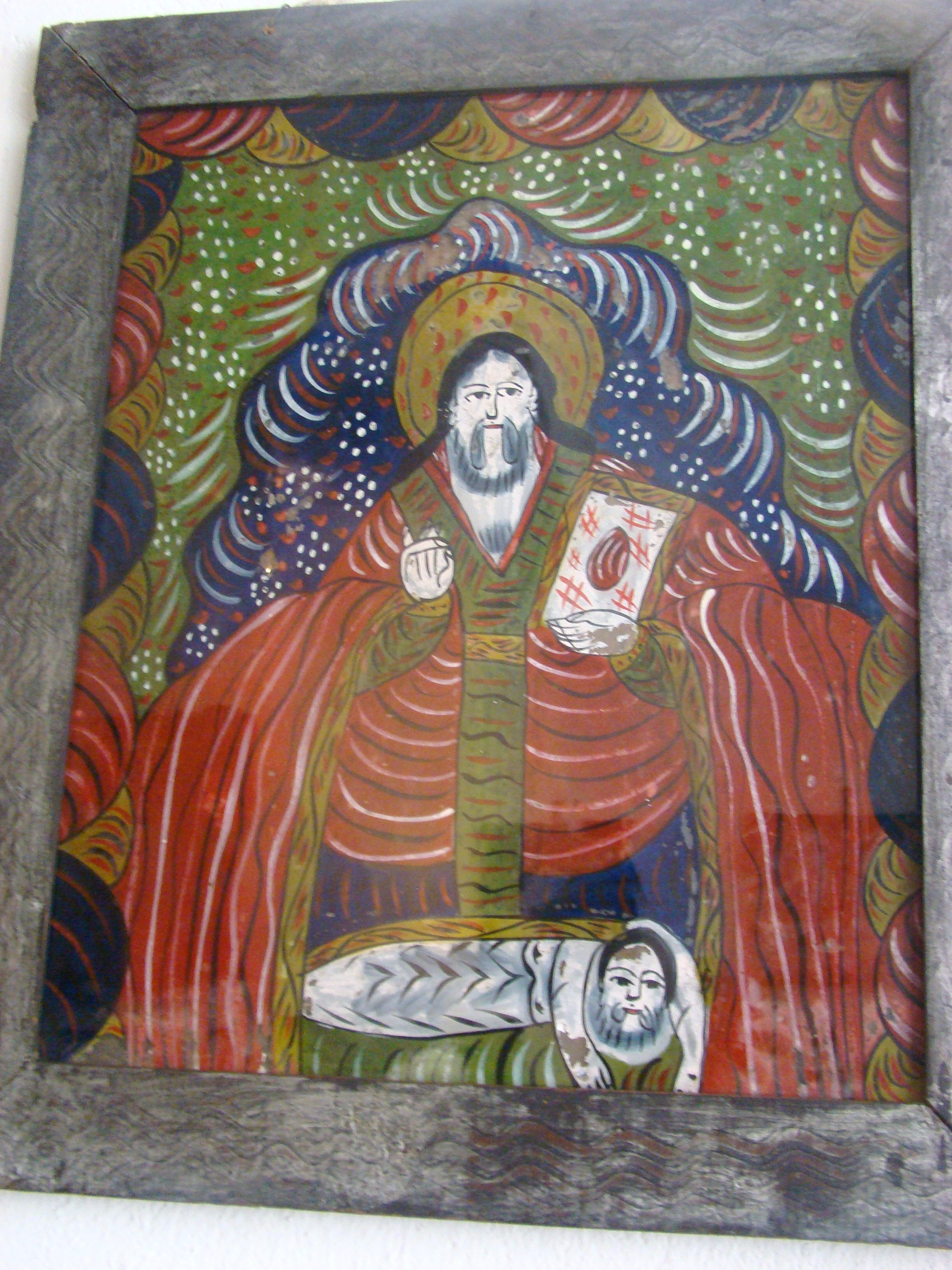
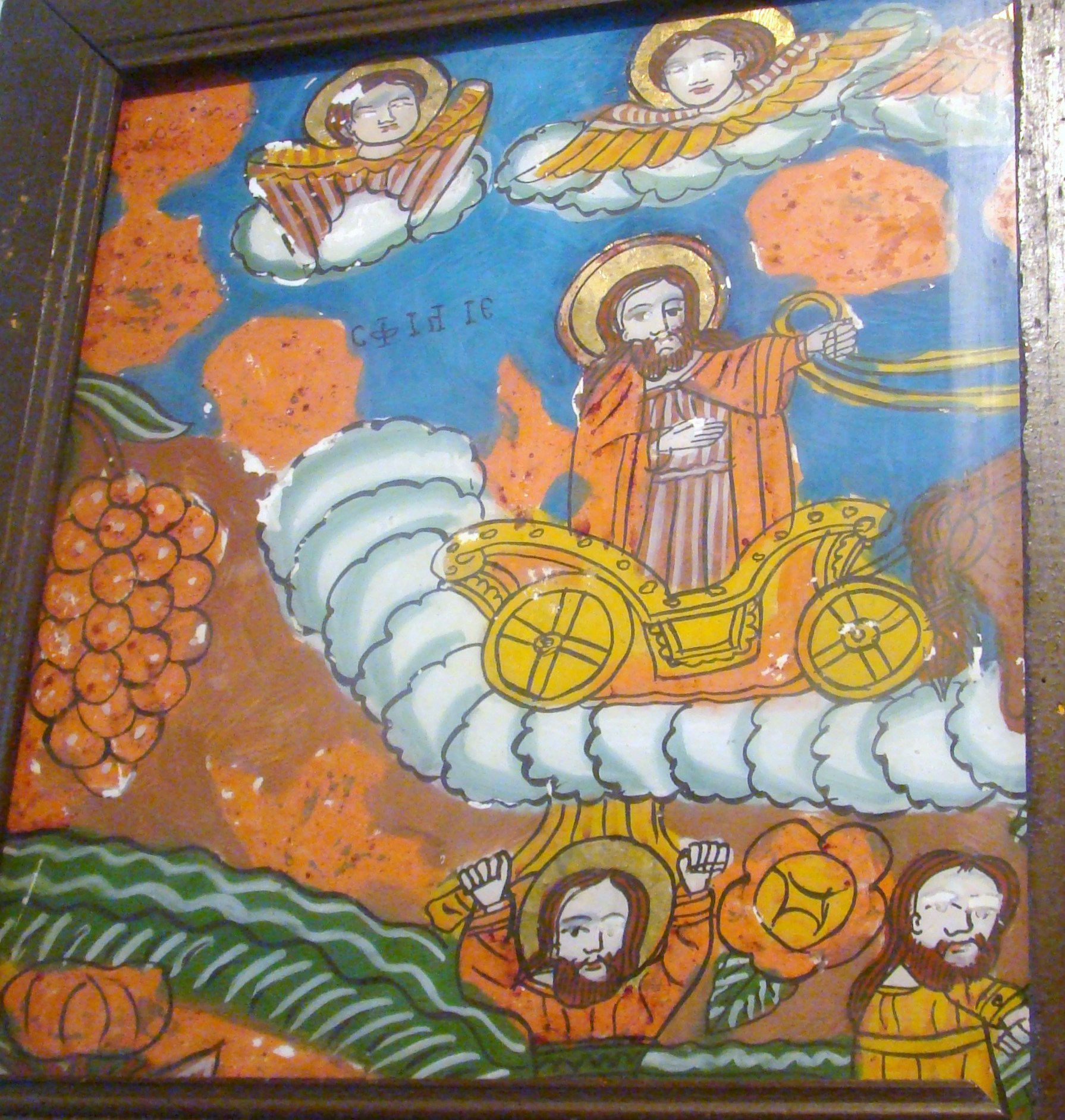
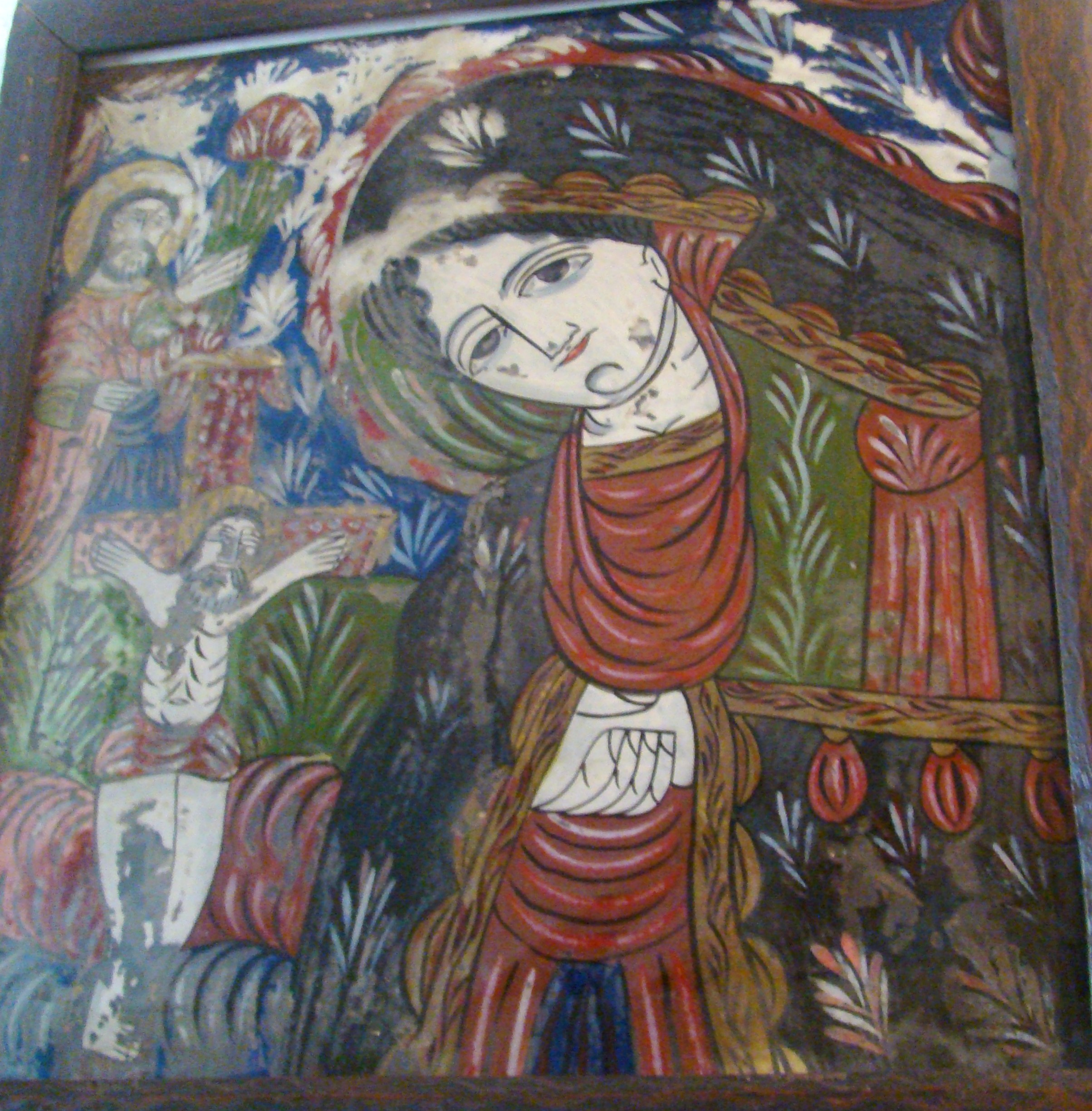
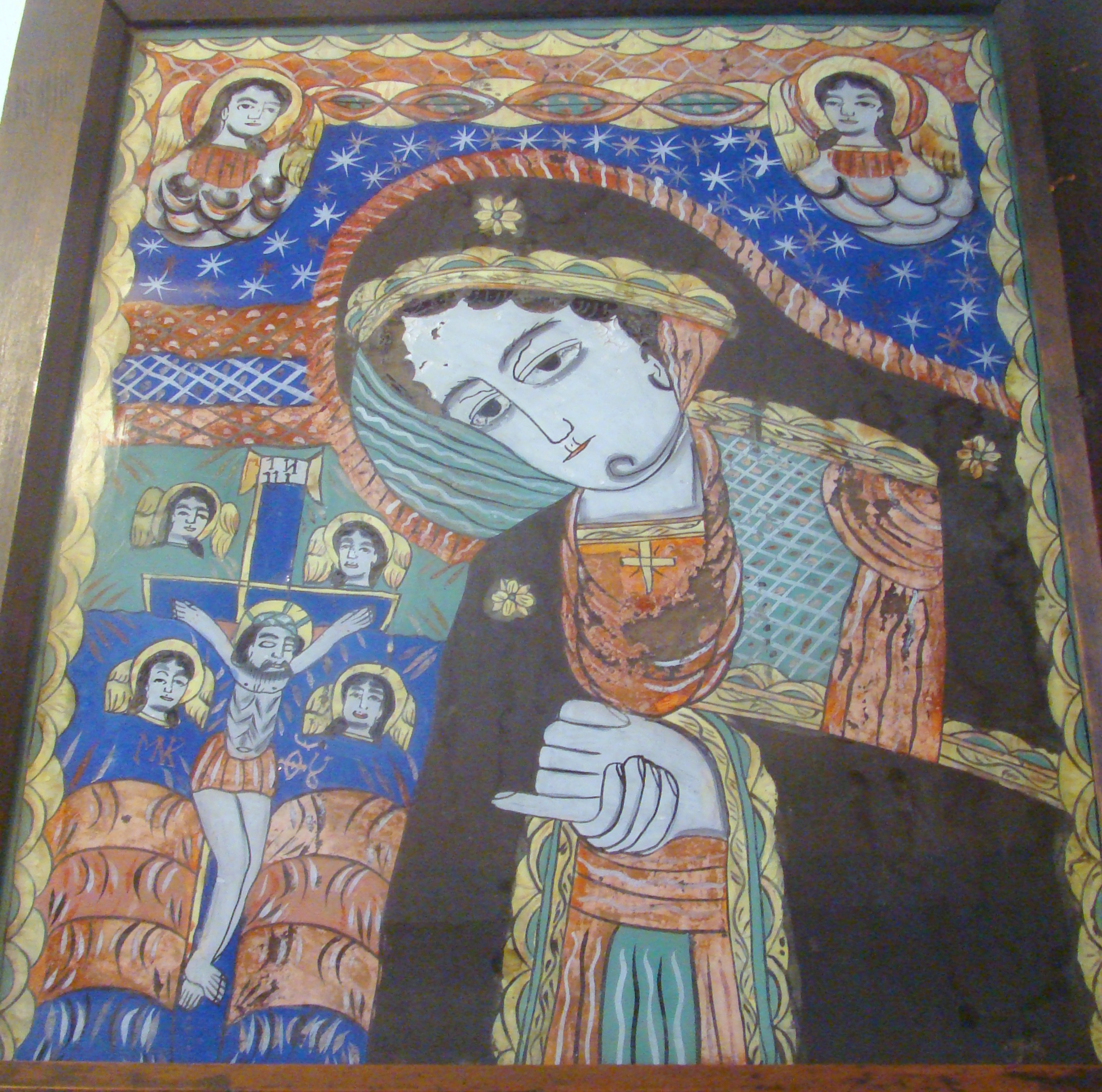
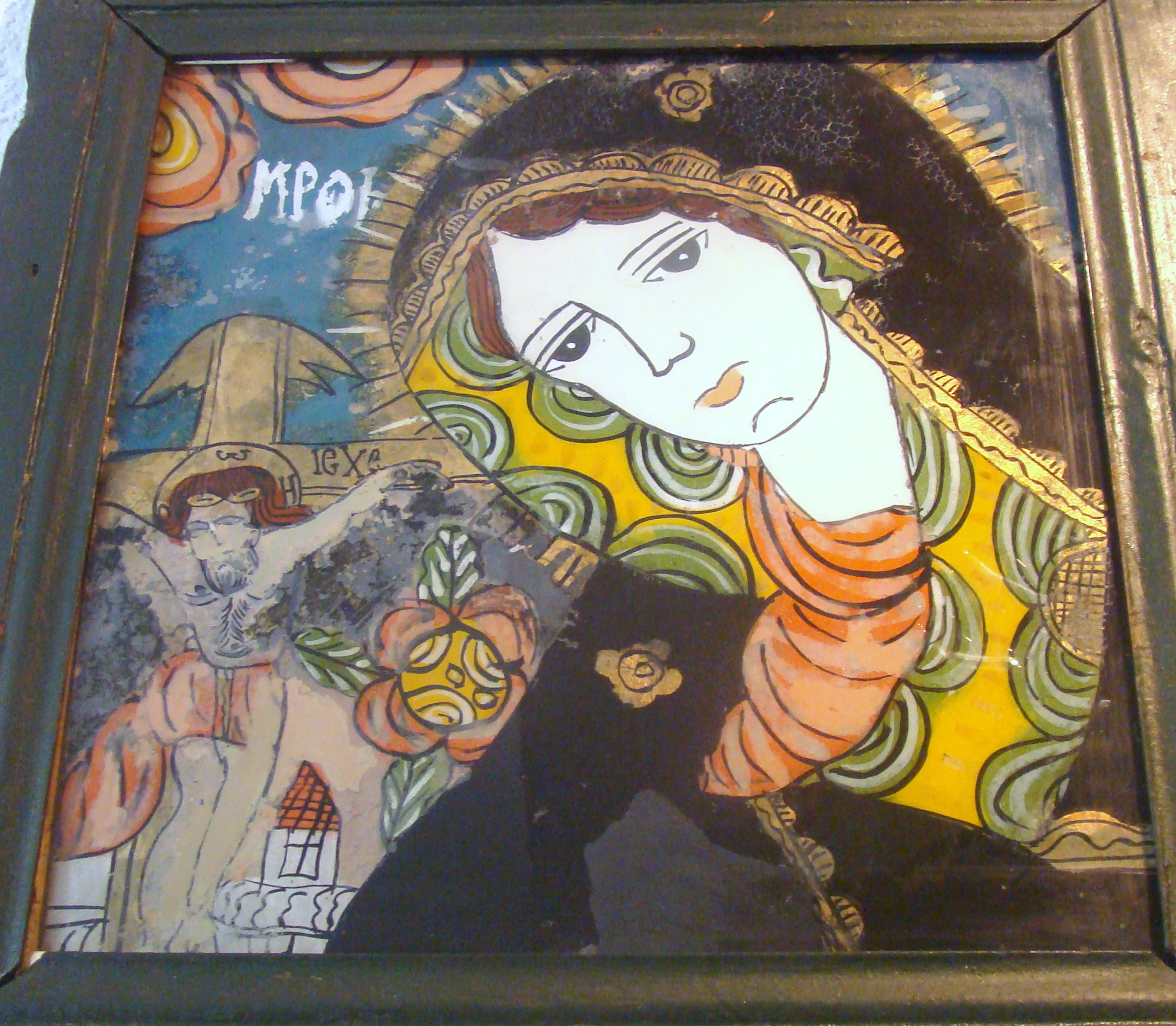
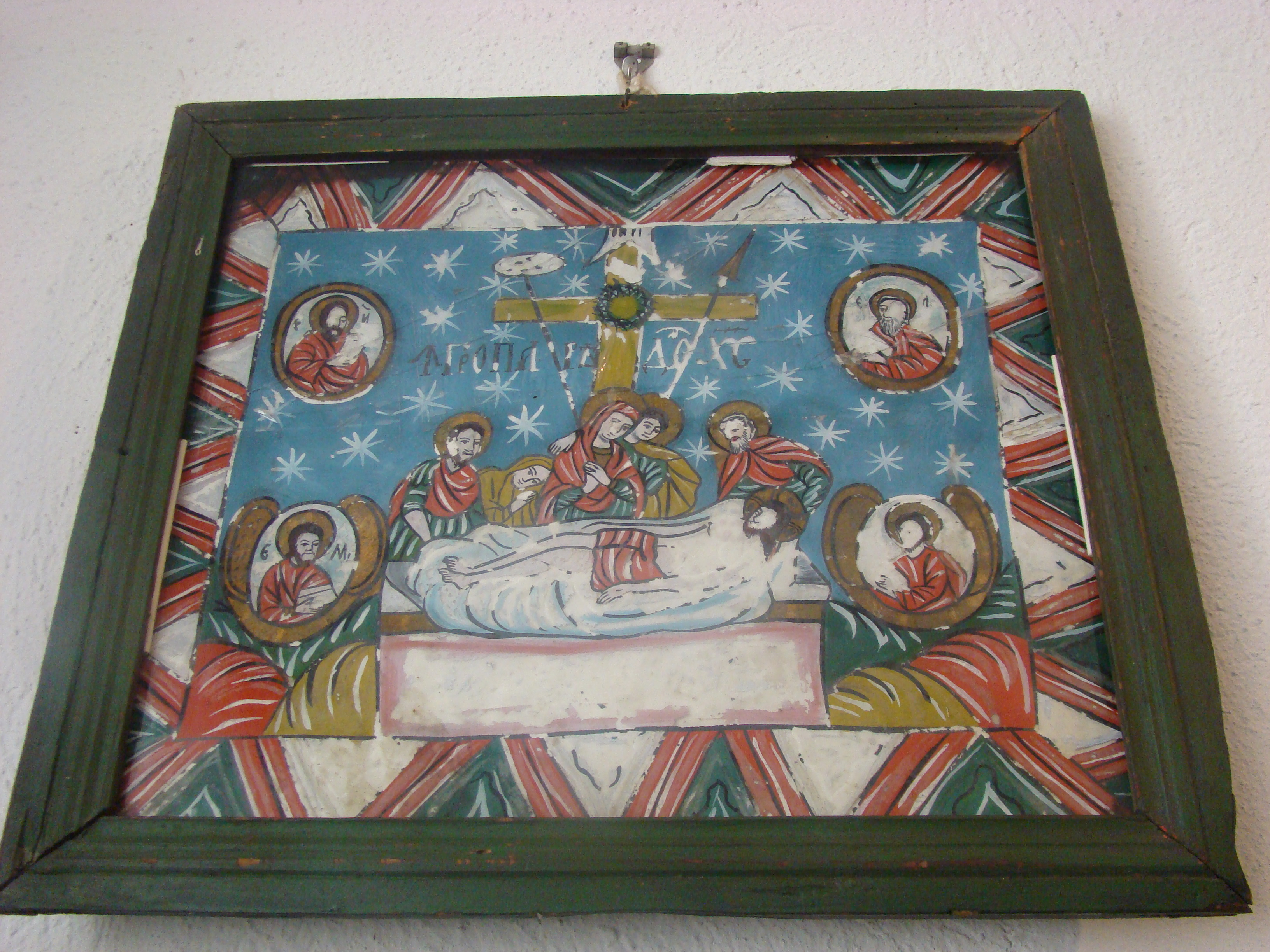
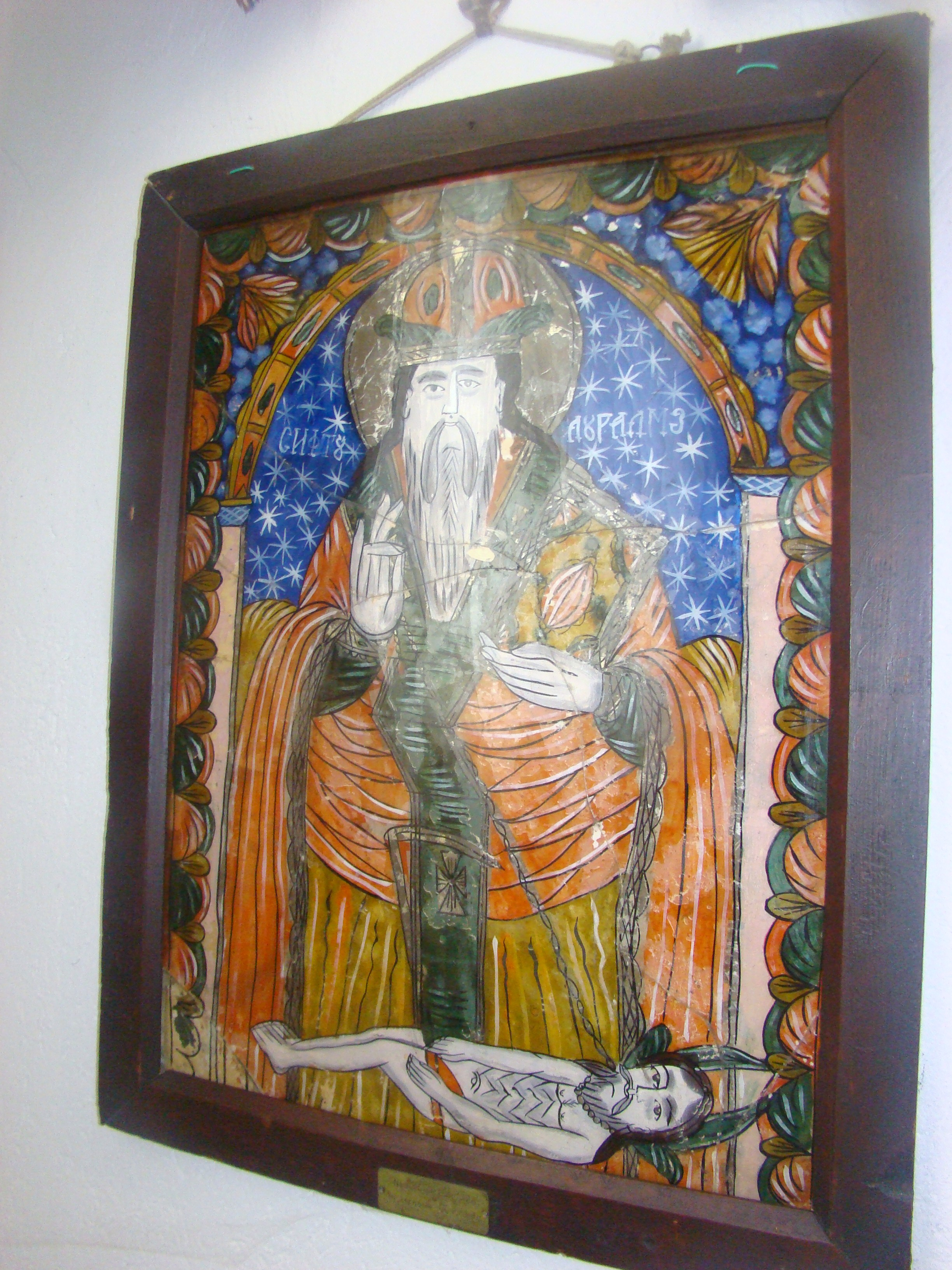
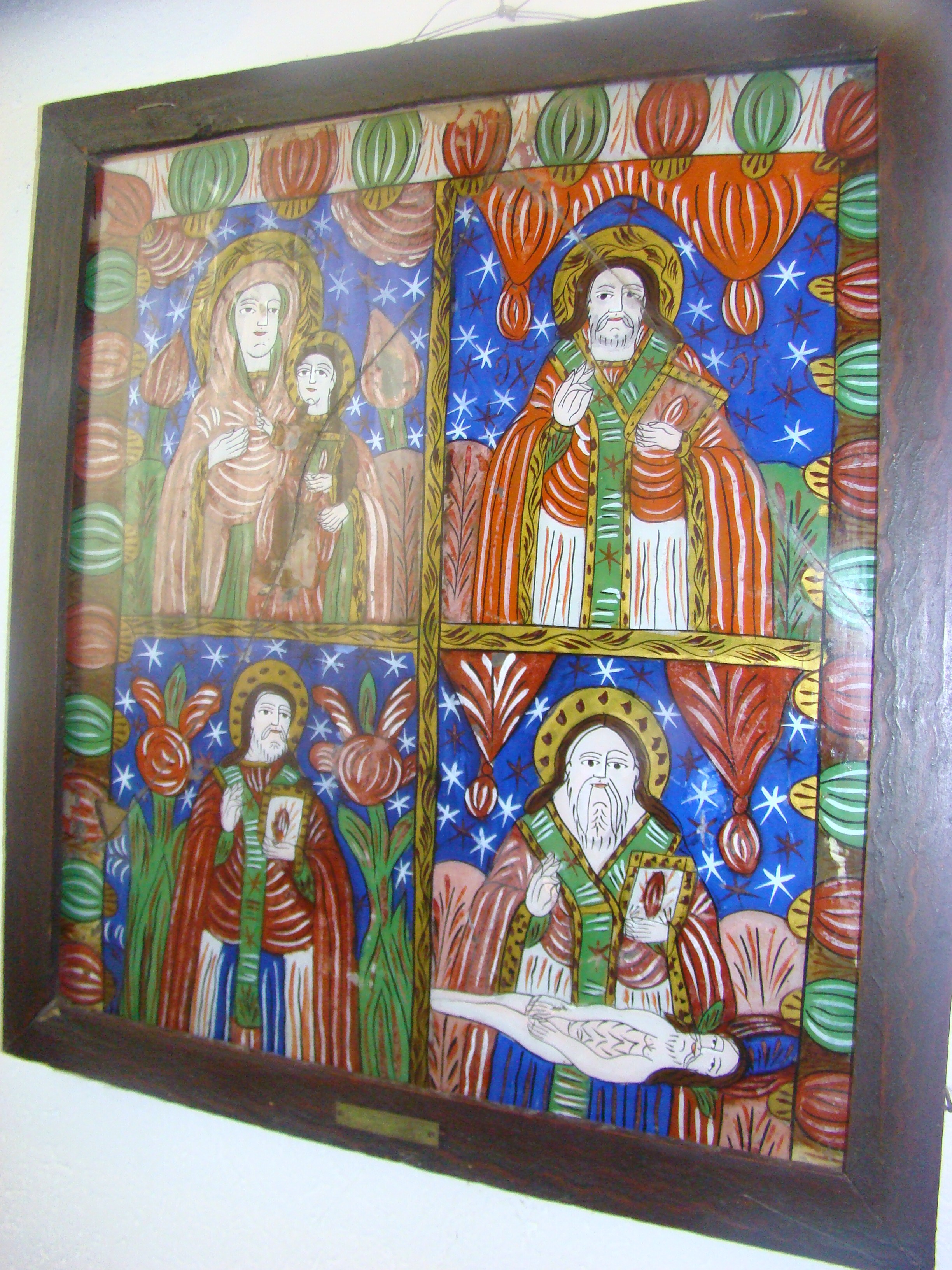
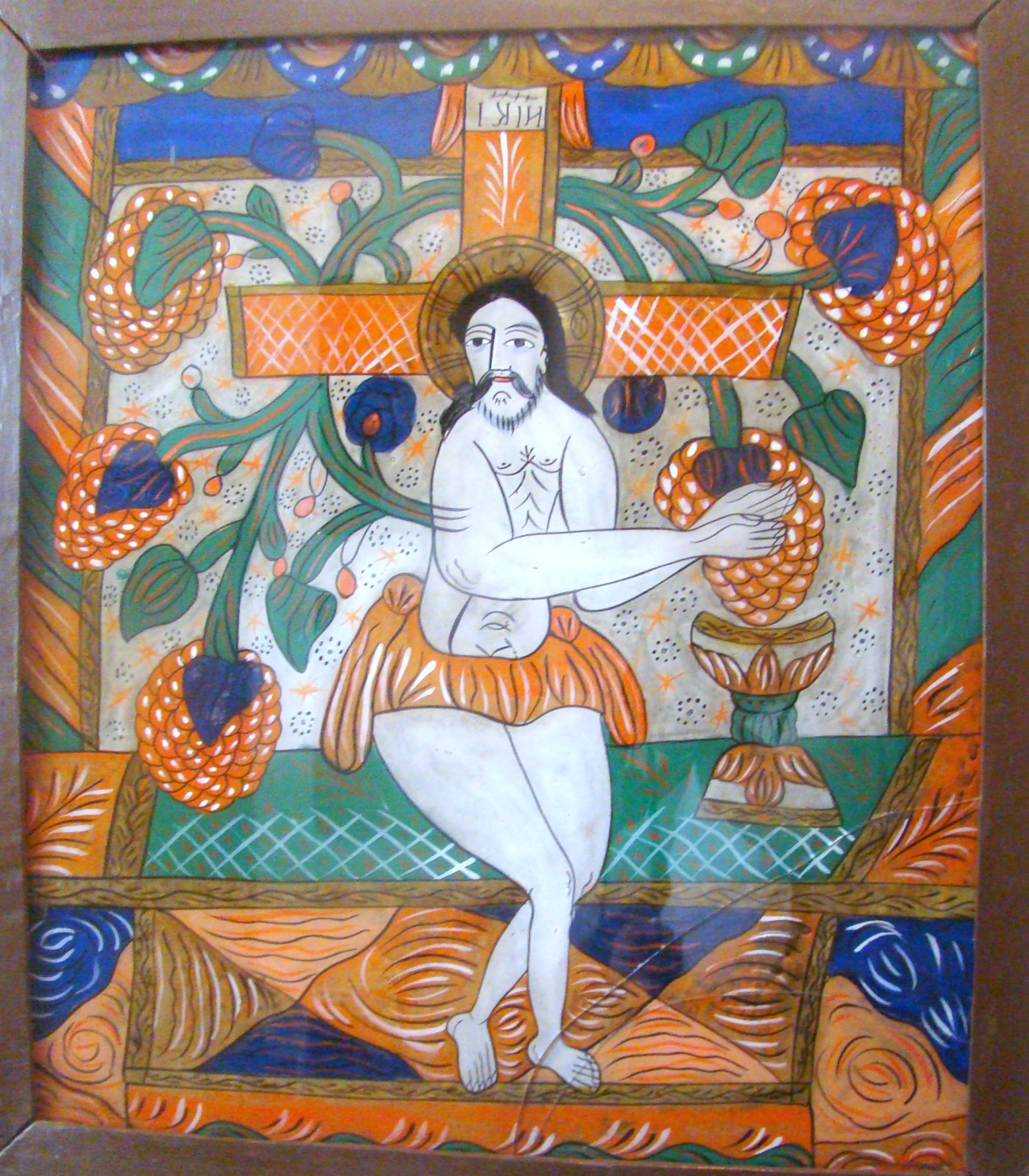
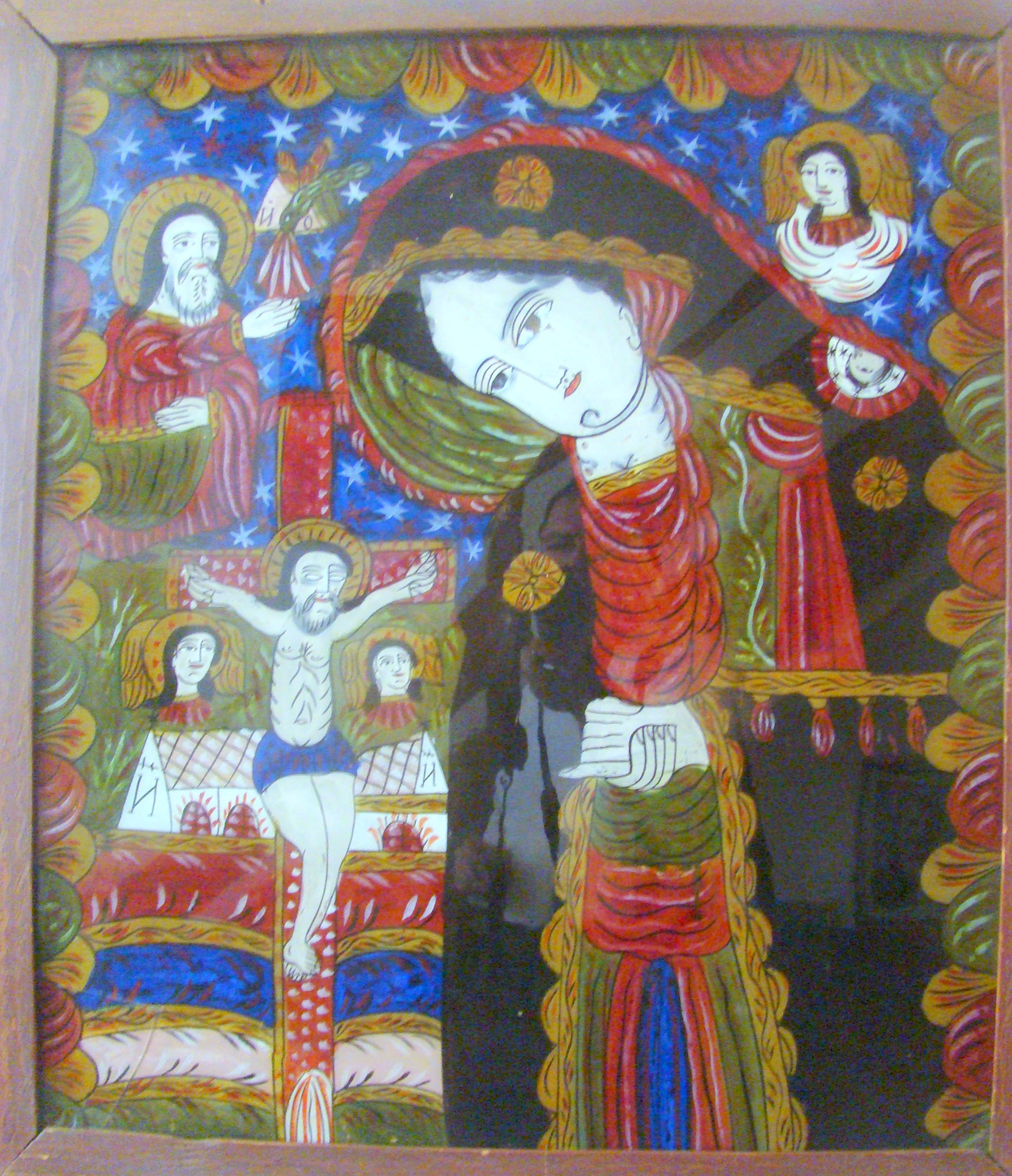
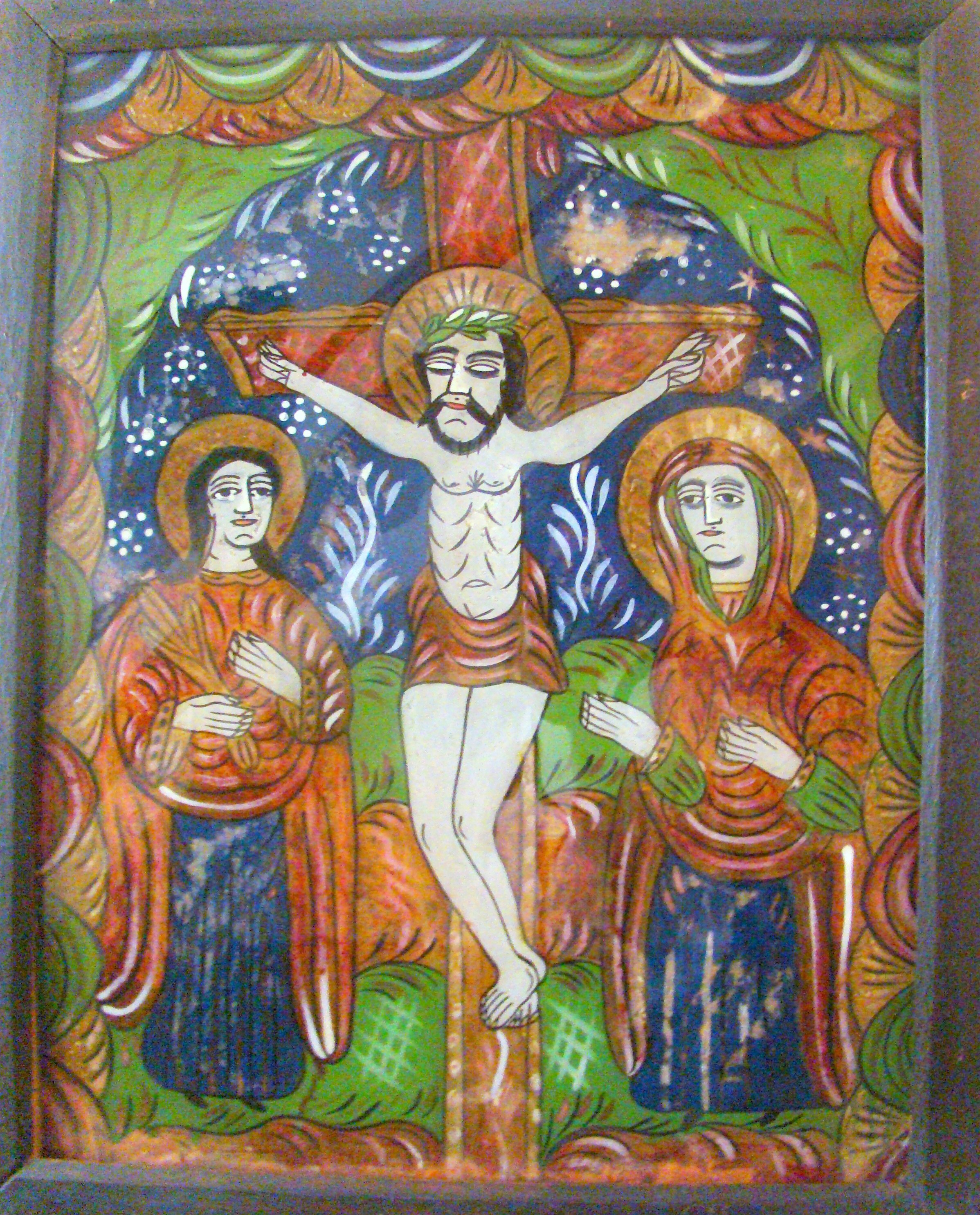
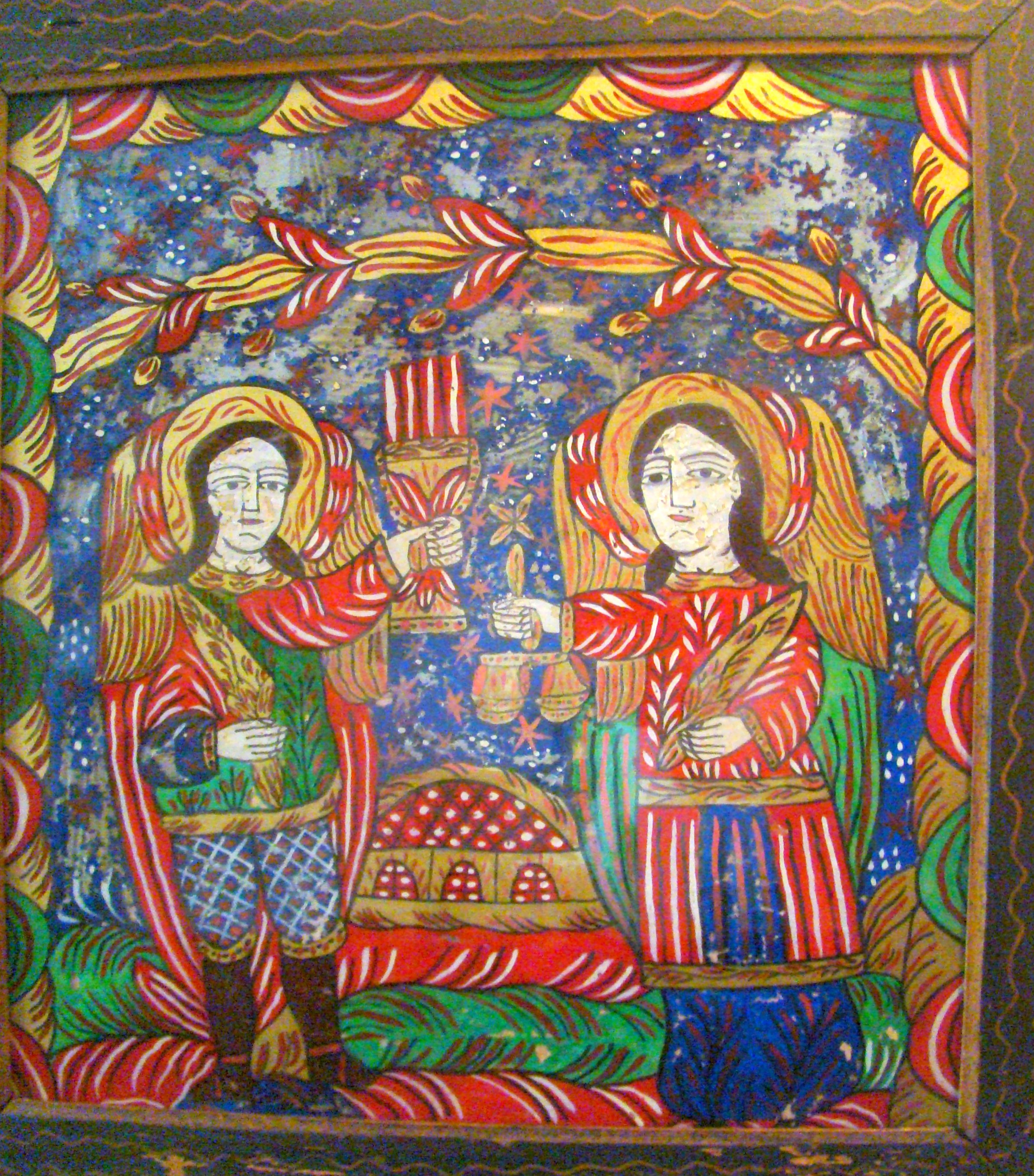
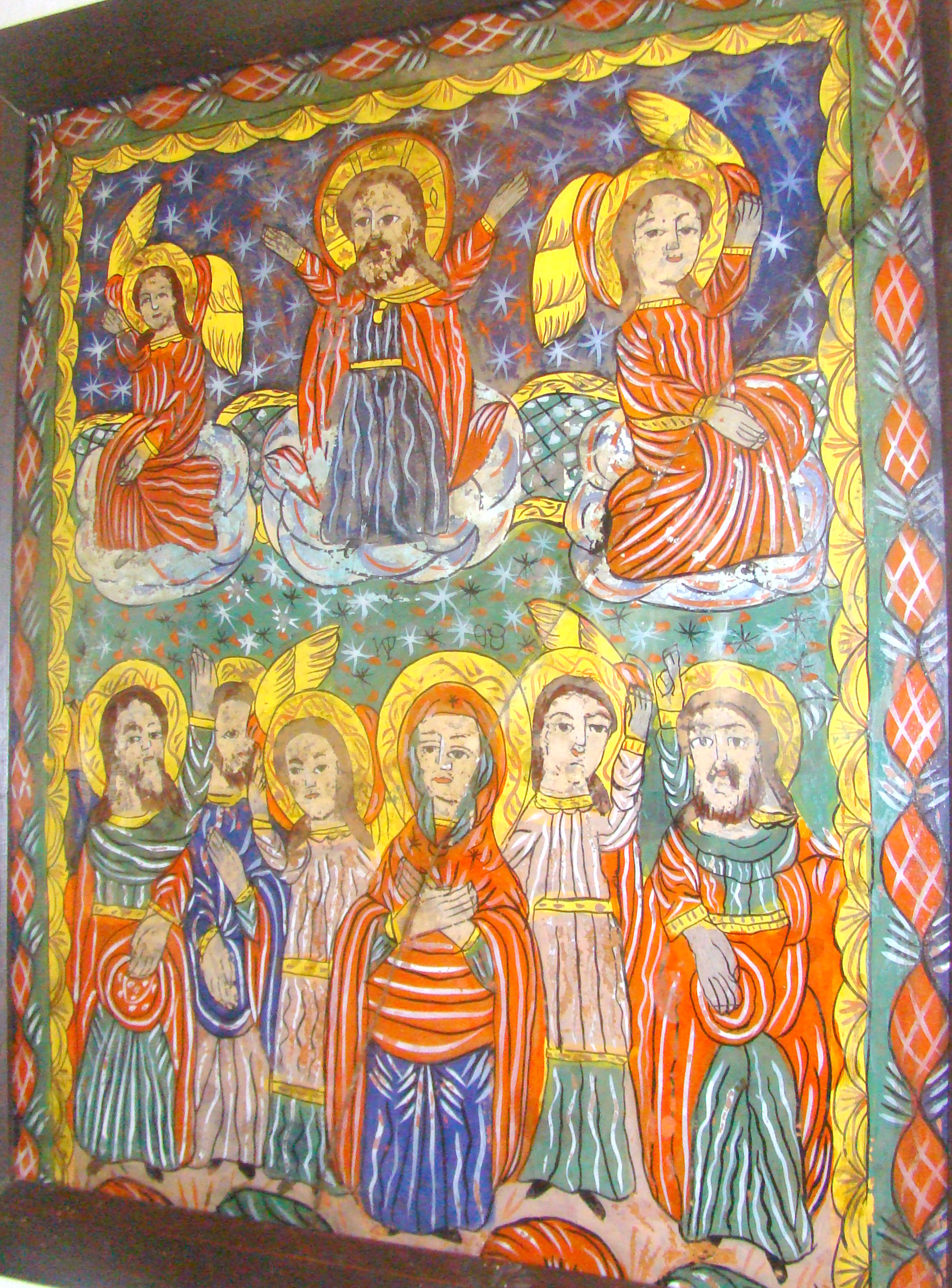
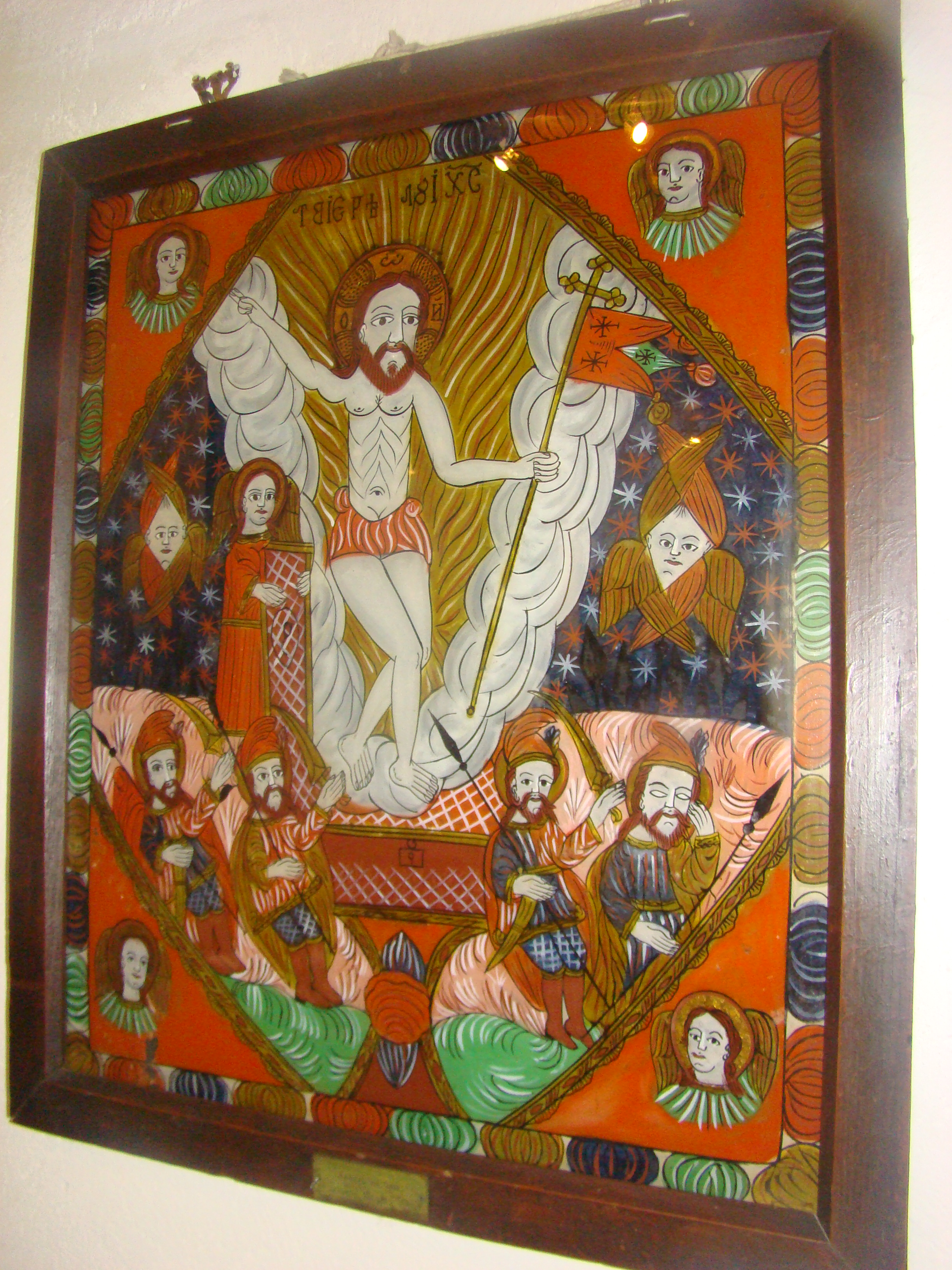
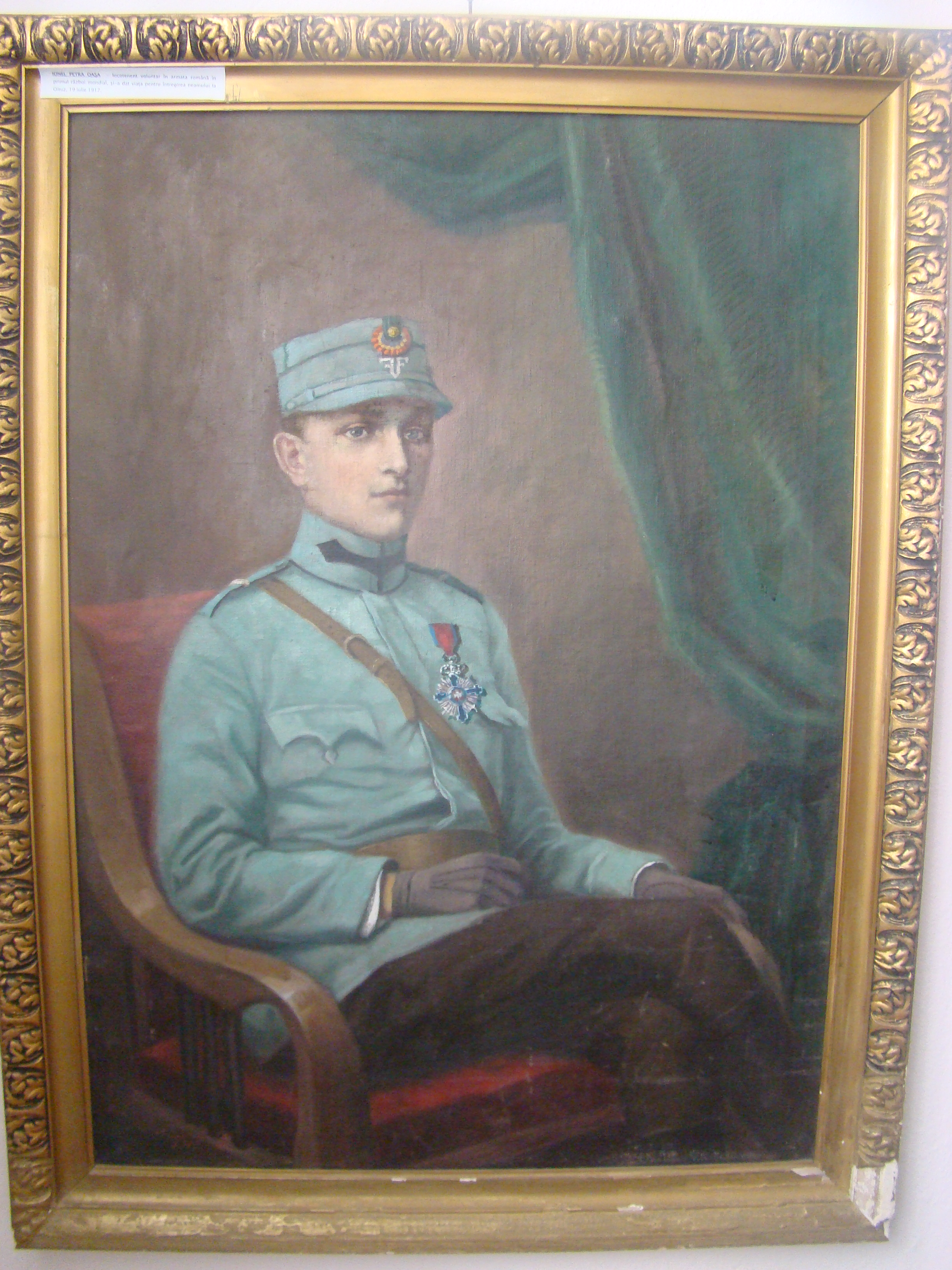
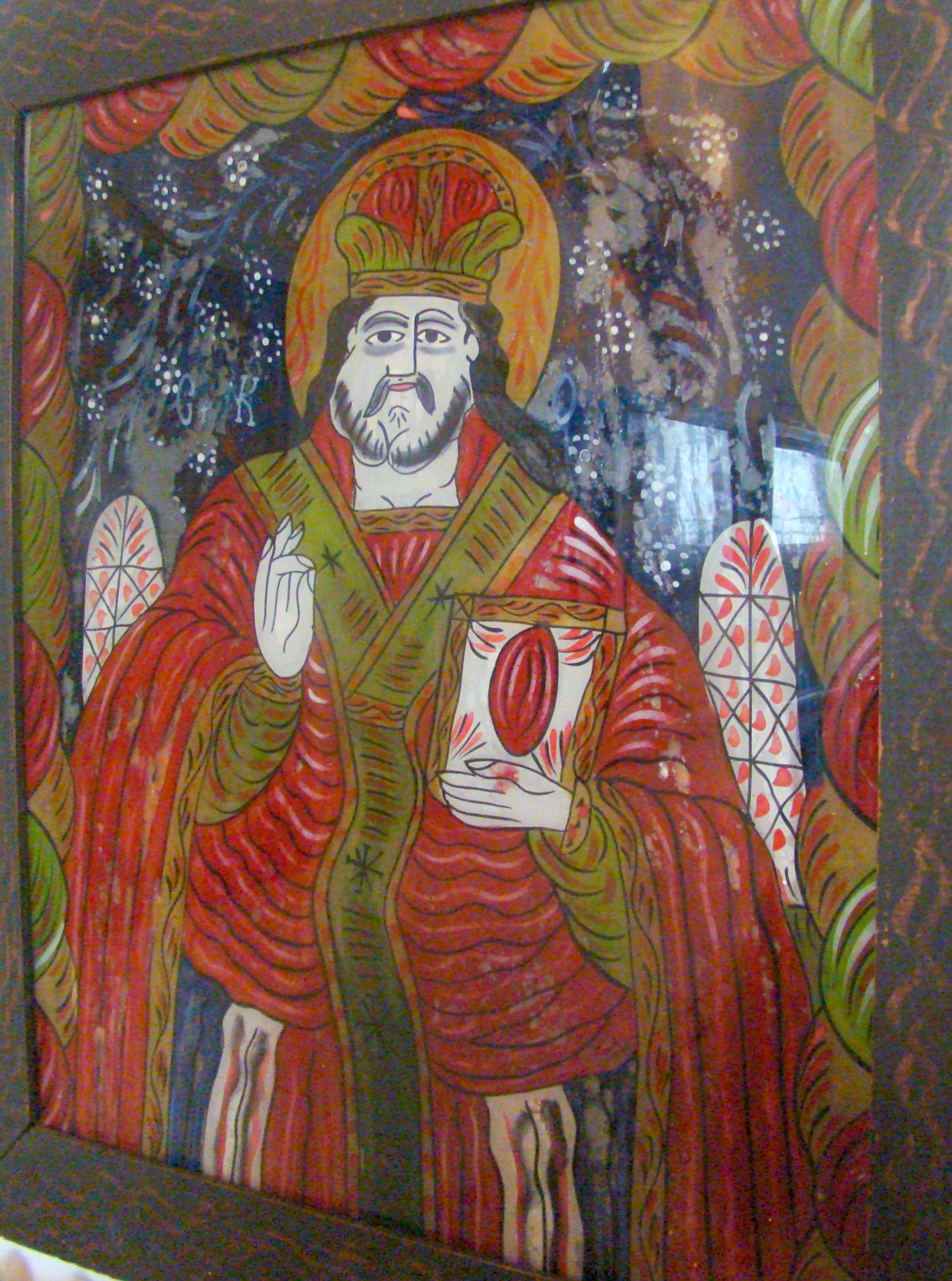
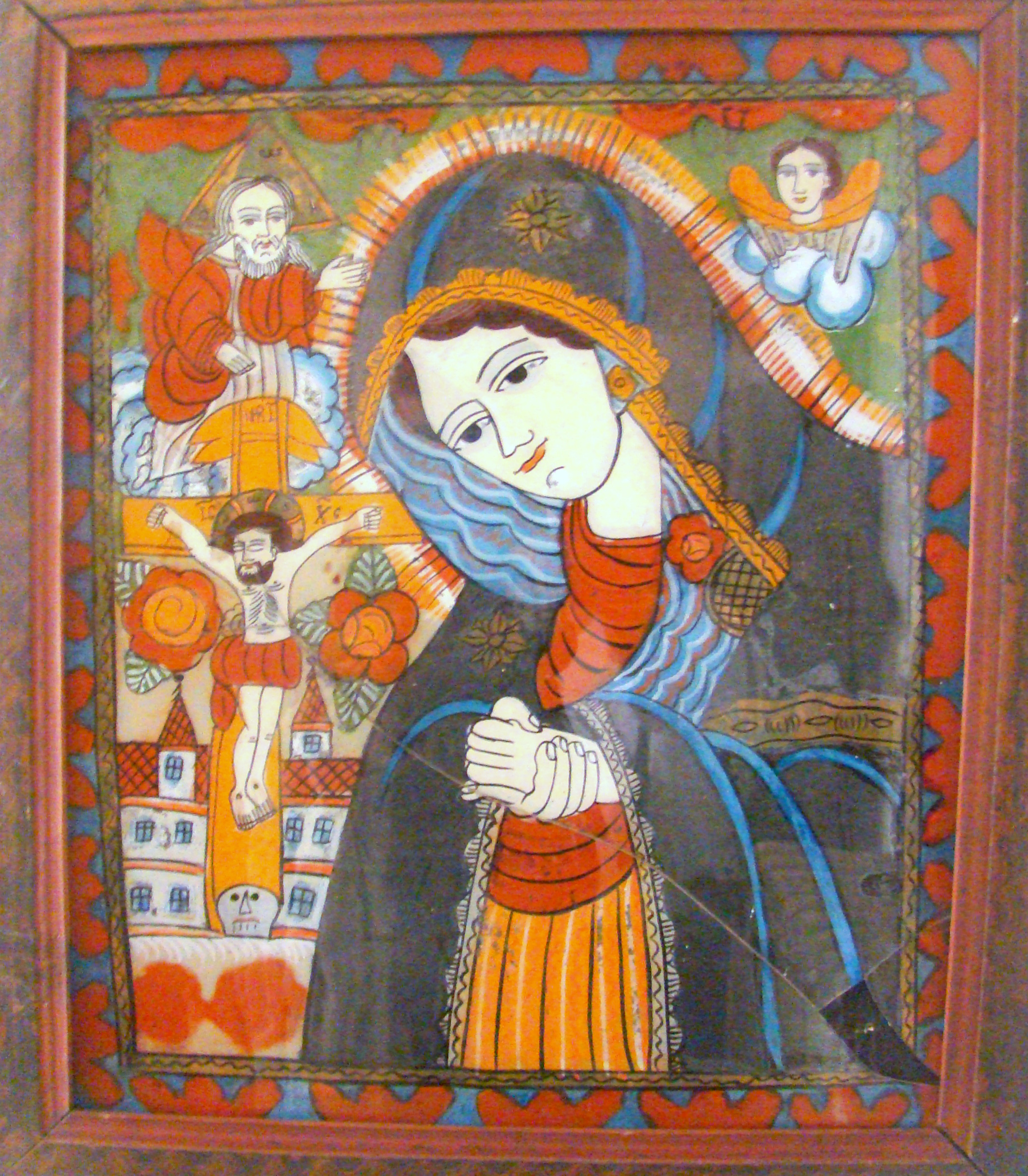
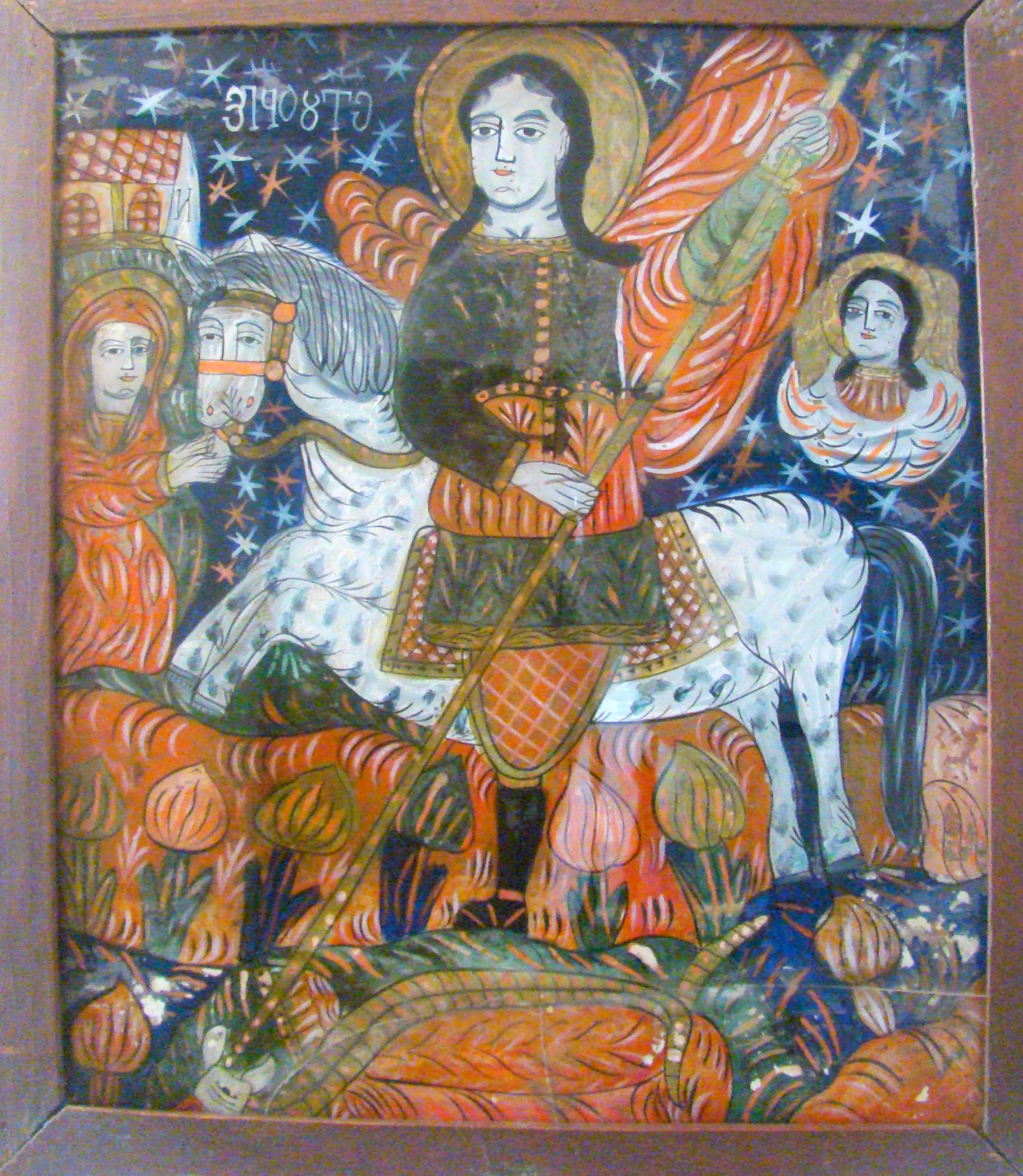
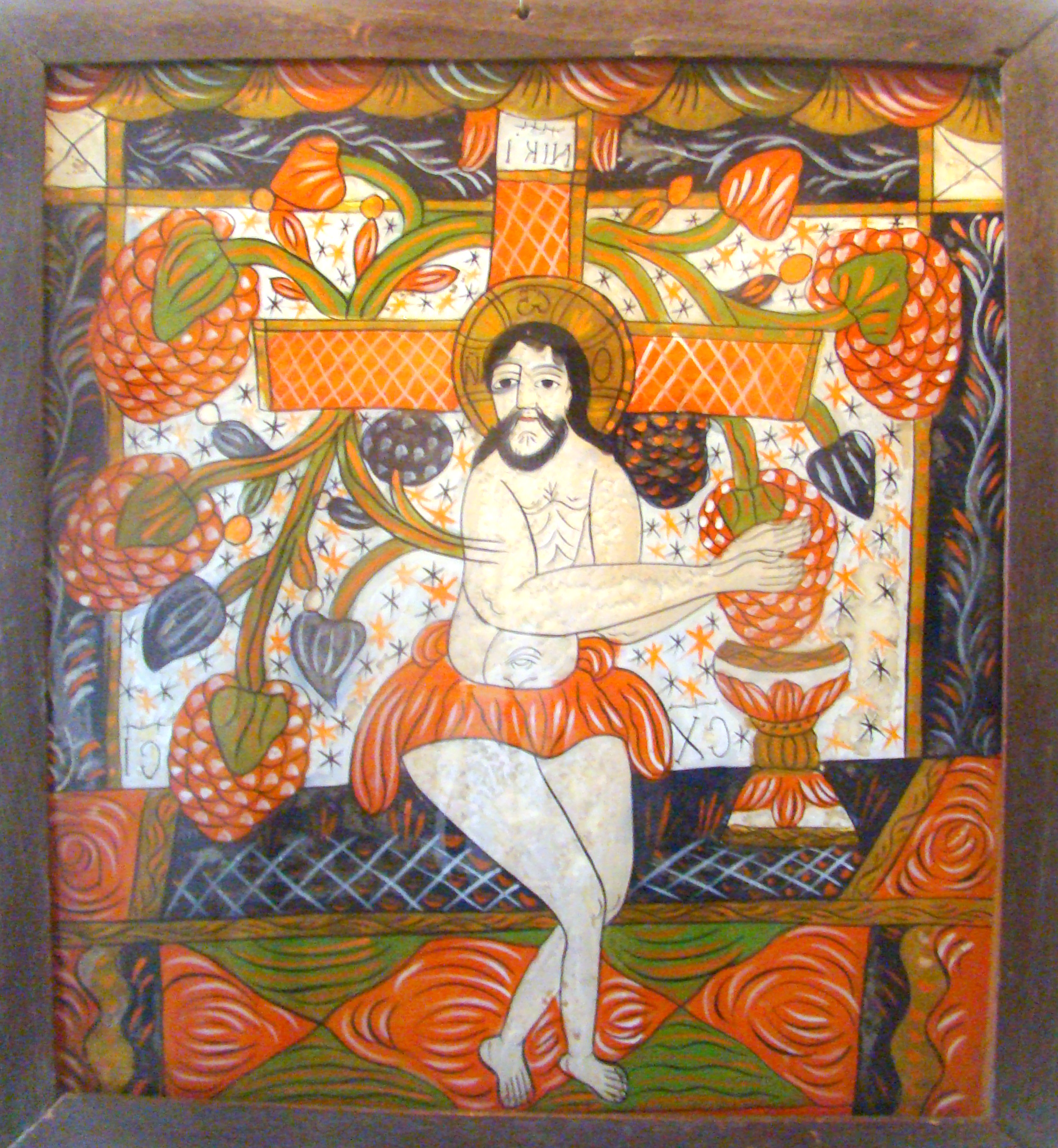
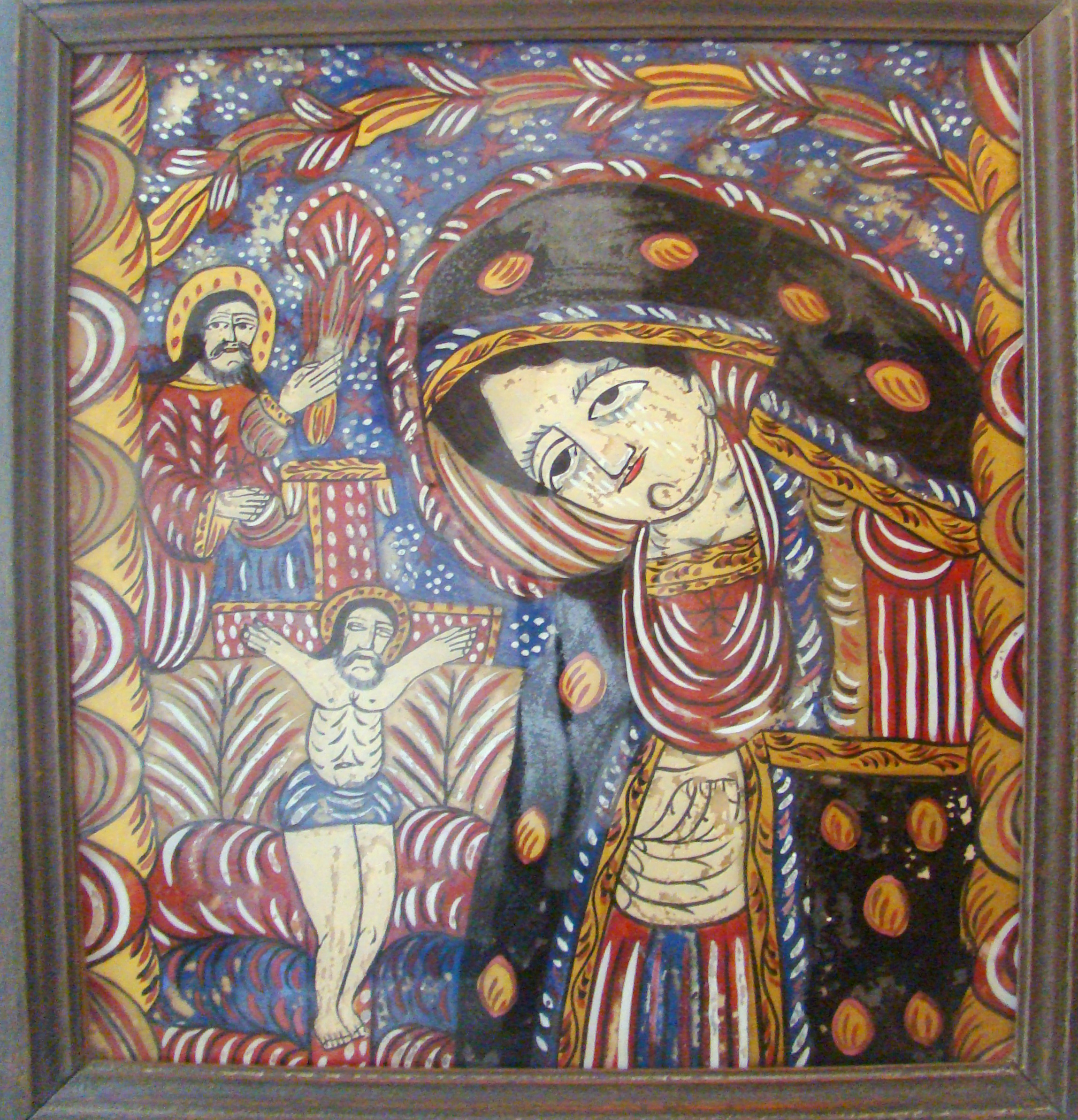
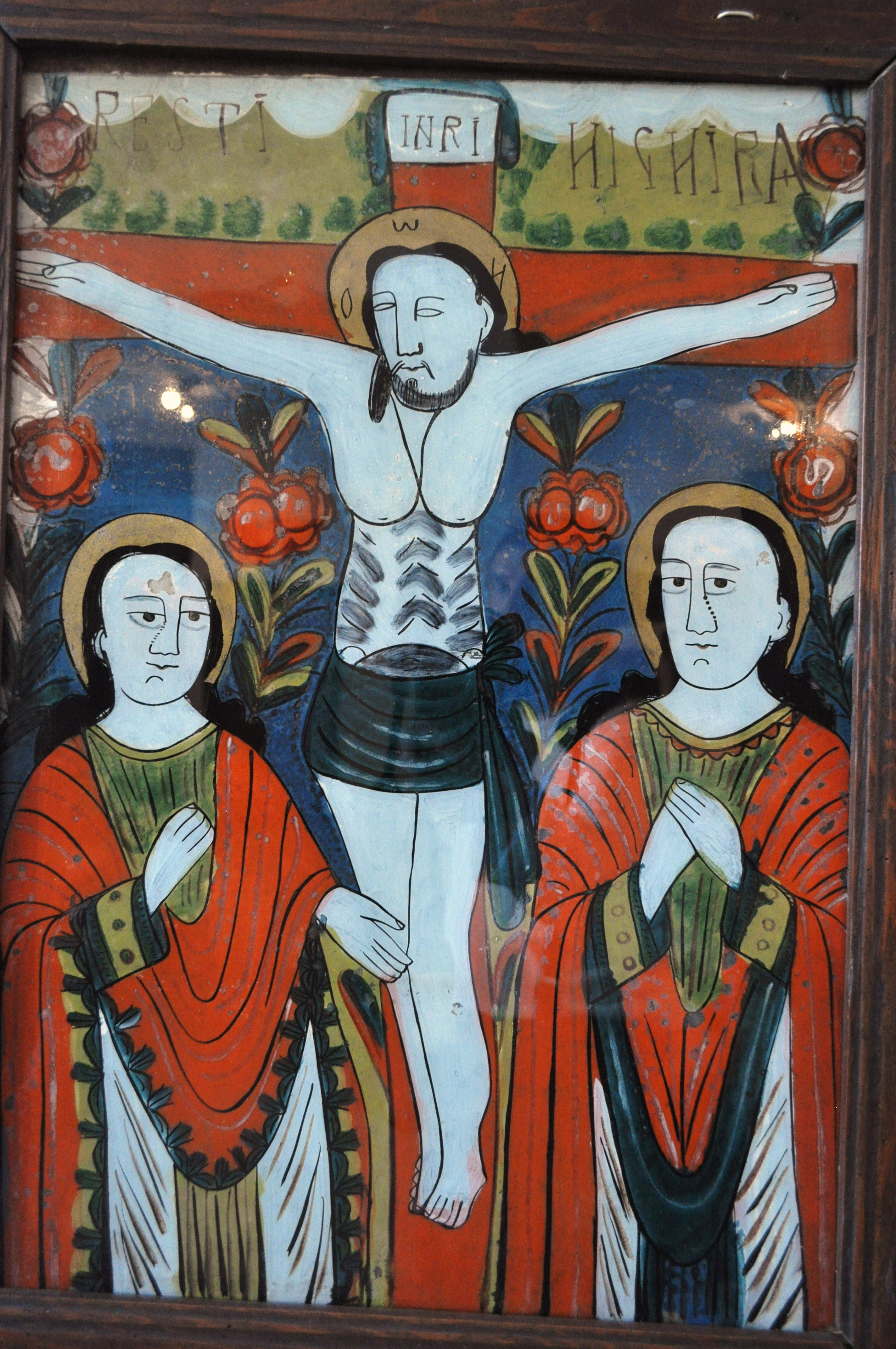
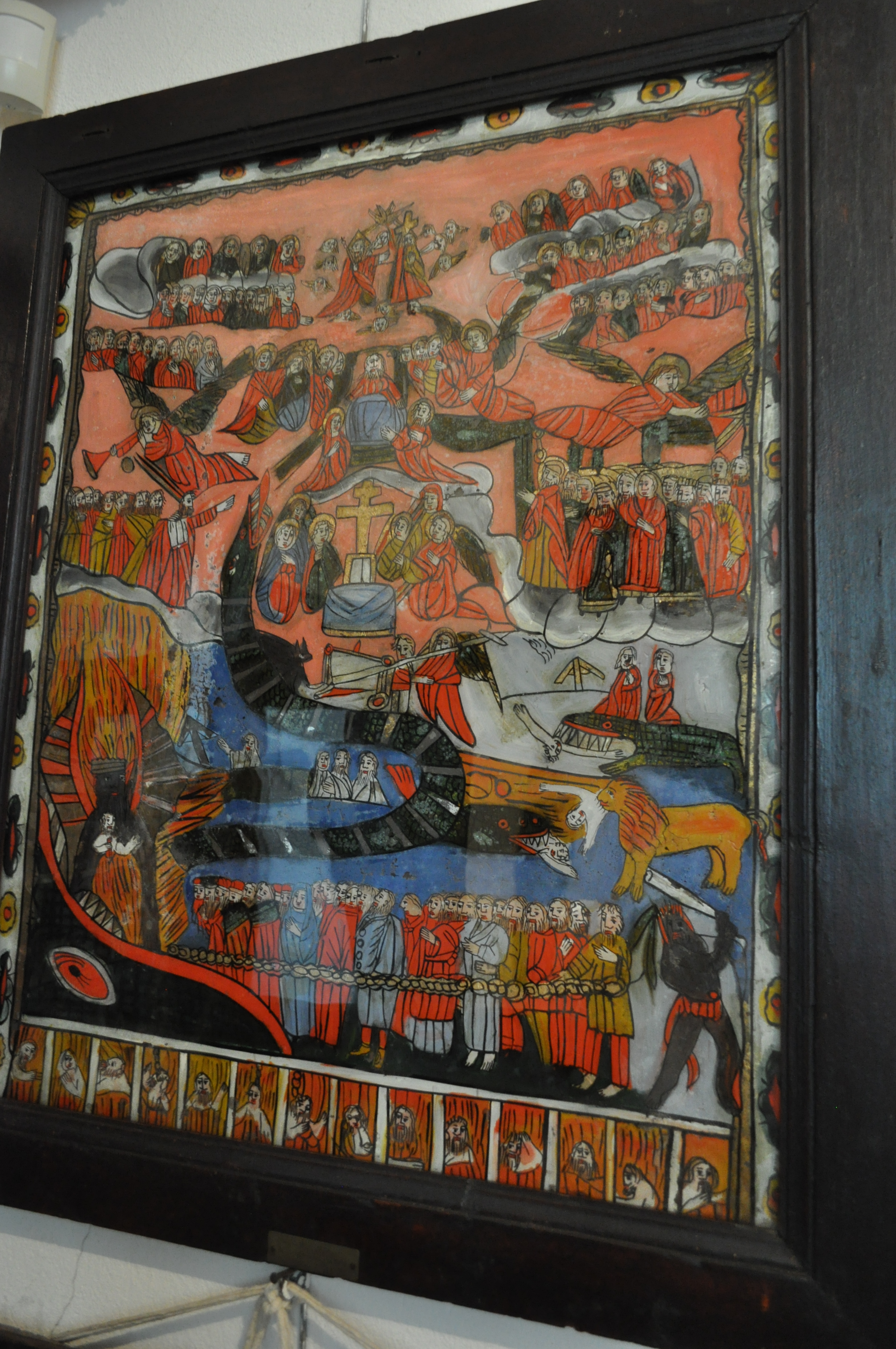
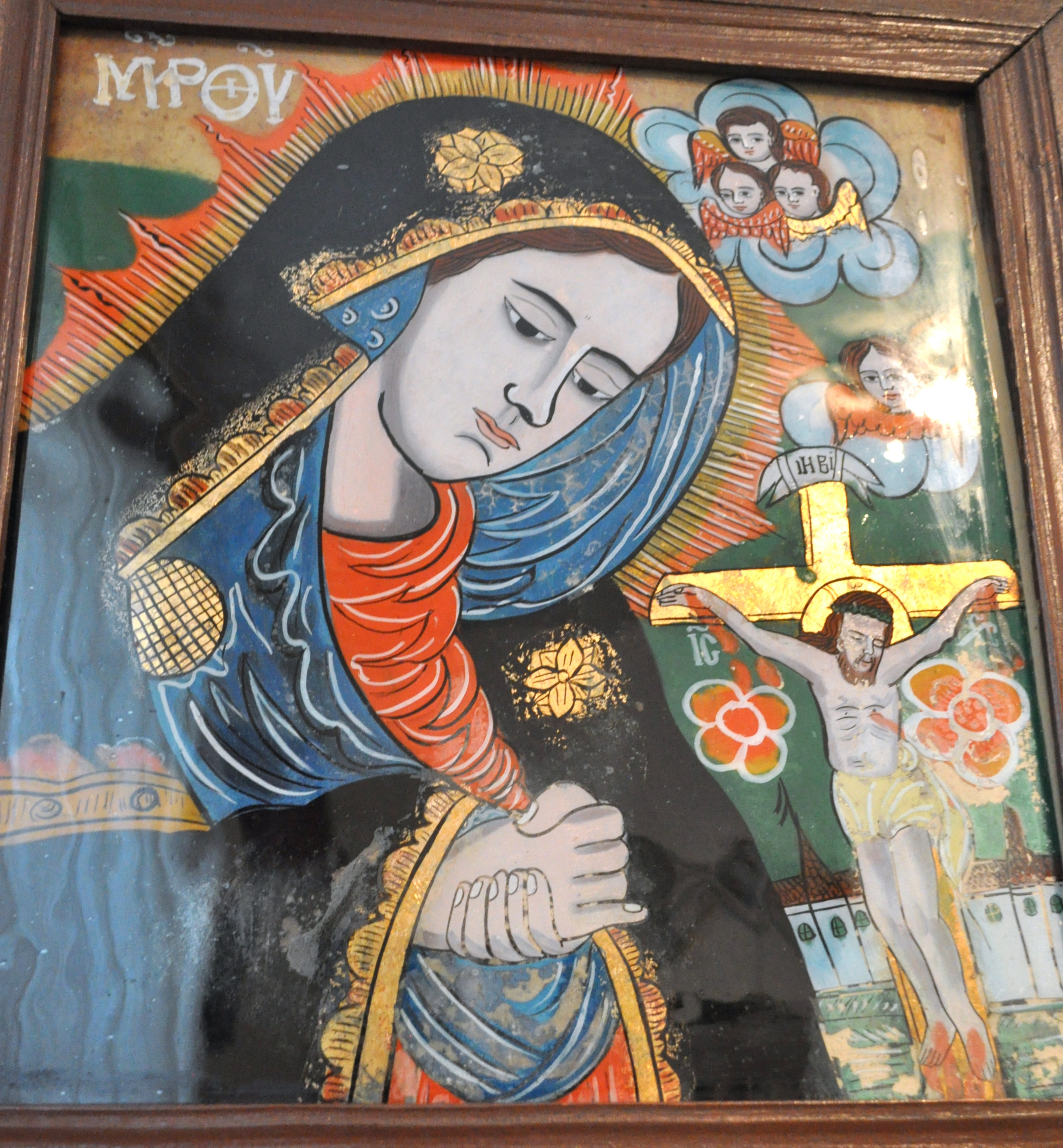
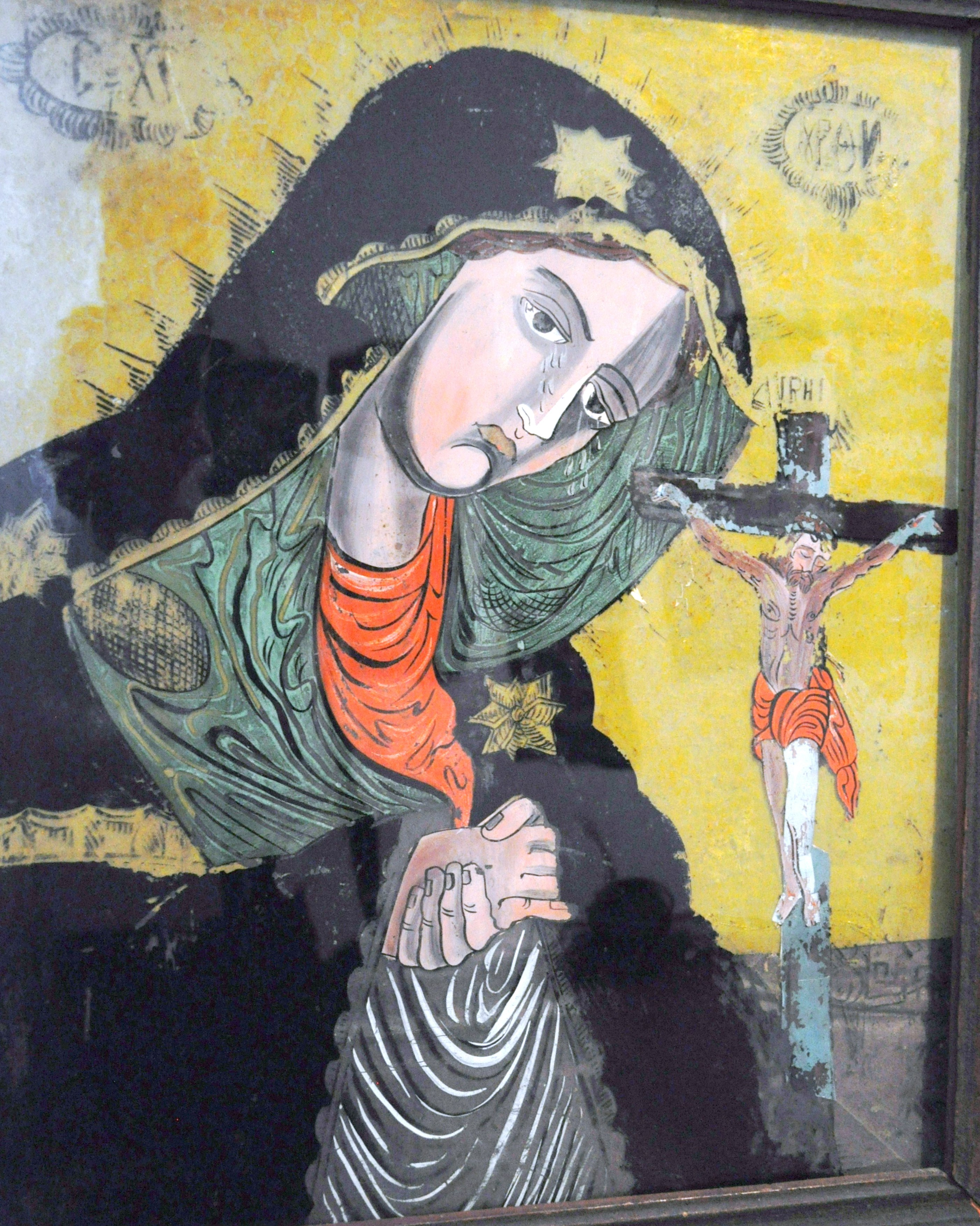
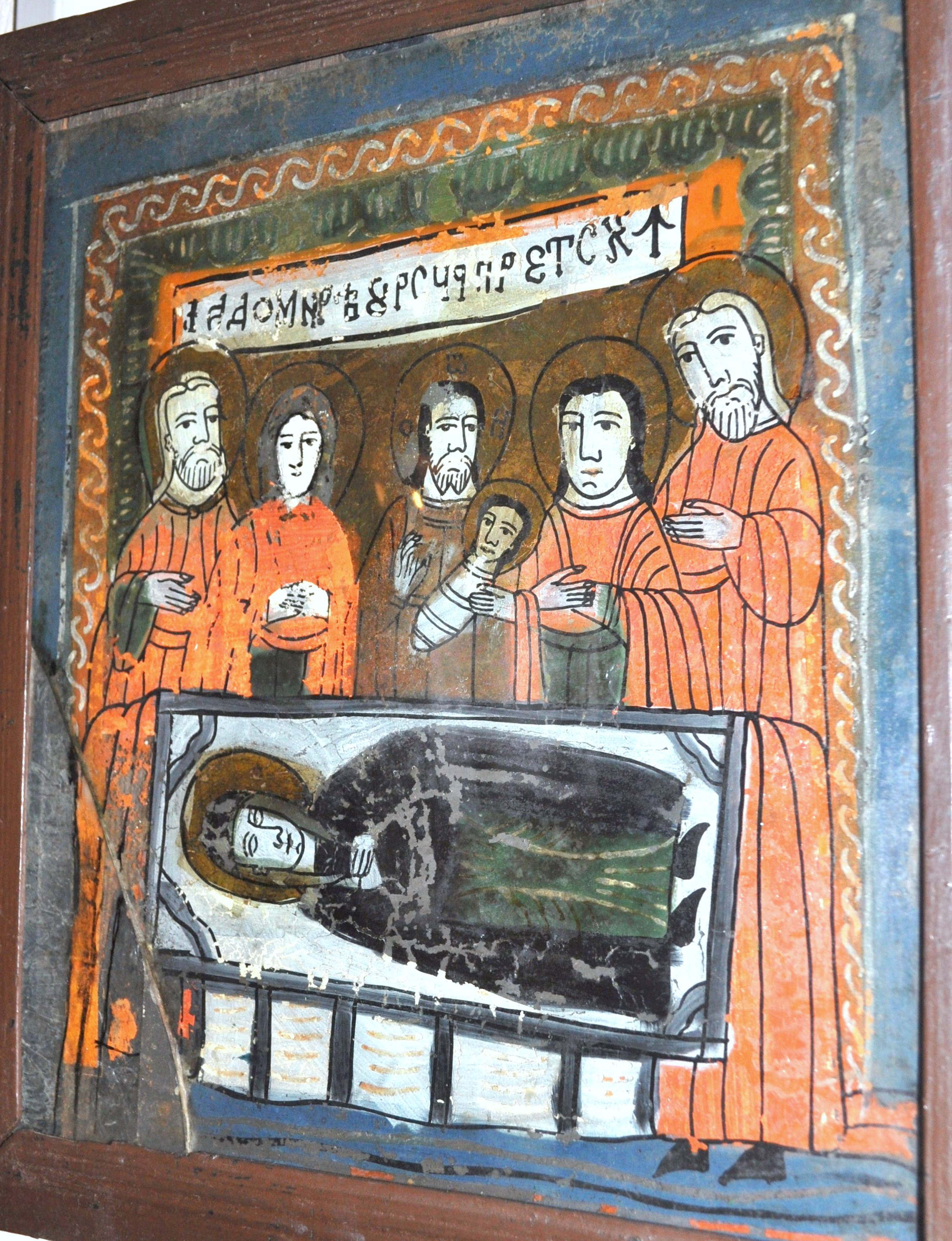
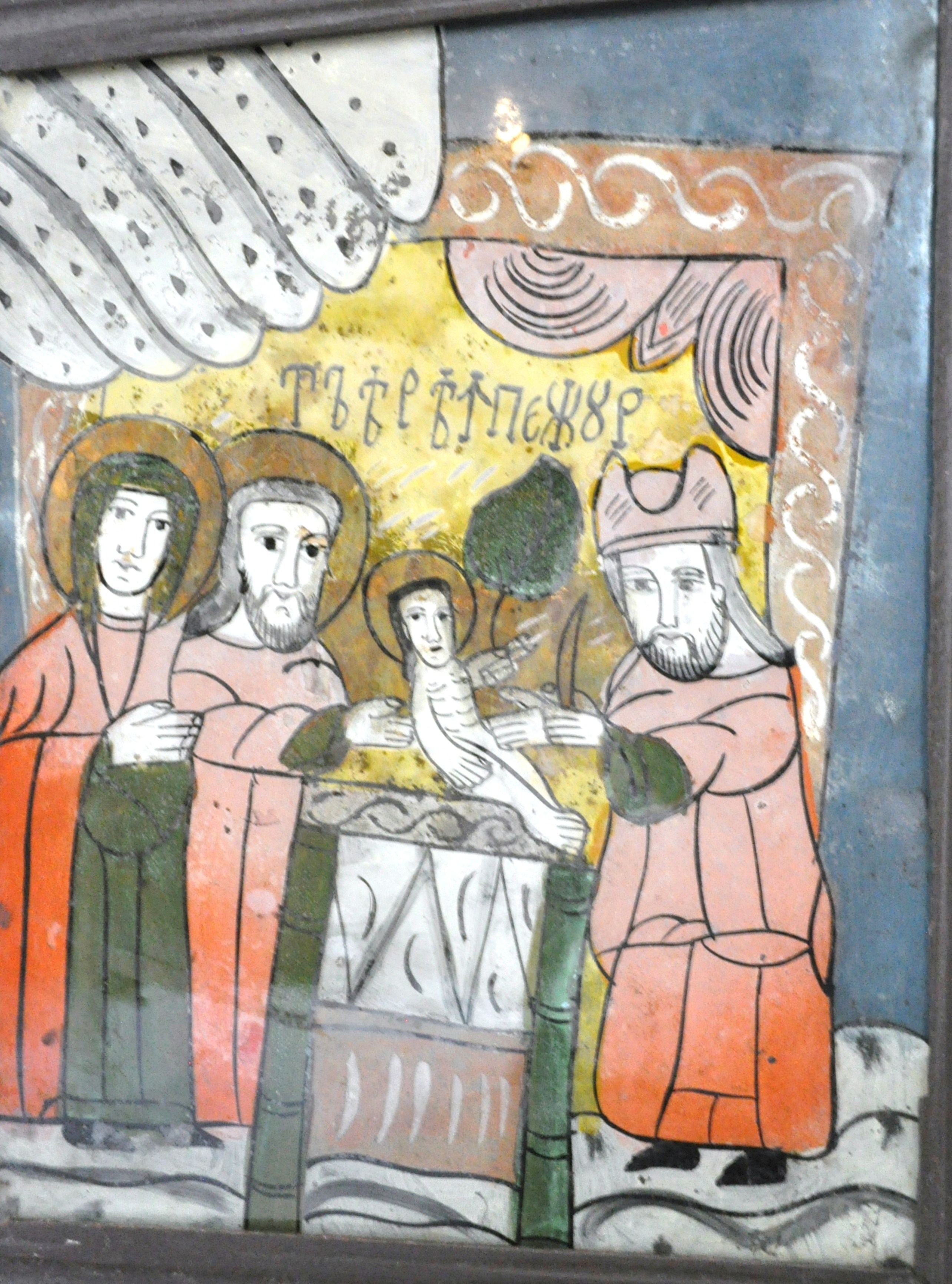
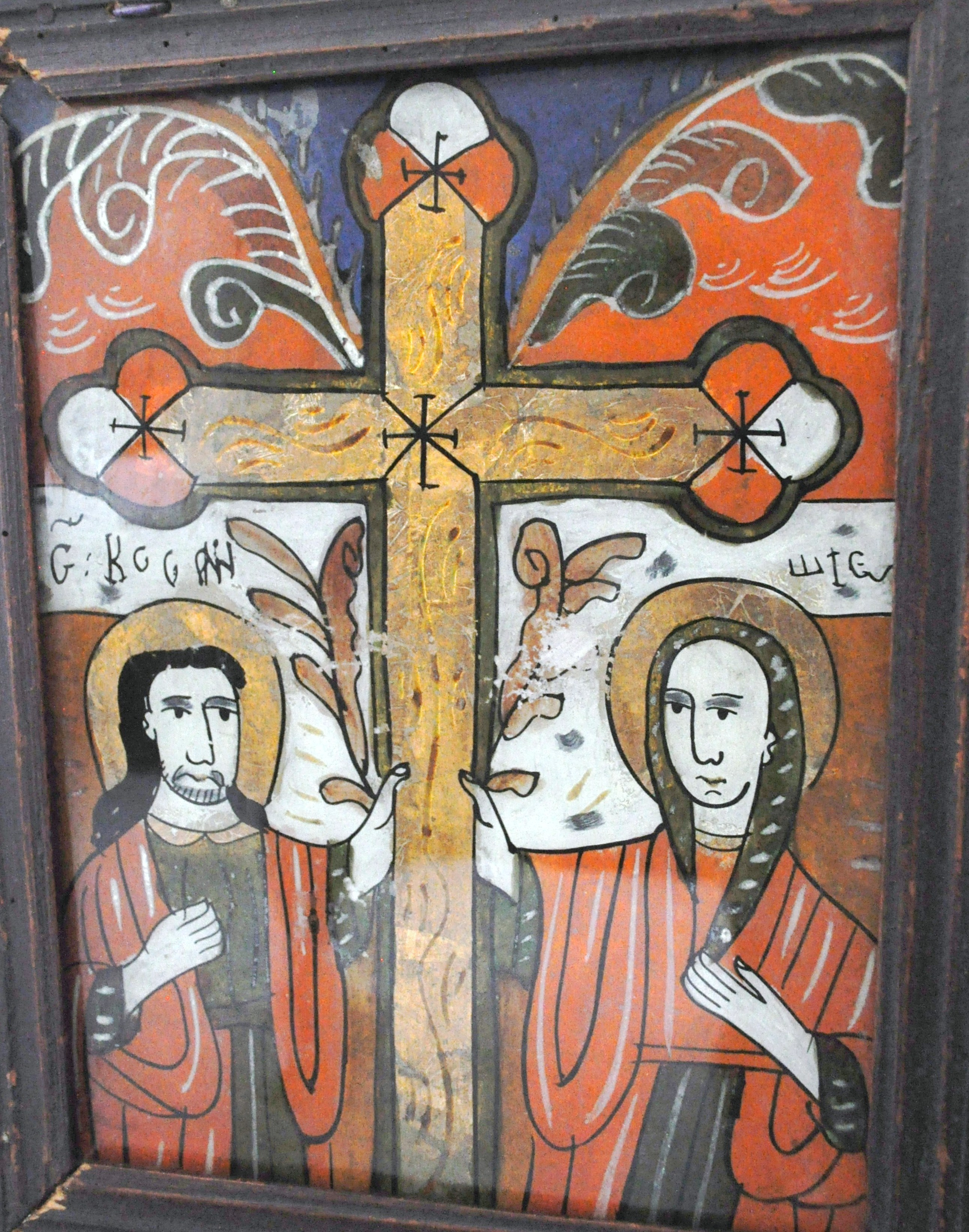
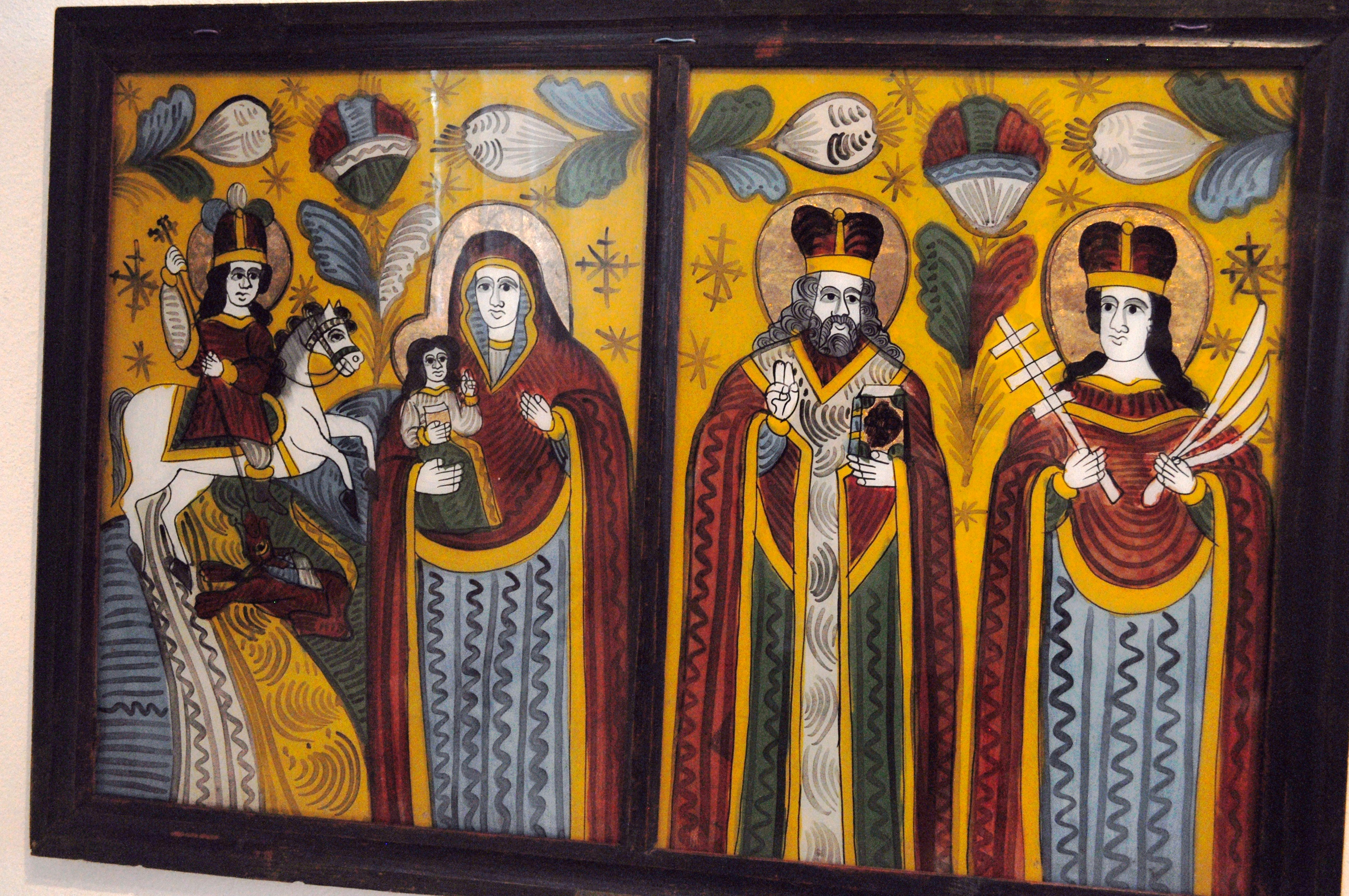
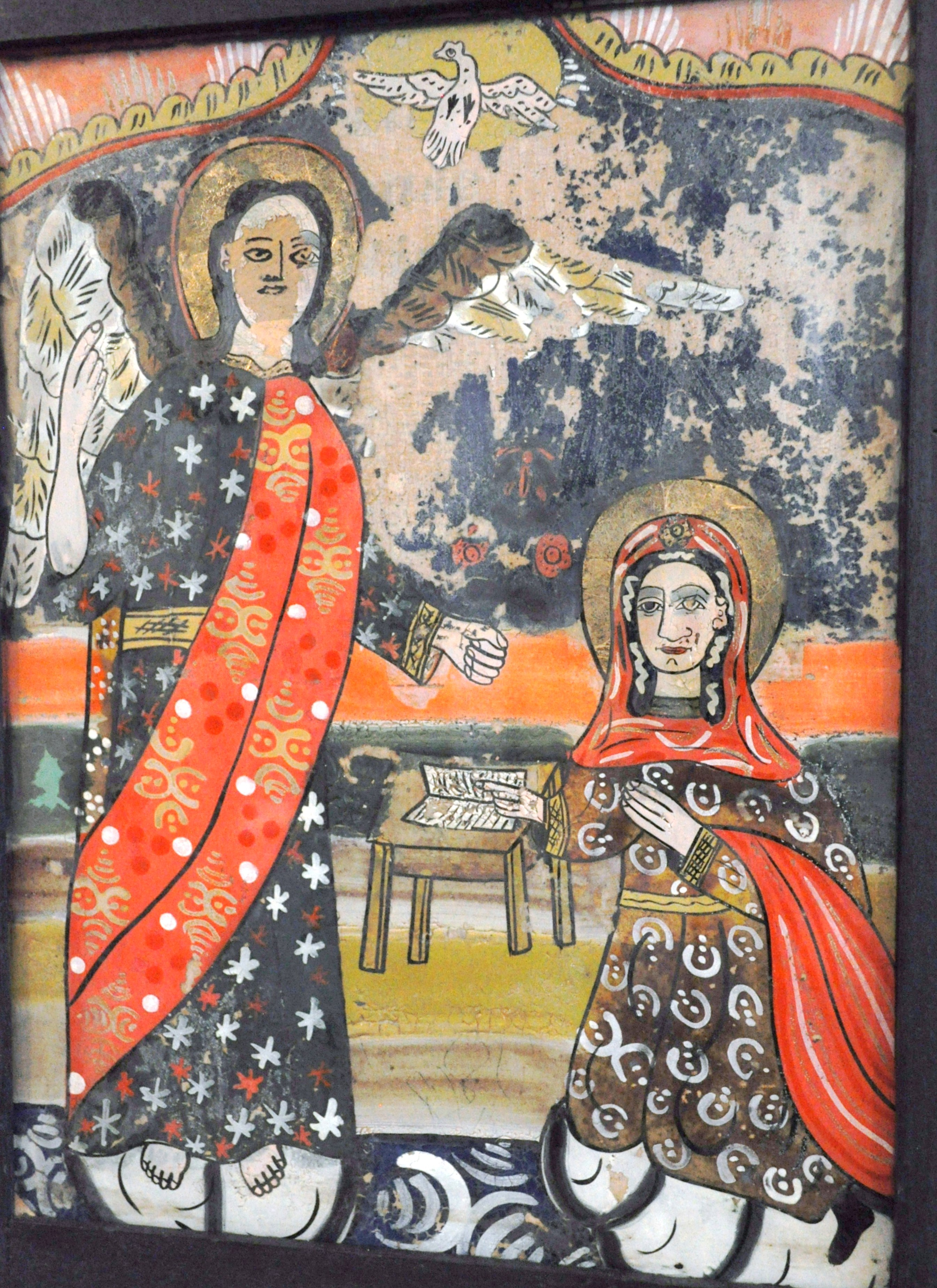
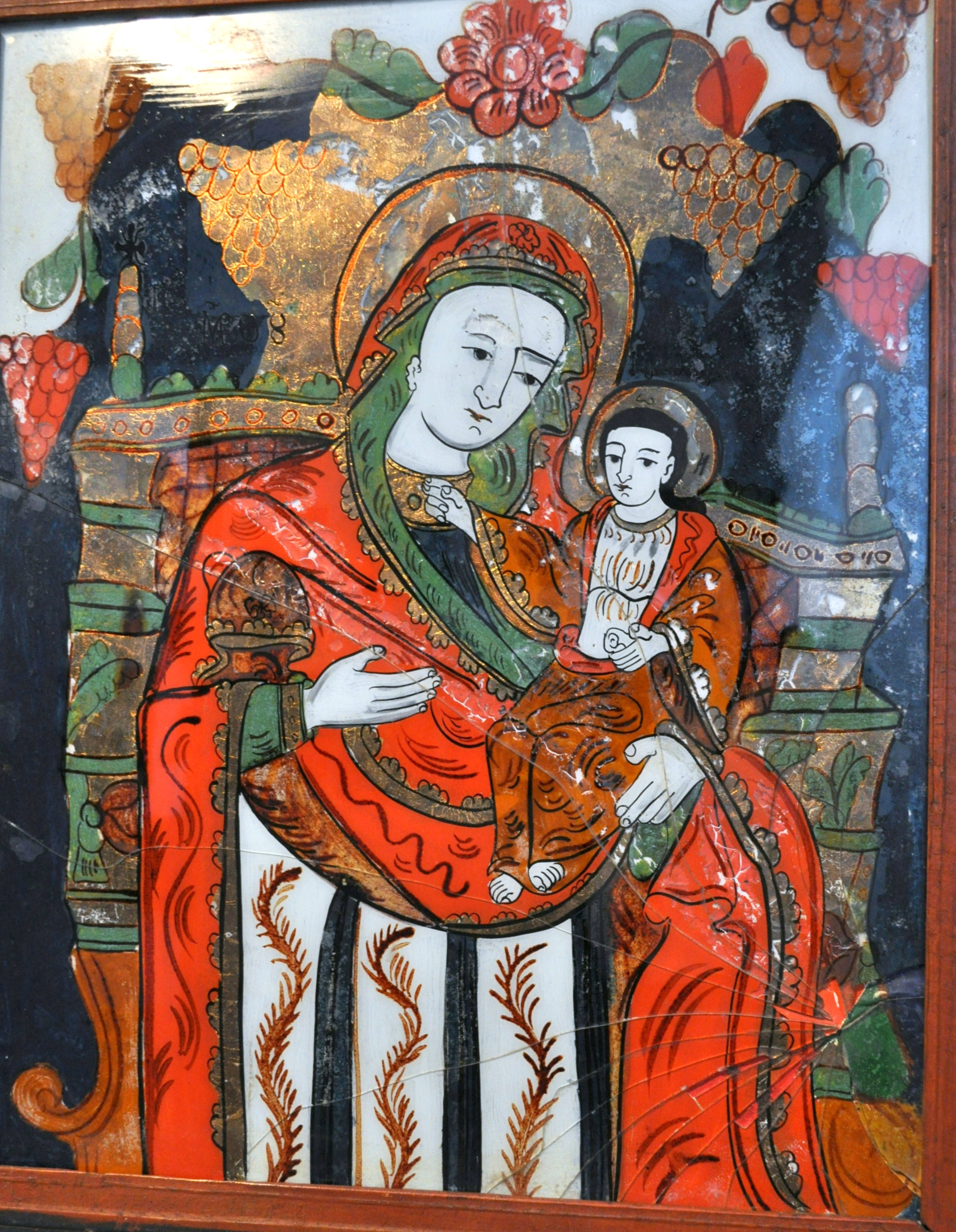
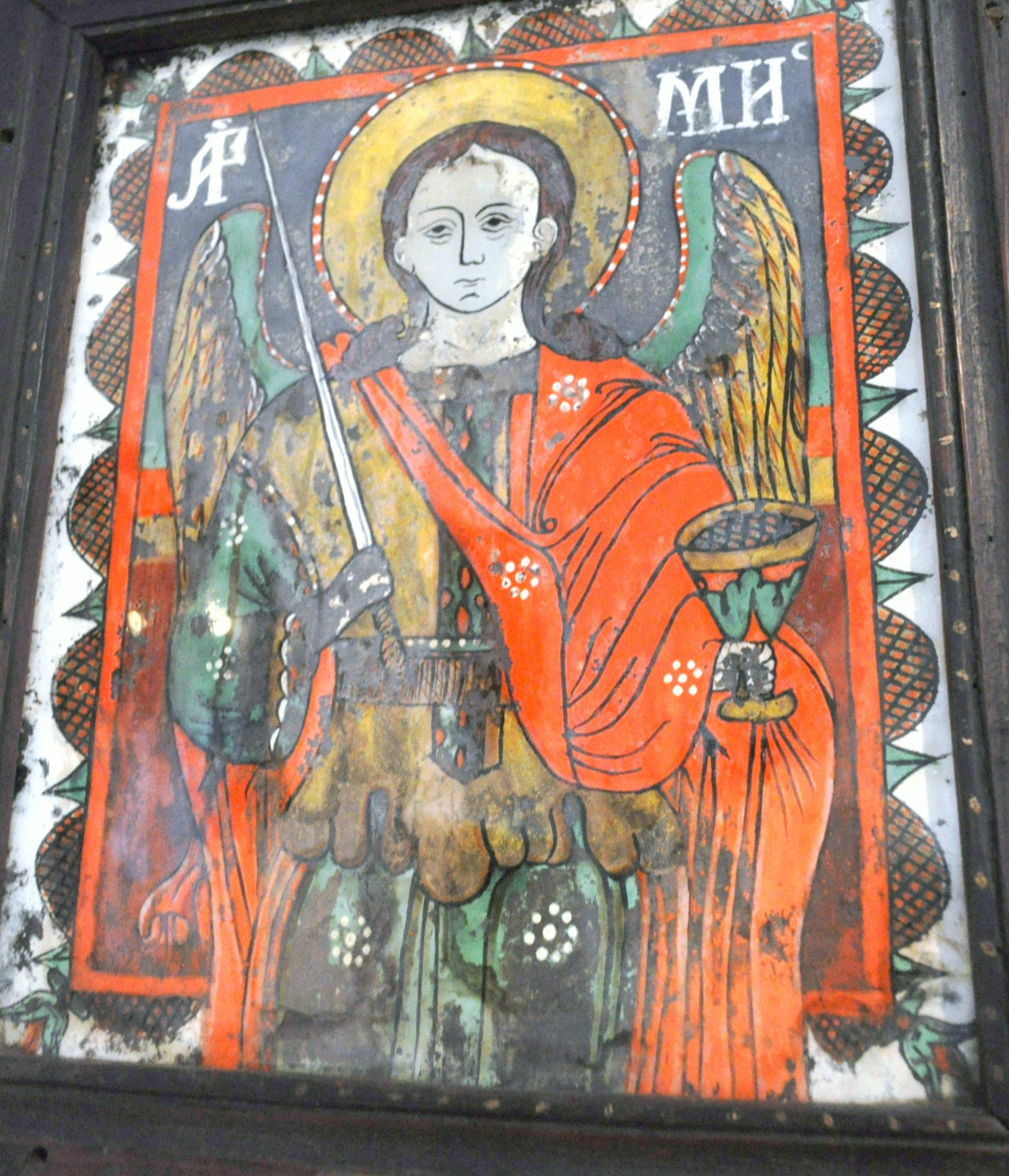
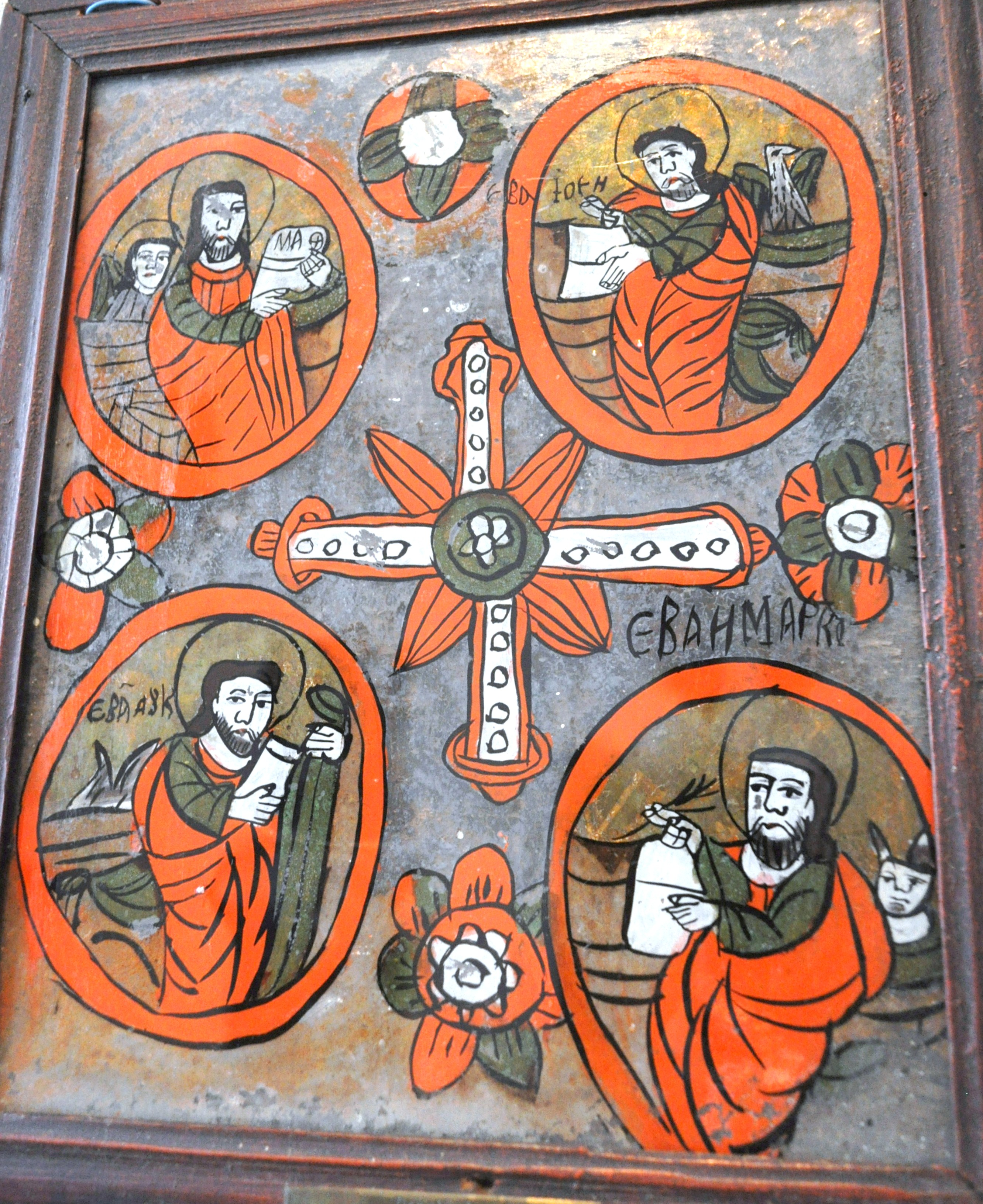
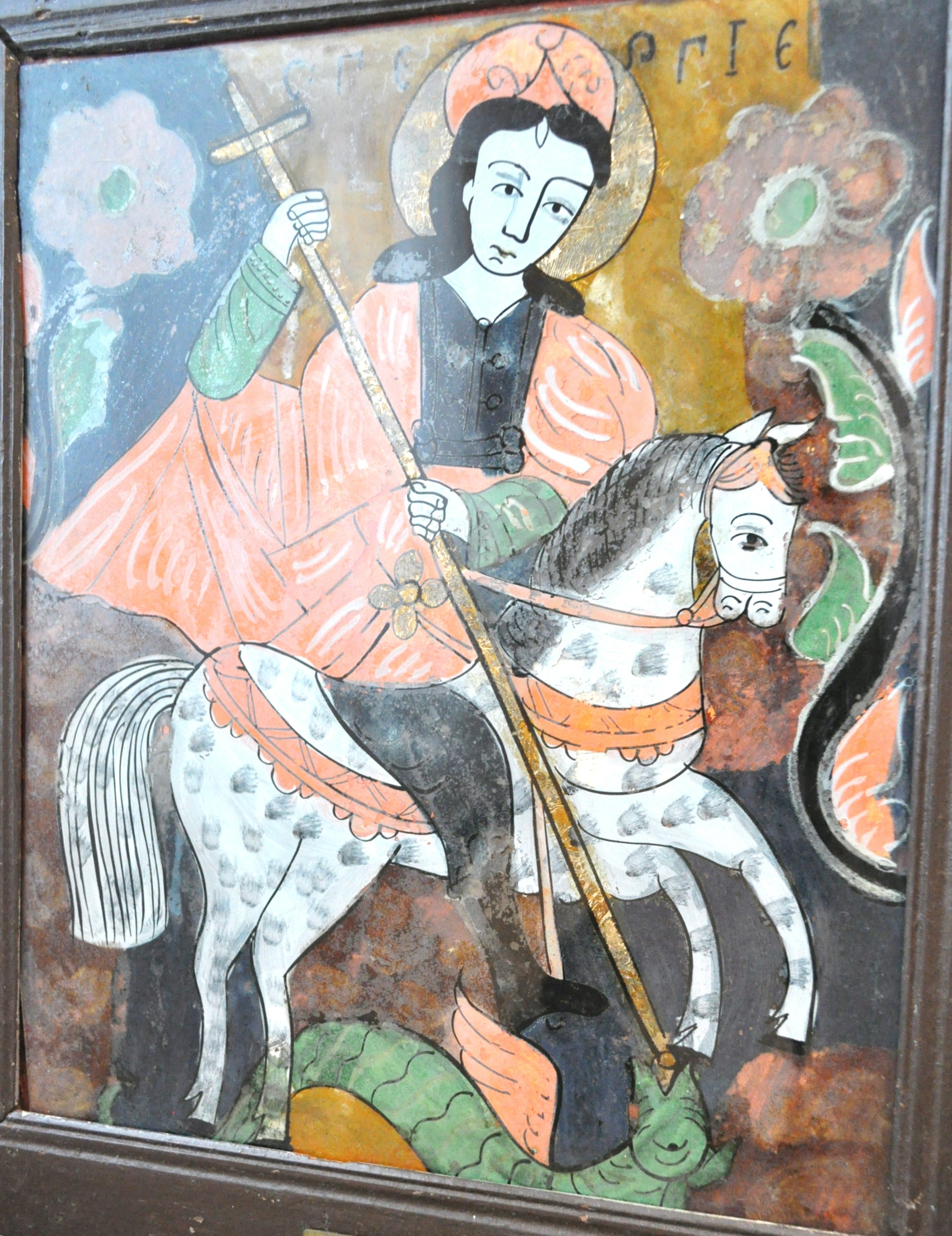
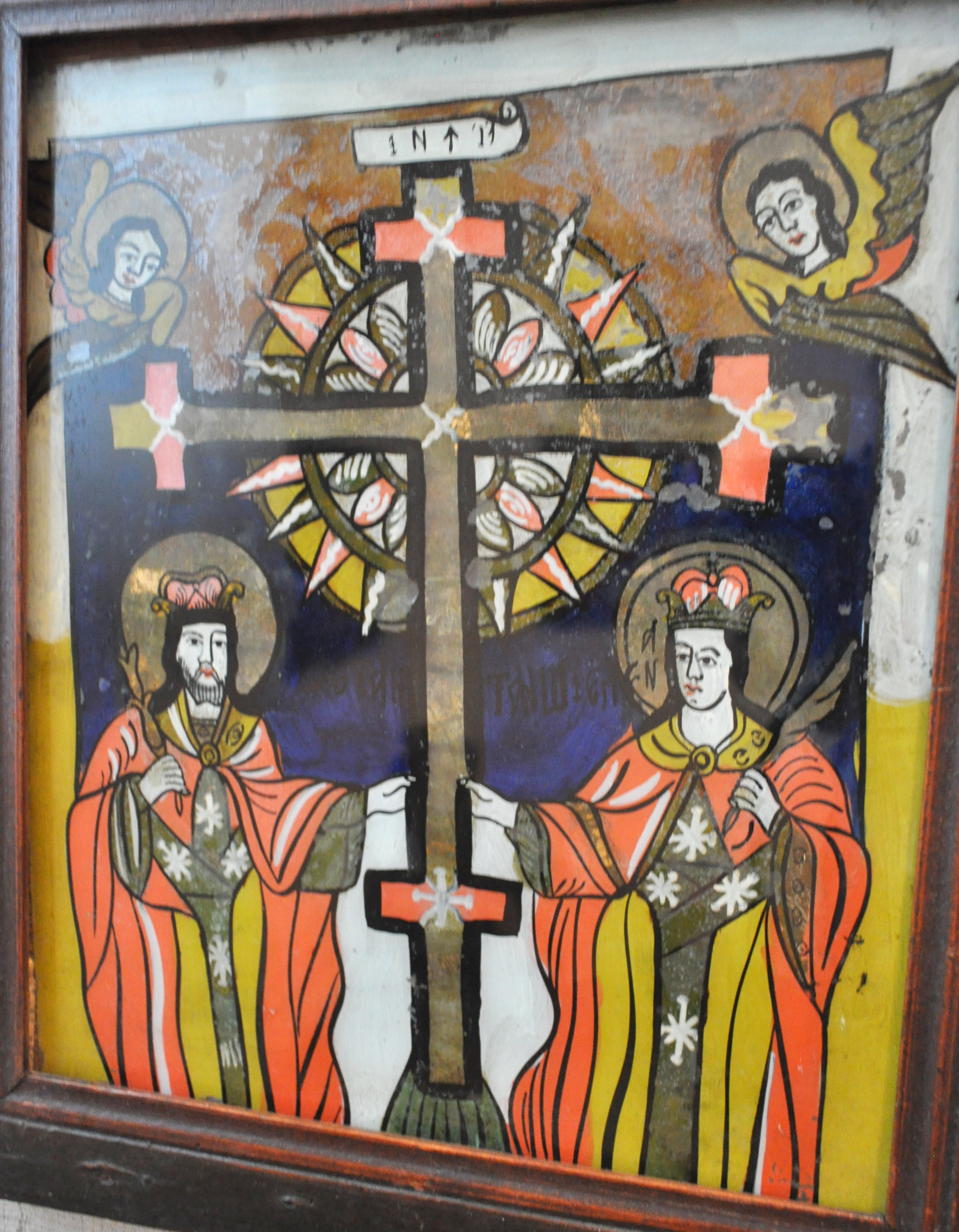
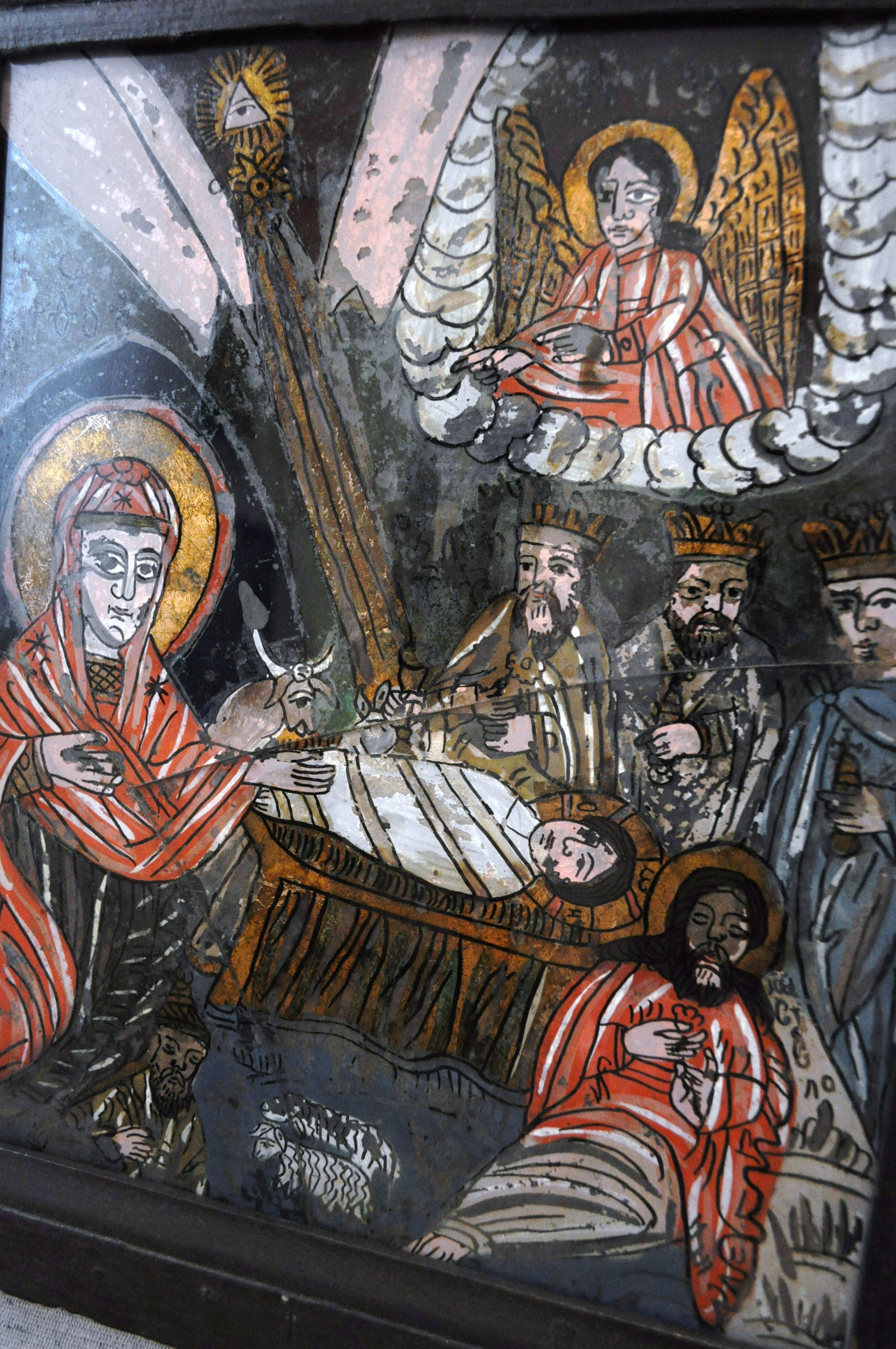
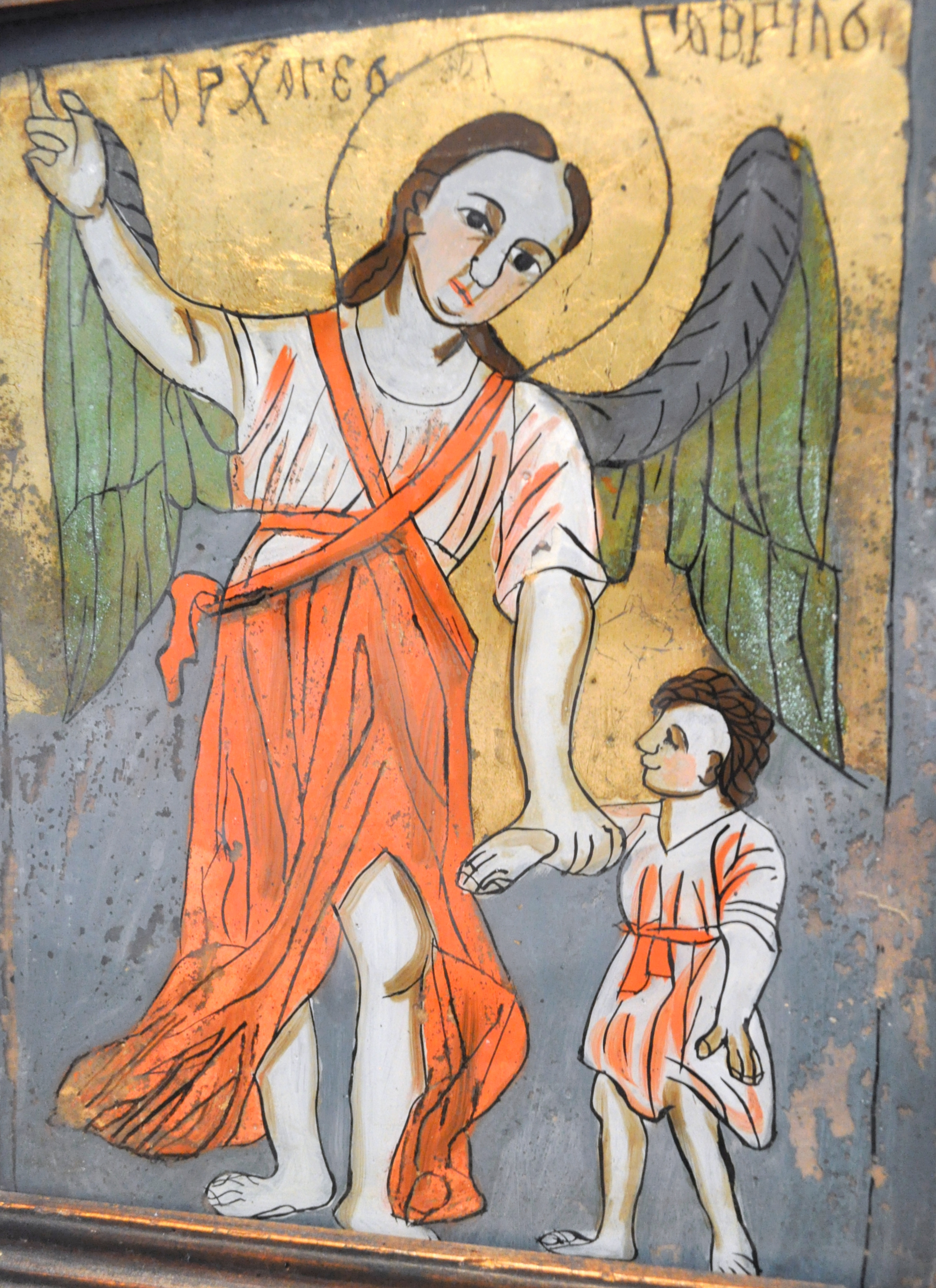
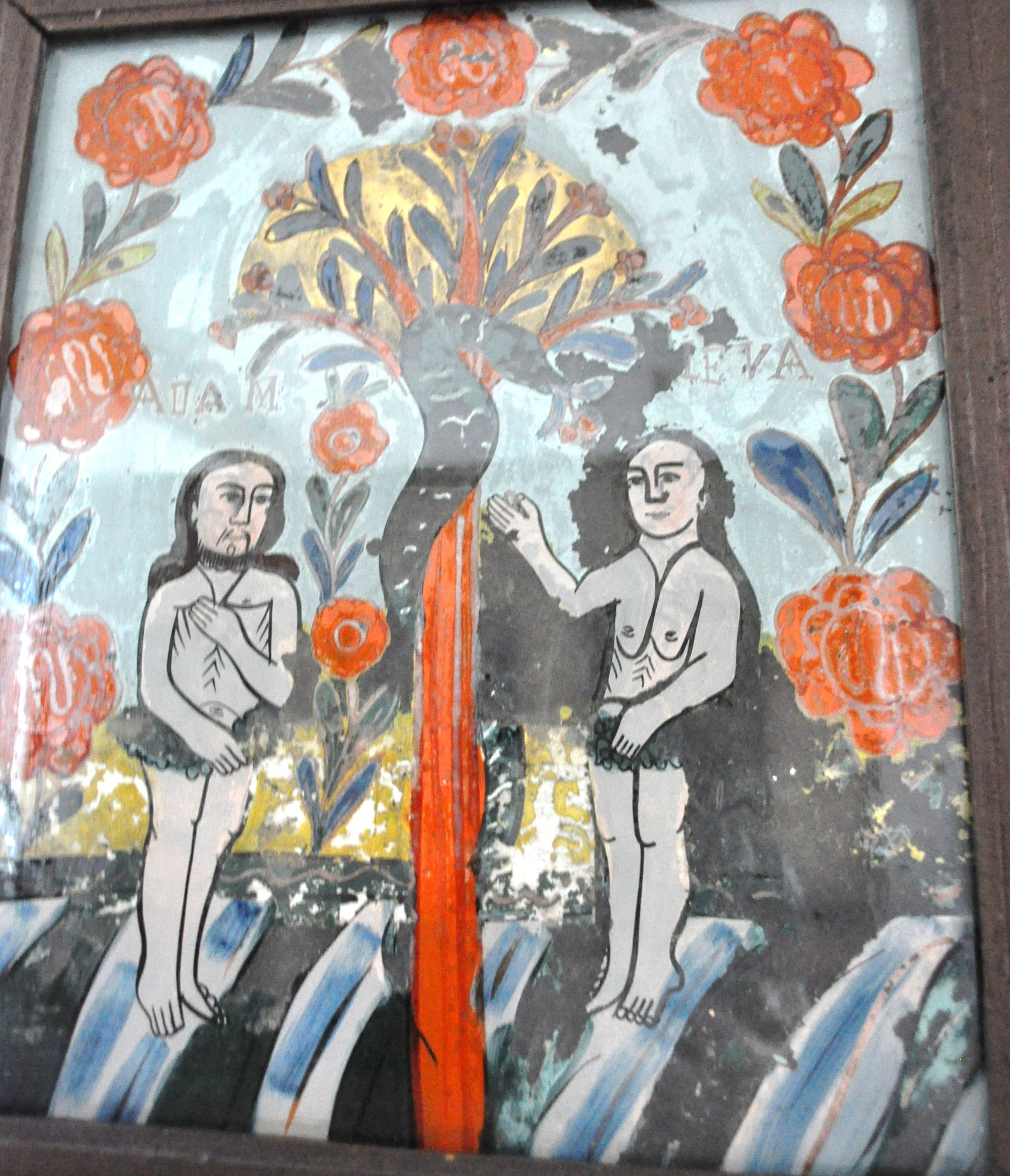
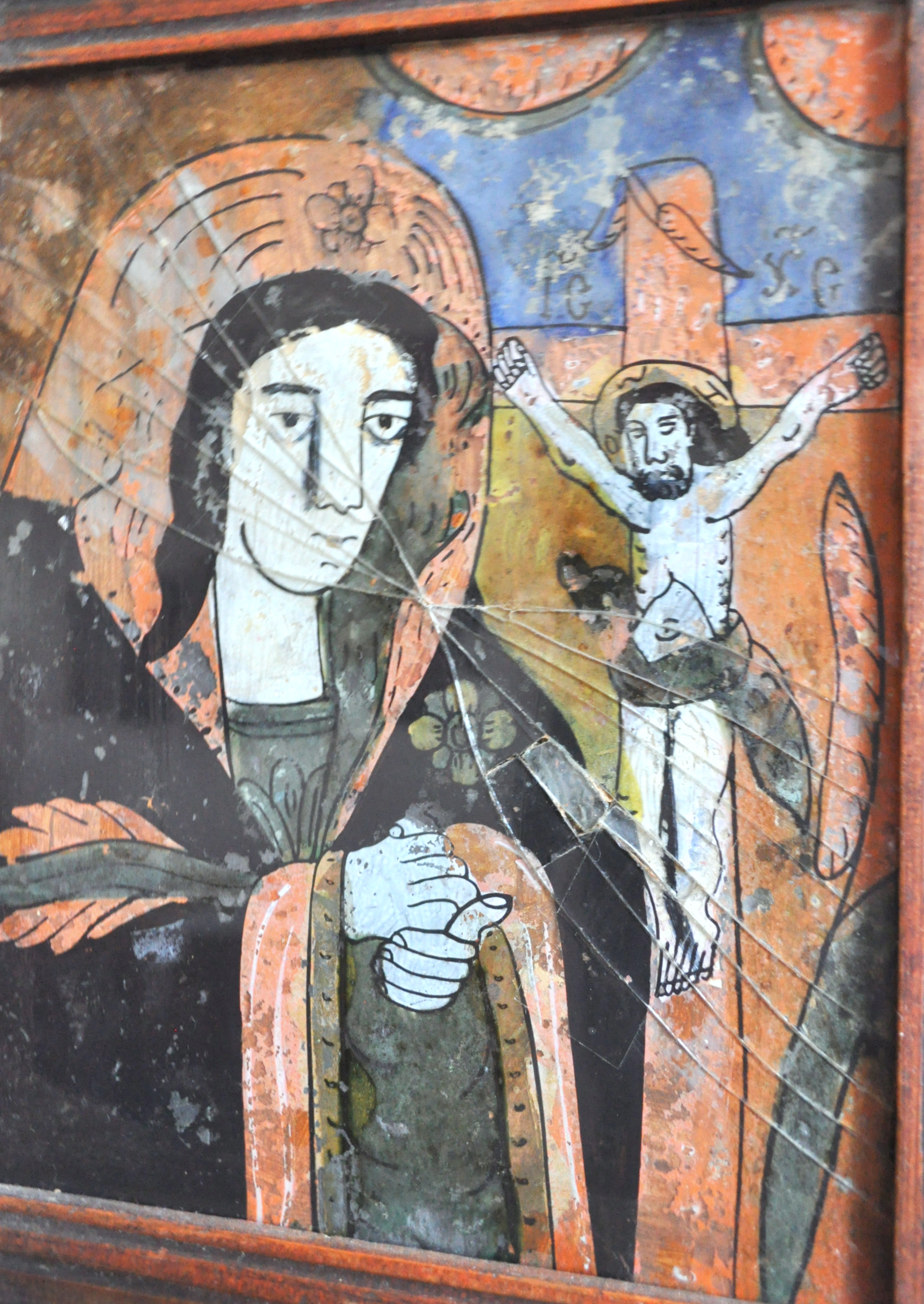
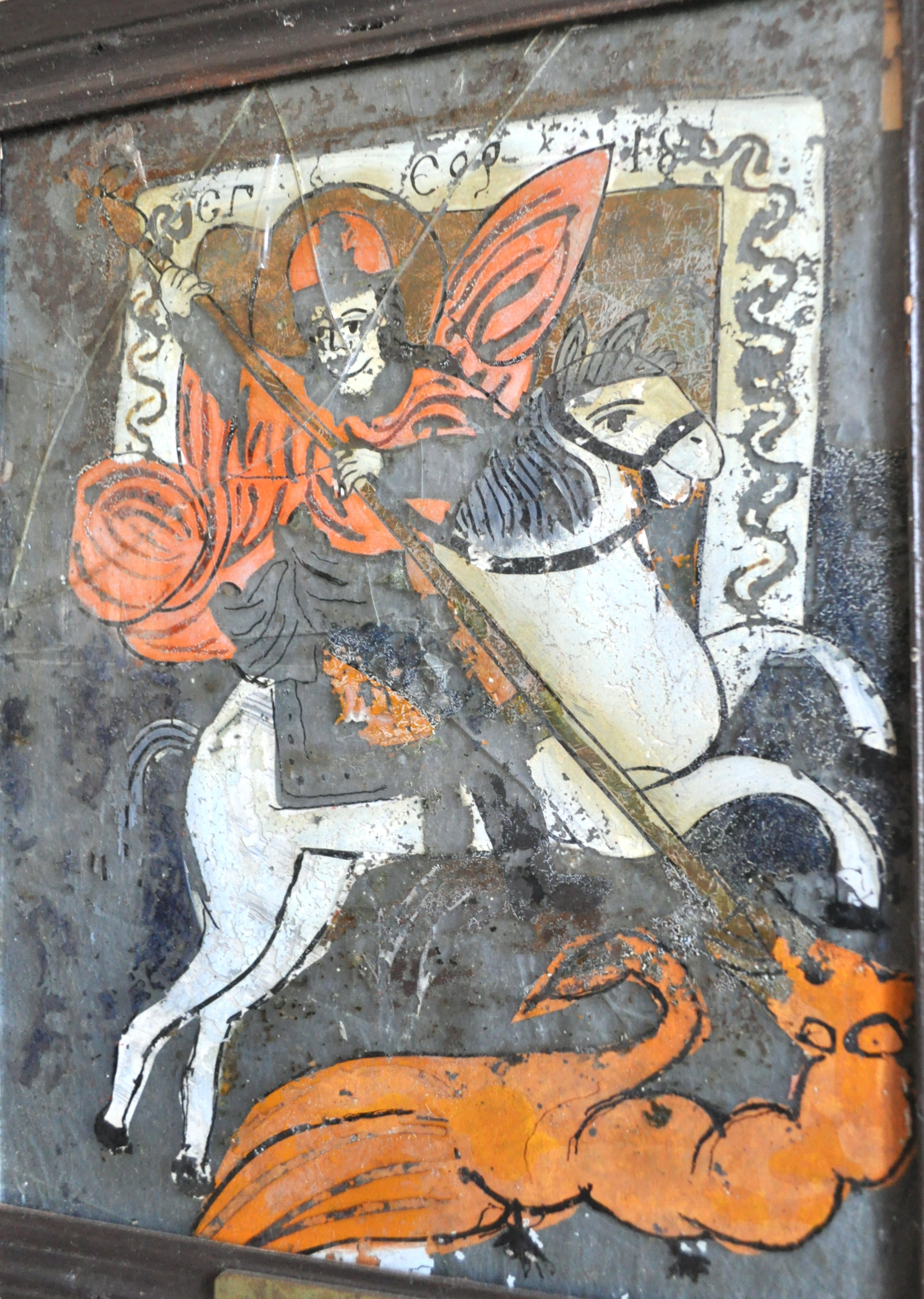
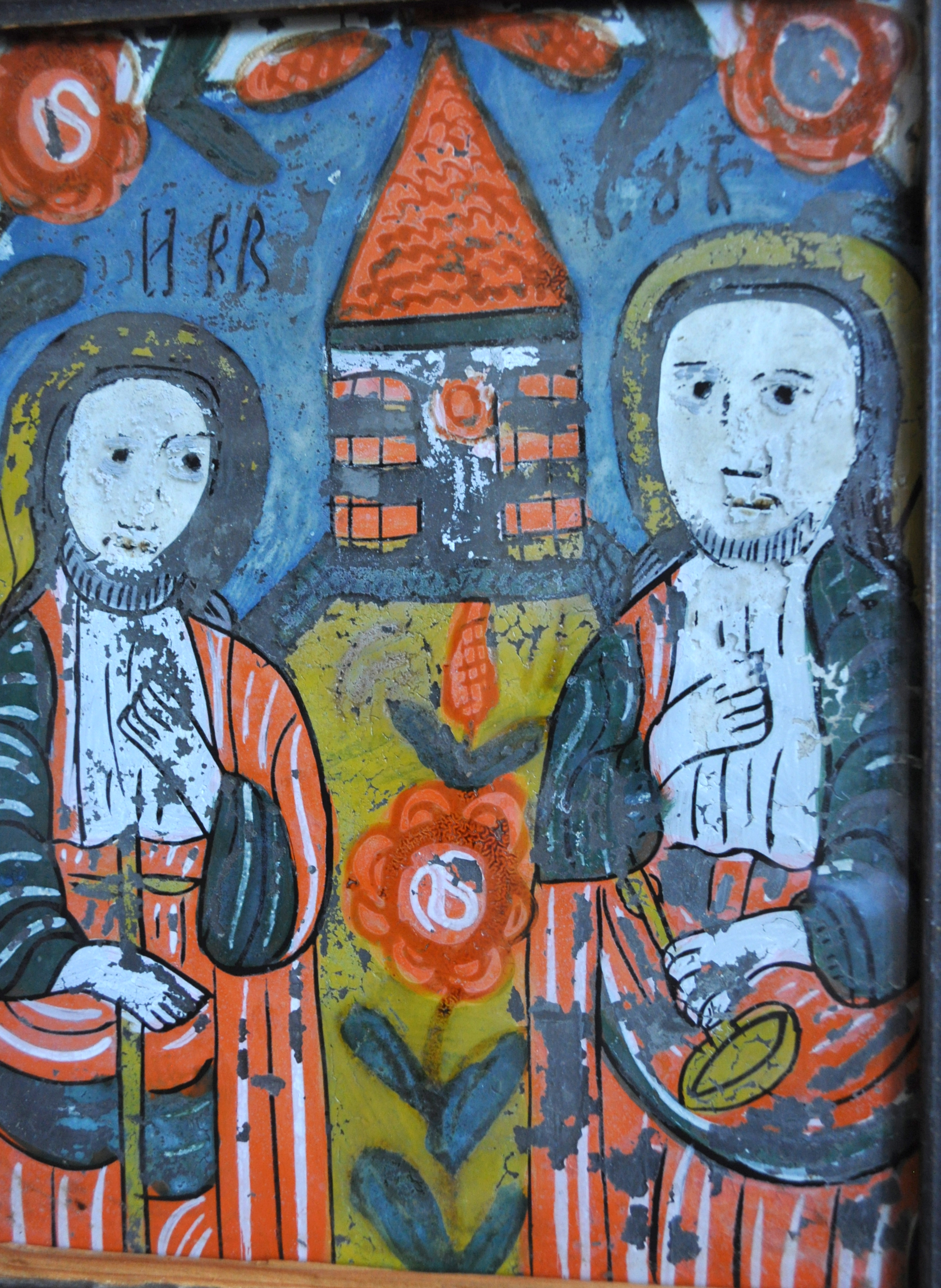
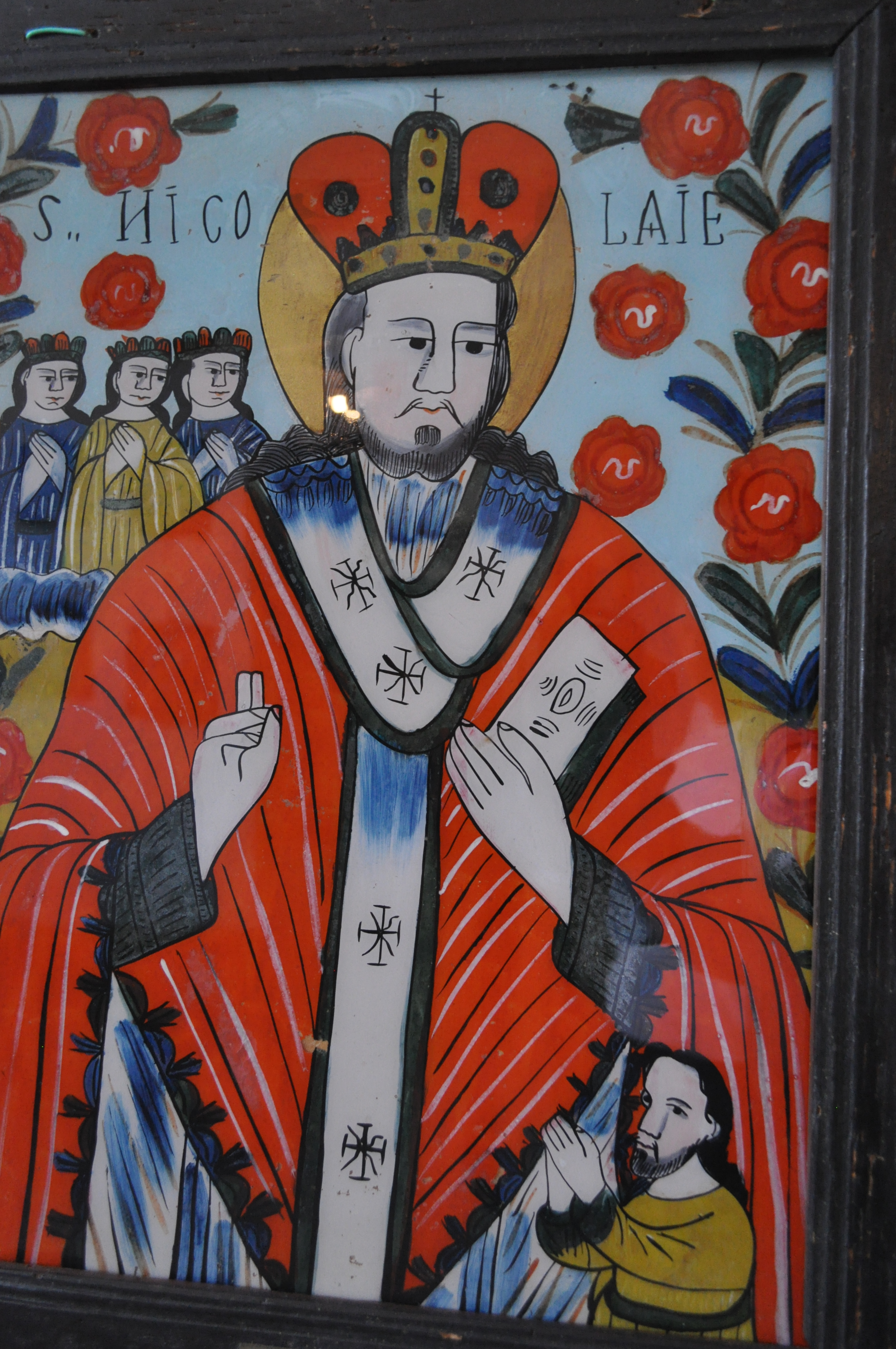